# Geschichte des Strahlenschutzes

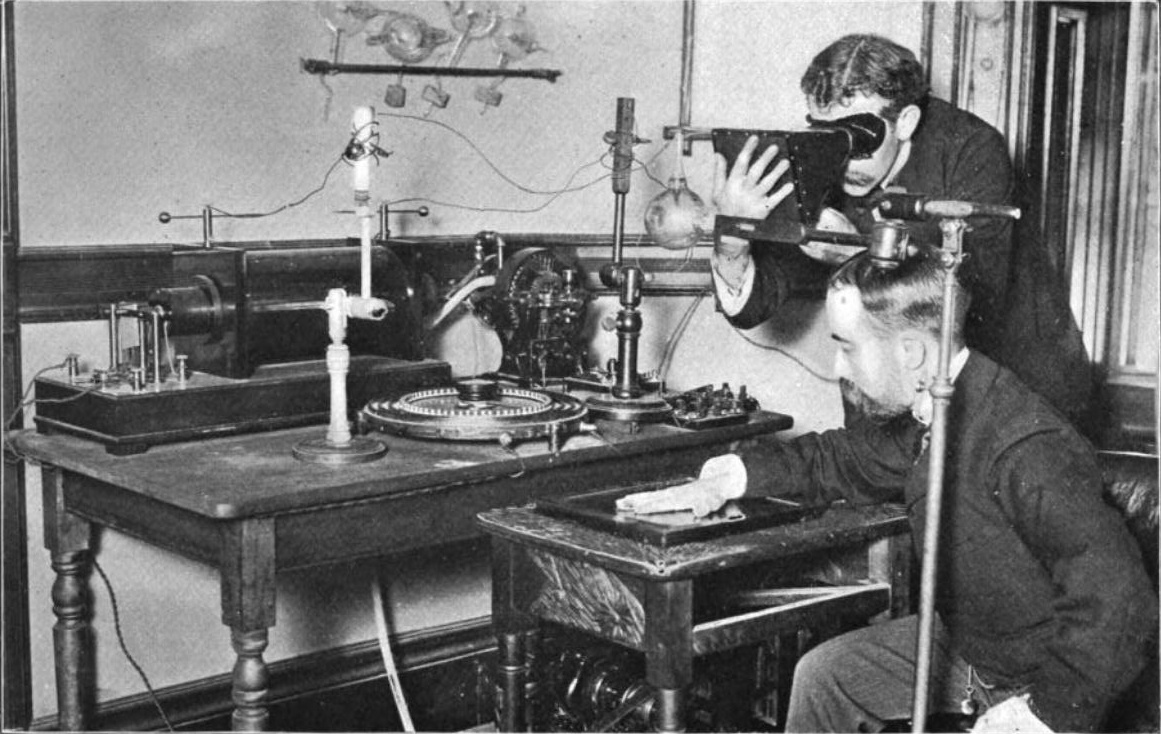
Ungeschützte Experimente in den USA 1896 mit einer frühen Röntgenröhre (Crookes-Röhre), als die Gefahren der Strahlung noch weitgehend unbekannt waren

Die Geschichte des Strahlenschutzes beginnt an der Wende vom 19. zum 20. Jahrhundert mit der Erkenntnis, dass ionisierende Strahlung aus natürlichen und künstlichen Strahlenquellen eine schädigende Wirkung auf lebende Organismen haben kann. Sie ist damit auch die Geschichte der Strahlenschädigungen.
Nachdem in der Anfangszeit der Umgang mit radioaktiven Substanzen beziehungsweise Röntgenstrahlung leichtfertig erfolgte, mündete das zunehmende Bewusstsein über die Gefahren von Strahlung im Laufe des 20. Jahrhunderts weltweit in verschiedene Präventivmaßnahmen, die zu entsprechenden Bestimmungen des Strahlenschutzes führten. Die ersten Opfer waren die Radiologen, die als „Märtyrer“ des radiologischen Fortschritts in die Medizingeschichte eingingen. Viele von ihnen mussten wegen Strahlenschäden Amputationen erleiden oder verstarben an Krebserkrankungen. Die Anwendungen von radioaktiven Substanzen im Alltag galten als „chic“. Nach und nach wurden die gesundheitlichen Auswirkungen bekannt, ihre Ursachen ergründet und das Bewusstsein für Schutzmaßnahmen geschärft. Eine einschneidende Veränderung erfolgte nach den Atombombenabwürfen im Zweiten Weltkrieg. Zunehmend erkannte man auch die Folgen der natürlichen „kosmischen Strahlung“, die Auswirkungen von in der Umwelt vorkommenden radioaktiven Substanzen wie Radon und Radium sowie die möglichen Gesundheitsschädigungen durch nicht ionisierende Strahlung. Weltweit wurden Schutzmaßnahmen erarbeitet und eingeführt, Geräte zur Überwachung entwickelt sowie Gesetze und Strahlenschutzbestimmungen erlassen.
Im 21. Jahrhundert unterliegen die Bestimmungen einer zunehmenden Verschärfung. Insbesondere die zulässigen Grenzwerte für die Stärke ionisierender Strahlung erfahren weitere Korrekturen hin zu kleineren Werten. Auch der Begriff des Strahlenschutzes wird weiter gefasst, er enthält nunmehr auch Vorschriften zum Umgang mit nichtionisierender Strahlung.
In der Bundesrepublik Deutschland werden Strahlenschutzbestimmungen durch das Bundesministerium für Umwelt, Naturschutz und nukleare Sicherheit (BMU) erarbeitet und erlassen. Das Bundesamt für Strahlenschutz arbeitet fachlich mit. In der Schweiz ist die Abteilung Strahlenschutz des Bundesamts für Gesundheit und in Österreich das Bundesministerium für Klimaschutz, Umwelt, Energie, Mobilität, Innovation und Technologie zuständig.

## Röntgenstrahlen

### Erste Strahlenfolgen
Die Entdeckung von Röntgenstrahlen durch Wilhelm Conrad Röntgen (1845–1923) im Jahr 1895 führte zu ausgedehnten Experimenten von Wissenschaftlern, Ärzten und Erfindern. Die ersten Röntgenapparate erzeugten für die Bildgebung höchst ungünstige Strahlungsspektren mit extrem hoher Hautdosis. Im Februar 1896 führten John Daniel und William Lofland Dudley (1859–1914) von der Vanderbilt University ein Experiment durch, bei dem Dudleys Kopf durchleuchtet wurde, was zum Haarausfall führte. Herbert D. Hawks, ein Absolvent der Columbia University, erlitt schwere Hand- und Brustverbrennungen bei Röntgen-Demonstrationsexperimenten. Es wurde in Fachzeitschriften über Verbrennungen und Haarausfall berichtet. So warnte Nikola Tesla (1856–1943) als einer der ersten Forscher im Electrical Review am 5. Mai 1897 ganz ausdrücklich vor dem Gefahrenpotenzial der Röntgenstrahlen – nachdem er ihnen anfangs noch absolute Unbedenklichkeit zugeschrieben hatte. Er musste selbst massive Strahlenschäden nach seinen Testversuchen am eigenen Leib erfahren. Trotzdem behaupteten zu dieser Zeit noch manche Ärzte, dass Röntgenstrahlung gar keine Wirkungen auf den Menschen habe. Es wurden noch bis in die 1940er Jahre Röntgen-Einrichtungen ohne jede Schutzvorkehrung betrieben.
Röntgen selbst wurde das Schicksal der anderen Röntgenstrahlenanwender durch eine Angewohnheit erspart. Er trug die unbelichteten Photoplatten ständig in seinen Taschen mit sich herum und stellte fest, dass diese belichtet wurden, wenn er während der Strahlenexposition im selben Raum blieb. So verließ er regelmäßig das Zimmer bei der Anfertigung von Röntgenaufnahmen.

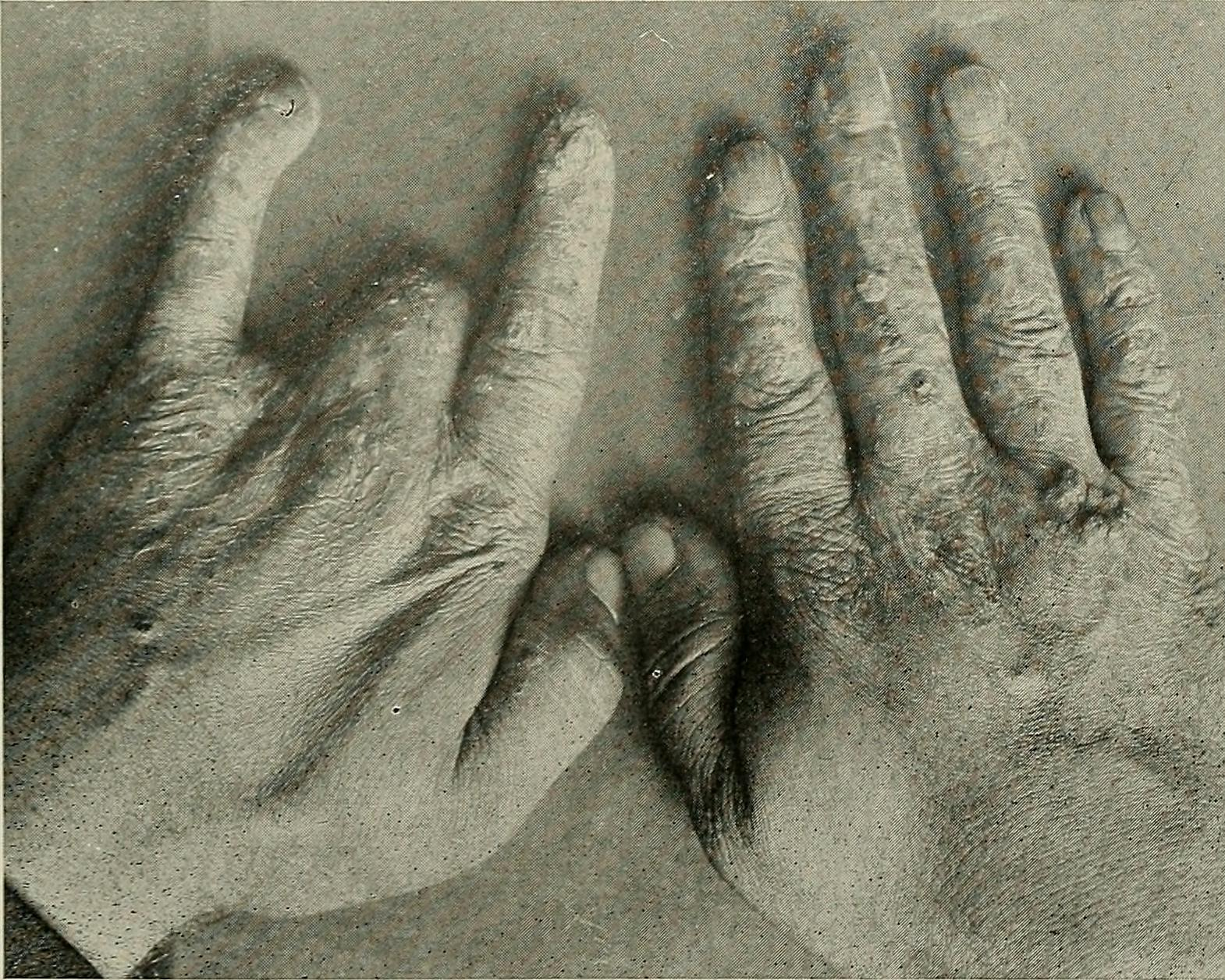
Autophotodokumentation der Strahlenschäden an Kassabians Händen

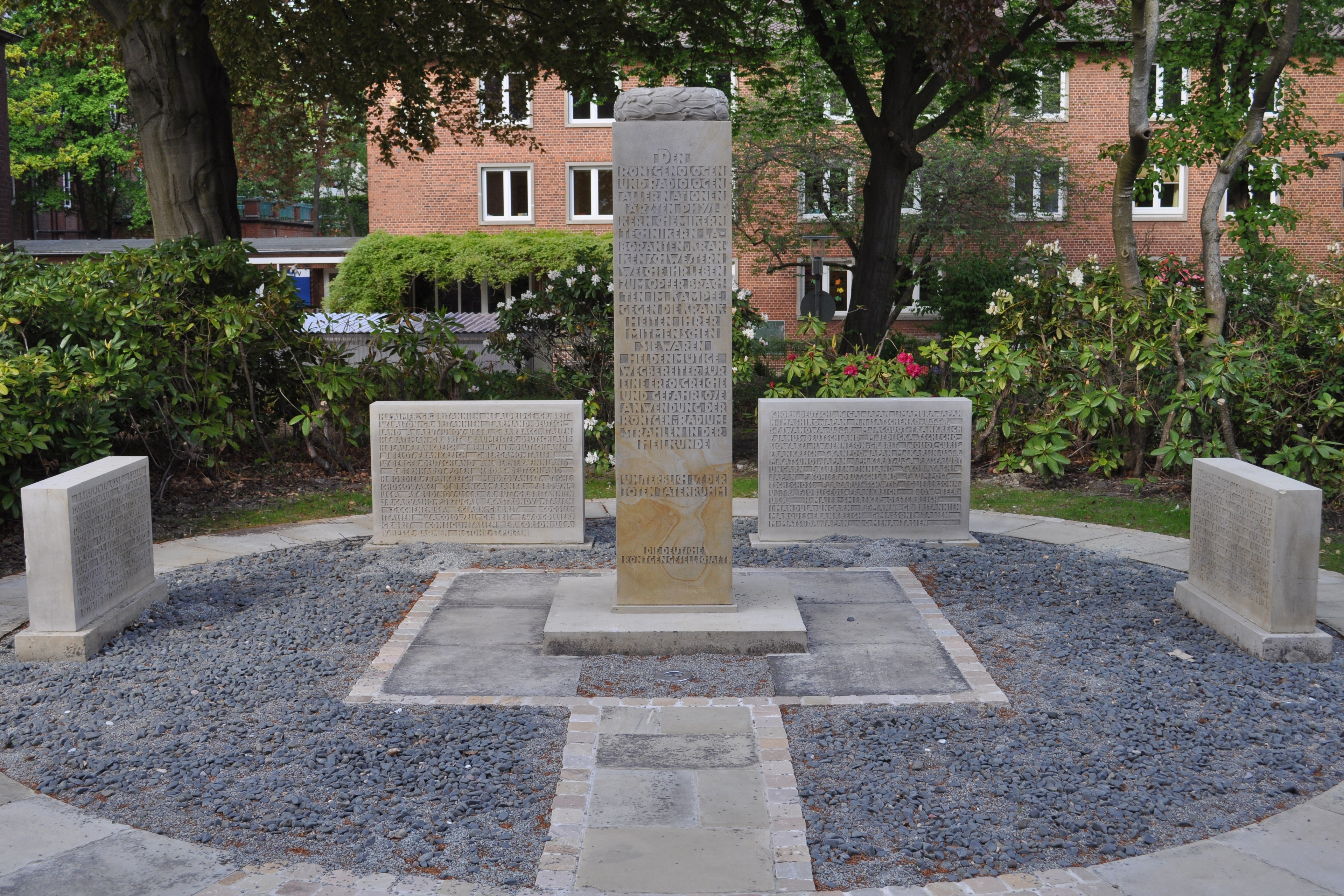
Ehrenmal der Radiologie (Hamburg-St. Georg)

Die Anwendung der Röntgenstrahlen bei der Diagnose in der Zahnheilkunde wurde durch die Pionierarbeit von C. Edmund Kells (1856–1928), einem Zahnarzt aus New Orleans, ermöglicht, der diese bereits im Juli 1896 vor Zahnärzten in Asheville (North Carolina) vorführte. Kells verübte Suizid nach einer langen Leidensgeschichte durch strahlenverursachten Krebs. Ihm war ein Finger nach dem anderen amputiert worden, später die ganze Hand, gefolgt vom Unterarm und dann dem ganzen Arm.
Otto Walkhoff (1860–1934), einer der bedeutendsten deutschen Zahnärzte der Geschichte, führte ebenfalls im Jahr 1896 Röntgenaufnahmen im Selbstversuch durch und gilt als Pionier der zahnärztlichen Röntgenologie. Er bezeichnete die notwendige Expositionszeit von 25 Minuten „als eine Tortur“. Die Braunschweiger Ärzteschaft beauftragte ihn später mit der Einrichtung und Betreuung einer zentralen Röntgenstation. Er erprobte ebenso im Selbstversuch 1898 – demnach im Jahr der Entdeckung des Radiums – den Radiumeinsatz in der Medizin unter Anwendung einer heute unvorstellbaren Menge von 0,2 g Radiumbromid. Walkhoff beobachtete, dass krebskranke Mäuse, die einer Radiumstrahlung ausgesetzt wurden, signifikant später starben als eine Vergleichsgruppe unbehandelter Mäuse. Er leitete damit die Entwicklung der Strahlenforschung zur Behandlung von Tumoren ein.
Der armenisch-amerikanische Radiologe Mihran Krikor Kassabian (1870–1910), Vizepräsident der American Roentgen Ray Society (ARRS), befasste sich mit den Reizwirkungen von Röntgenstrahlen. In einer Veröffentlichung erwähnte er die zunehmenden Probleme mit seinen Händen. Obwohl Kassabian die Röntgenstrahlen als Ursache erkannte, vermied er es, diesen Bezug herzustellen, um den Fortschritt in der Radiologie nicht zu behindern. 1902 erlitt er eine schwere Strahlenverbrennung an der Hand. Sechs Jahre später wurde die Hand nekrotisch und zwei Finger seiner linken Hand wurden amputiert. Kassabian führte ein Tagebuch und fotografierte seine Hände, als die Gewebeschäden voranschritten. Er starb 1910 an den Krebsfolgen.
Viele der frühen Röntgen- und Radioaktivitätsforscher gingen als „Märtyrer für die Wissenschaft“ in die Geschichte ein. Sarah Zobel von der University of Vermont verweist in ihrem Artikel The Miracle and the Martyrs (deutsch Das Wunder und die Märtyrer) auf ein Bankett, das zu Ehren vieler Pioniere des Röntgens im Jahre 1920 abgehalten wurde. Es gab Huhn zum Abendessen: „Kurz nachdem das Essen serviert war, konnte man sehen, dass einige der Teilnehmer nicht in der Lage waren, die Mahlzeit zu genießen. Nach Jahren der Arbeit mit Röntgenstrahlen hatten viele Teilnehmer Finger oder Hände wegen der Strahlenexposition verloren und konnten das Fleisch nicht selbst schneiden.“ Der erste Amerikaner, der wegen der Strahlenexposition starb, war Clarence Madison Dally (1845–1904), Assistent von Thomas Alva Edison (1847–1931). Edison begann Röntgenstrahlen fast unmittelbar nach Röntgens Entdeckung zu untersuchen und delegierte diese Aufgabe an Dally. Im Laufe der Zeit musste Dally sich auf Grund der Strahlenschäden über 100 Hautoperationen unterziehen. Schließlich mussten ihm beide Arme amputiert werden. Sein Tod veranlasste Edison im Jahr 1904 jegliche weitere Röntgenforschung aufzugeben.
Zu den Pionieren zählte auch der Österreicher Gustav Kaiser (1871–1954), dem 1896 die Aufnahme einer Doppelzehe mit 1½–2 Stunden Belichtungszeit gelang. Auch er hatte aufgrund des noch geringen Wissens ausgeprägte Strahlenschäden an den Händen und verlor mehrere Finger und die rechte Mittelhand. Seine Arbeiten waren unter anderem Grundlage für die Konstruktion von Bleigummischürzen. Heinrich Albers-Schönberg (1865–1921), der erste Lehrstuhlinhaber für Röntgenkunde weltweit, empfahl 1903 den Gonadenschutz für Hoden und Ovarien. Er war damit einer der ersten, der die Keimzellen nicht nur vor akuten Strahlenschäden schützte, sondern auch vor kleinen Strahlendosen, die mit der Zeit kumulieren und Spätschäden auslösen können. Albers-Schönberg starb 56-jährig an den Folgen von Röntgenschädigungen, ebenso wie auch Guido Holzknecht und Elizabeth Fleischman.
Ein Ehrenmal der Radiologie im Garten des Krankenhauses St. Georg in Hamburg-St. Georg erinnert seit dem 4. April 1936 an 359 Opfer aus 23 Ländern unter den ersten medizinischen Anwendern der Röntgenstrahlung.

### Erste Warnungen

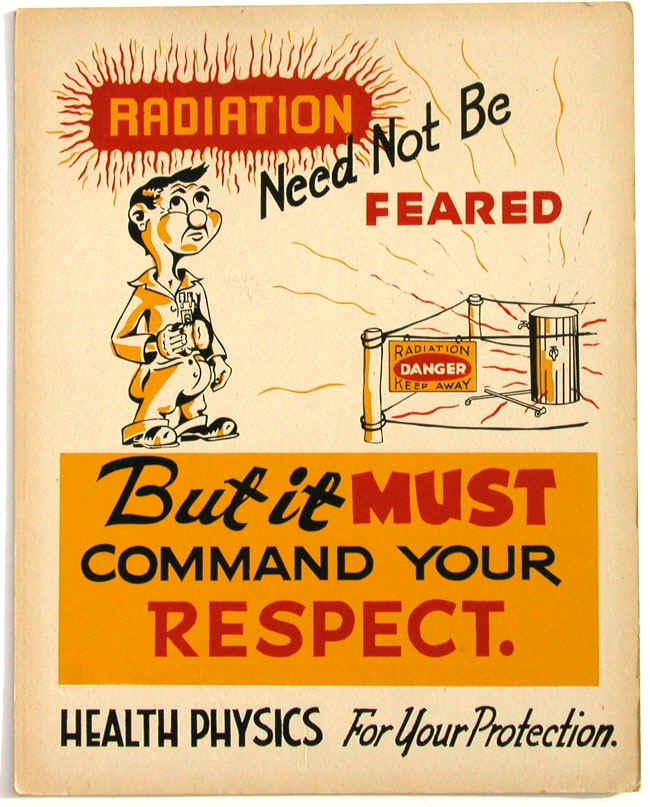
1947 wurden Poster in den USA aufgehängt, um auf den Strahlenschutz hinzuweisen. Gleichzeitig sollte der erst vier Jahre junge Begriff health physics bekannt gemacht werden.

Im Jahr 1896 empfahl der Ingenieur Wolfram Fuchs aufgrund seiner Erfahrungen mit zahlreichen Röntgenuntersuchungen, die Strahlzeit möglichst kurz zu halten, von der Röhre Abstand zu halten und die Haut mit Vaseline abzudecken – dies war weltweit die erste derartige Veröffentlichung. Die Chicagoer Ärzte William Fuchs und Otto Schmidt waren 1897 die ersten Anwender, die einem Patienten wegen Strahlenschäden Schadensersatz leisten mussten.
Der Zahnarzt William Herbert Rollins (1852–1929) forderte im Jahr 1901, dass bei der Arbeit mit Röntgenstrahlen Schutzbrillen mit Bleiglas getragen werden sollten, die Röntgenröhre mit Blei zu umschließen sei und alle Bereiche des Körpers mit Bleischürzen bedeckt sein müssten. Er veröffentlichte über 200 Artikel über die möglichen Gefahren der Röntgenstrahlen, jedoch wurden seine Vorschläge lange Zeit ignoriert. Ein Jahr später schrieb Rollins voller Verzweiflung, dass seine Warnungen über die mit Röntgenstrahlen verbundenen Gefahren sowohl von der Industrie als auch von seinen Kollegen nicht beachtet würden. Zu diesem Zeitpunkt hatte Rollins bereits nachgewiesen, dass Röntgenstrahlen Versuchstiere töten können und Fehlgeburten bei Meerschweinchen verursachen. Rollins Verdienste wurden erst spät anerkannt. Seitdem ging er als „Vater des Strahlenschutzes“ in die Geschichte der Radiologie ein. Er wurde Mitglied der Radiological Society of North America und ihr erster Schatzmeister.
Der Strahlenschutz entwickelte sich weiter durch die Erfindung neuer Messgeräte wie des Chromoradiometers von Guido Holzknecht (1872–1931) im Jahr 1902, des Radiometers von Raymond Sabouraud (1864–1938) und Henri Noiré (1878–1937) in den Jahren 1904/05 sowie des Quantimeters von Robert Kienböck (1873–1951) im Jahr 1905. Damit konnten Maximaldosen angegeben werden, bei denen mit größter Wahrscheinlichkeit noch keine Hautveränderungen auftraten. Auch Radium wurde durch die British Roentgen Society einbezogen, die 1921 ein erstes Memorandum veröffentlichte, das speziell auf Radiumschutz ausgerichtet war.

### Unbedarfte Anwendungen

#### Pedoskop

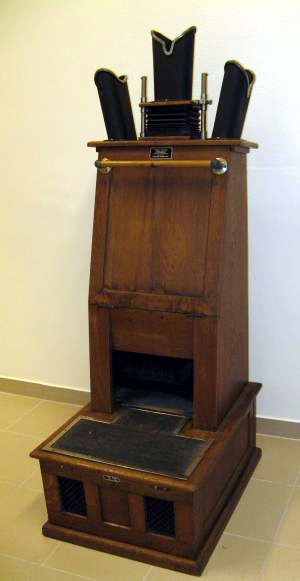
Pedoskop aus den 1930er Jahren von Ernst Gross Röntgen-Apparate, Berlin, Physikmuseum Salzburg. Später wurde ein zusätzlicher Sehschlitz für kleine Kinder in passender Höhe angebracht, damit auch das Kind selbst die Durchleuchtung sehen konnte.

In vielen Schuhgeschäften in Nordamerika und Europa wurden seit den 1920er Jahren Pedoskope aufgestellt, allein in den USA mehr als 10.000, erfunden von Jacob Lowe, einem Physiker aus Boston. Es handelte sich um Röntgengeräte zur Überprüfung der Passform von Schuhen, die der Verkaufsförderung beim Schuhkauf, insbesondere für Kinder, dienten. Kinder waren besonders vom Anblick ihrer Fußknochen fasziniert. Die Durchleuchtung geschah oft mehrmals nacheinander an einem Tag, um verschiedene Schuhe hinsichtlich ihrer Passform zu beurteilen. Die Geräte standen größtenteils bis Anfang der 1970er Jahre in den Schuhgeschäften. Die vom Kunden absorbierte Energiedosis betrug bis zu 116 Rad, was 1,16 Gray entspricht. In den 1950er Jahren, als bereits medizinische Erkenntnisse über die gesundheitlichen Gefahren vorlagen, wurden Warnhinweise an den Pedoskopen angebracht, wonach Schuhkäufer sich nicht öfter als drei Mal pro Tag und zwölf Mal pro Jahr durchleuchten lassen sollten.
Bis zum Beginn der 1950er Jahre gaben eine Reihe von Berufsorganisationen Warnungen vor der fortgesetzten Verwendung von schuhanpassenden Fluoroskopen aus, beispielsweise die American Conference of Governmental Industrial Hygienists, das American College of Surgeons, die New York Academy of Medicine und das American College of Radiology. Gleichzeitig erließ der District of Columbia Vorschriften, nach denen Fluoroskope für Schuhe nur von einem zugelassenen Physiotherapeuten bedient werden durften. Ein paar Jahre später verabschiedete der Staat Massachusetts entsprechende Vorschriften, wonach diese Maschinen nur von einem lizenzierten Arzt betrieben werden durften. Im Jahr 1957 wurde in Pennsylvania per Gerichtsbeschluss der Einsatz von Schuhanpassungs-Fluoroskopen verboten. Bis 1960 führten diese Maßnahmen und der Druck von Versicherungsgesellschaften zumindest in den USA zum Verschwinden des Schuhanpassungs-Fluoroskops.
In der Schweiz waren 1500, ab 1963 noch etwa 850 Schuhdurchleuchtungsapparate in Betrieb, die auf Grund einer Verordnung des Eidgenössischen Departements des Inneren vom 7. Oktober 1963 durch den schweizerischen elektrotechnischen Verein kontrolliert werden mussten. Der letzte wurde erst 1990 stillgelegt.
In Deutschland erging ein Verbot der Geräte erst im Jahr 1976. Die Kinder, Eltern und das Verkaufspersonal waren unkontrolliert der Röntgenstrahlung während der Durchleuchtung (keine Röntgenaufnahme, sondern Dauerbetrieb) ausgesetzt, die so lange andauerte, wie der Einschaltknopf gedrückt wurde. Die Röntgenstrahlen konnten zudem ungehindert durch die reine Holzverkleidung des Geräts hindurchtreten. Stand das Pedoskop in der Nähe der Kasse, war die Kassiererin einer besonders hohen, weil kumulierten Strahlenexposition ausgesetzt. Die Langzeitfolgen von Röntgenstrahlen, sowohl was genetische Schäden als auch die Kanzerogenität angeht, sind heutzutage bekannt. Inwieweit der weltweite Einsatz der Pedoskope über Jahrzehnte hinweg für gesundheitliche Konsequenzen kausal war, ist jedoch nicht konkret nachweisbar. Etwa beim Basalzellkarzinom am Fuß wird ein unmittelbarer Zusammenhang diskutiert. 1950 wurde ein Fall publiziert, bei dem einem Model für Schuhe deshalb ein Bein amputiert werden musste.

#### Strahlentherapie

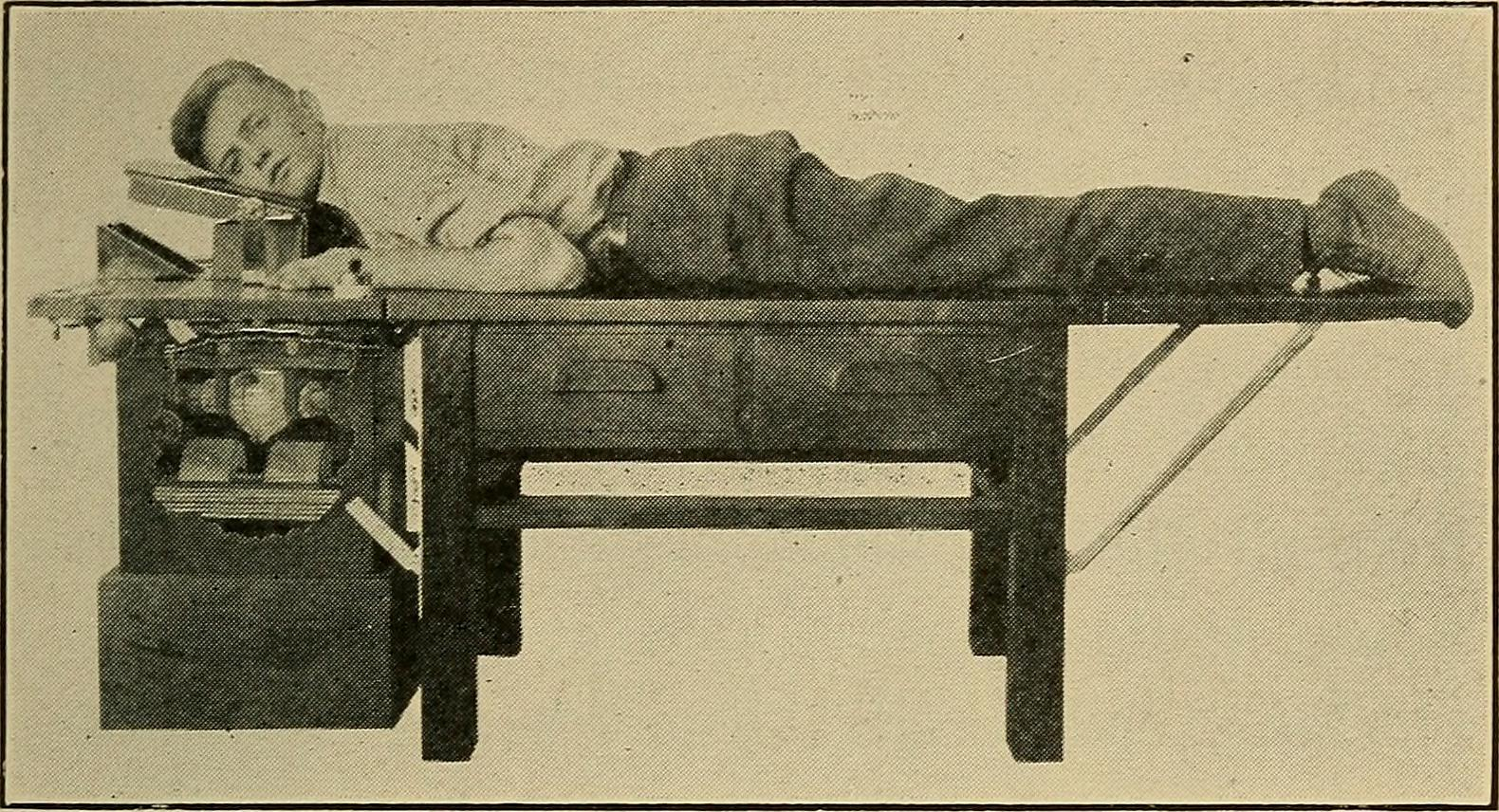
Röntgentherapie der Diphtherie 1922. Der Röntgentisch wurde speziell für die Behandlung von Kindern entwickelt, um die Gefahren, die von Hochspannungsdrähten ausgingen, auszuschließen.

Im Jahr 1896 verwendete der Wiener Hautarzt Leopold Freund (1868–1943) die Röntgenstrahlung erstmals für eine Krankenbehandlung. Er bestrahlte mit Erfolg den behaarten Naevus eines jungen Mädchens. 1897 veröffentlichte Hermann Gocht (1869–1938) die Strahlenbehandlung bei Trigeminusneuralgie, und Alexei Petrowitsch Sokolow (1854–1928) schrieb in der ältesten röntgenologischen Fachzeitschrift Fortschritte auf dem Gebiete der Röntgenstrahlen (RöFo) über die Strahlentherapie bei Arthritis (Gelenkentzündung). 1922 wurde die Behandlung mit Röntgenstrahlung für zahlreiche Erkrankungen und zur Diagnostik als sicher empfohlen. Der Strahlenschutz beschränkte sich darauf, Dosisempfehlungen abzugeben, die vor allem keine Erytheme (Hautrötungen) erzeugen sollten. Beispielsweise wurde die Röntgenbestrahlung als Alternative zur Tonsillektomie (Mandelentfernung) propagiert. Ebenso wurde gerühmt, dass dadurch in 80 % der Fälle bei Diphtherieüberträgern innerhalb von zwei bis vier Tagen das Corynebacterium diphtheriae nicht mehr nachweisbar war. Der Freiburger Radiologe Günther von Pannewitz (1900–1966) perfektionierte die von ihm so genannte Röntgenreizbestrahlung bei degenerativen Erkrankungen in den 1930er Jahren. Schwach dosierte Strahlung vermindert die Entzündungsreaktion des Gewebes. Bis etwa 1960 wurden deshalb Erkrankungen wie der Morbus Bechterew oder Favus (Kopfpilz) auch bei Kindern bestrahlt, was wirksam war, aber Jahrzehnte später erhöhte Krebsraten unter den Patienten zur Folge hatte. Der US-amerikanische Pathologe James Ewing (1866–1943) beobachtete 1926 als Erster Knochenveränderungen infolge einer Strahlentherapie, die er als radiation osteitis bezeichnete (heute Osteoradionekrose). 1983 stellte Robert E. Marx fest, dass die Osteoradionekrose eine strahleninduzierte aseptische Knochennekrose ist. Den akuten und chronischen Entzündungsprozessen einer Osteoradionekrose wird mit der Gabe von steroidalen Entzündungshemmern vorgebeugt. Darüber hinaus werden die Verabreichung von Pentoxifyllin und eine antioxidative Behandlung, beispielsweise mit Superoxiddismutase und Tocopherol (Vitamin E), empfohlen.

## Strahlenschutz bei Röntgenuntersuchungen

### Vorbemerkung

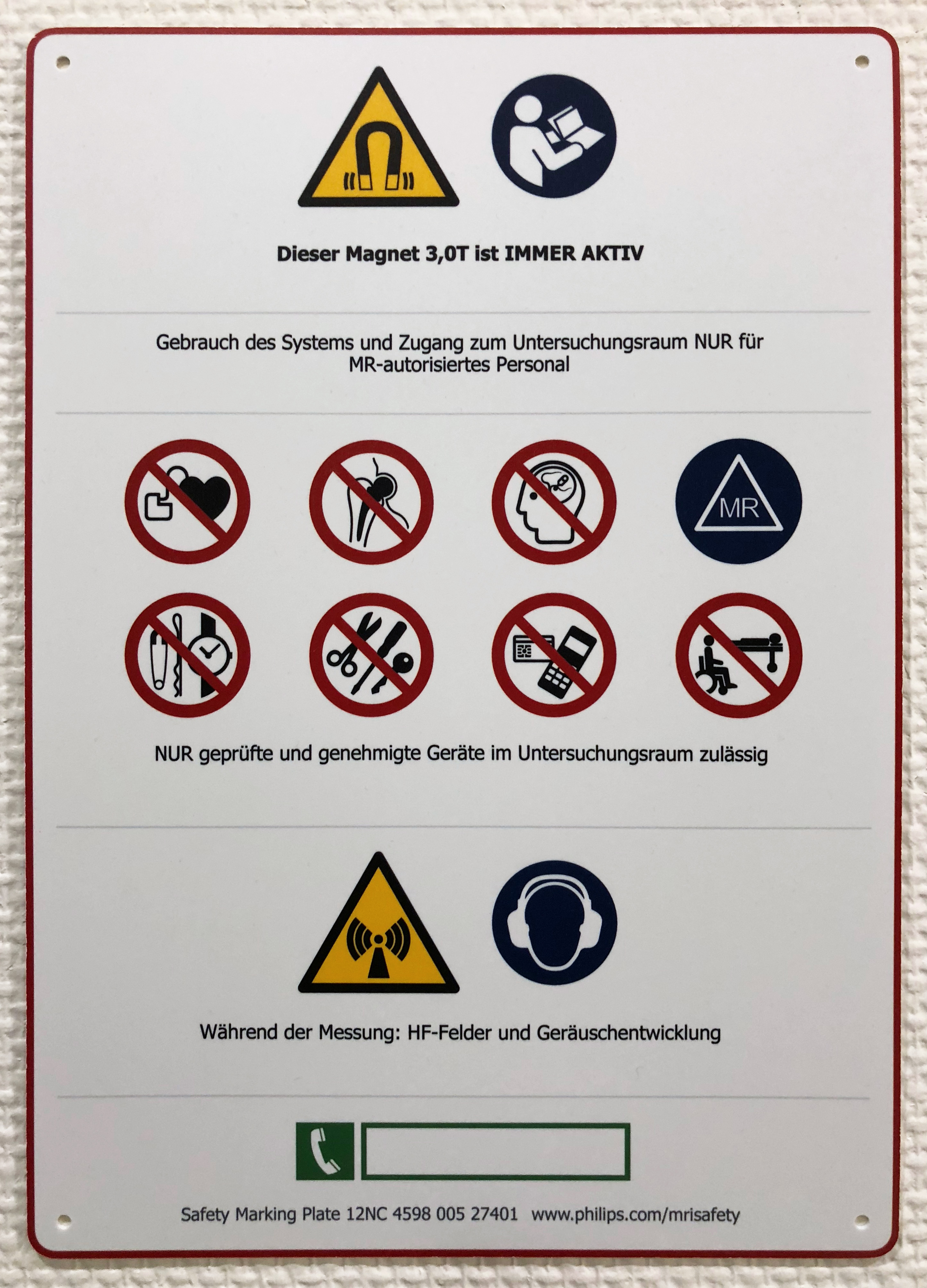
Warntafel bei MRT-Aufnahmen

Die Sonografie (Ultraschalldiagnostik) ist ein vielseitig und häufig eingesetztes bildgebendes Verfahren in der medizinischen Diagnostik. Ultraschall wird auch in der Therapie eingesetzt. Dabei werden jedoch mechanische Wellen und keine ionisierende oder nichtionisierende Strahlung eingesetzt. Die Sicherheit des Patienten ist gewährleistet, wenn empfohlene Grenzwerte zur Vermeidung von Kavitation und Überwärmung eingehalten werden, siehe auch Sicherheitsaspekte der Sonografie.
Auch im Fall von mit magnetischen Wechselfeldern im Radiofrequenzbereich arbeitenden Geräten wie der Magnetresonanztomographie (MRT) wird keine ionisierende Strahlung eingesetzt. 1973 wurde das MRT als bildgebendes Verfahren von Paul Christian Lauterbur (1929–2007) mit wesentlichen Beiträgen von Sir Peter Mansfield (1933–2017) entwickelt. Hier besteht die Möglichkeit, dass Schmuck oder Piercings sich stark erhitzen; zum anderen wird eine hohe Zugkraft auf den Schmuck ausgeübt, was im schlimmsten Fall zum Ausreißen führen kann. Um Schmerzen und Verletzungen zu vermeiden, soll der Schmuck vorher entfernt werden, sofern dieser ferromagnetisches Metall enthält. Herzschrittmacher, Defibrillator-Systeme und große Tätowierungen im Untersuchungsgebiet, die metallhaltige Farbpigmente enthalten, können sich erwärmen beziehungsweise Hautverbrennungen bis II. Grades hervorrufen oder zum Funktionsausfall der Implantate führen.

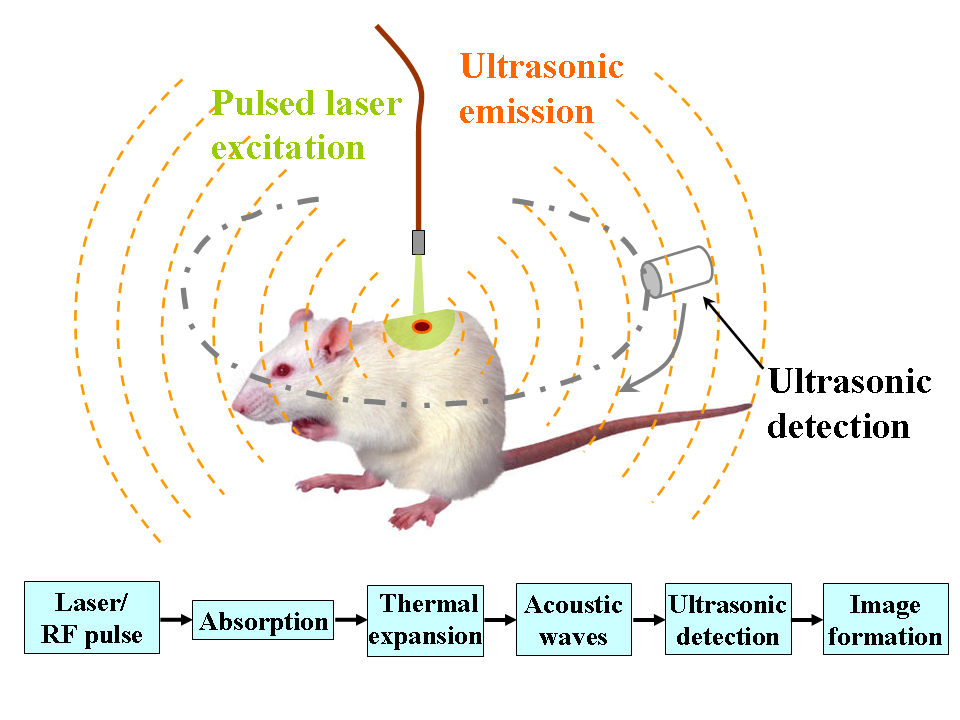
Schematische Darstellung der photoakustischen Tomografie

Die photoakustische Tomografie (PAT) ist ein hybrides bildgebendes Verfahren, welches den photoakustischen Effekt ausnutzt und ebenfalls keine ionisierende Strahlung verwendet. Sie arbeitet berührungslos mit sehr schnellen Laserpulsen, die im zu untersuchenden Gewebe Ultraschall erzeugen. Die lokale Absorption des Lichts führt zur schlagartigen lokalen Erwärmung und zu daraus resultierender thermischen Expansion. Dadurch werden schließlich breitbandige akustische Wellen erzeugt. Durch Messung der ausgehenden Ultraschallwellen mit entsprechenden Ultraschallwandlern kann die ursprüngliche Verteilung der absorbierten Energie rekonstruiert werden.

### Erfassung der Strahlenbelastung

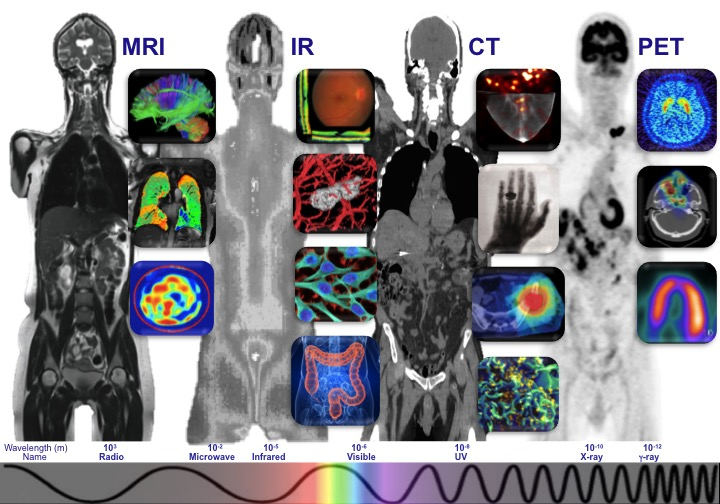
Strahlenarten bei verschiedenen Untersuchungsverfahren in der Radiologie:
MRI, IR, CT, PET

Um den Strahlenschutz besser abzuschätzen, wird in Deutschland die Anzahl der Röntgenuntersuchungen einschließlich der Dosis seit 2007 jährlich erfasst. Für konventionelle Röntgenuntersuchungen liegen jedoch keine vollständigen Daten des statistischen Bundesamtes vor. Für das Jahr 2014 wurde für Deutschland eine Gesamtzahl von etwa 135 Millionen Röntgenuntersuchungen abgeschätzt, davon im zahnmedizinischen Bereich etwa 55 Millionen Röntgenuntersuchungen. Die mittlere effektive Dosis aus Röntgenuntersuchungen pro Einwohner in Deutschland beläuft sich für das Jahr 2014 auf circa 1,55 mSv (etwa 1,7 Röntgenuntersuchungen pro Einwohner und Jahr). Der Anteil an zahnärztlichen Röntgenaufnahmen beträgt 41 %, aber macht nur 0,4 % der kollektiven effektiven Dosis aus.
In Deutschland schrieb die Röntgenverordnung (RöV) seit 2002 im § 28 vor, dass der behandelnde Arzt bei Röntgenuntersuchungen Röntgenpässe bereitzuhalten und der untersuchten Person anzubieten hat. Dort wurden Informationen zu den Röntgenuntersuchungen des Patienten eingetragen, um unnötige Wiederholungsuntersuchungen zu vermeiden und um Vergleichsmöglichkeiten mit vorherigen Aufnahmen zu haben. Mit dem Inkrafttreten der neuen Strahlenschutzverordnung am 31. Dezember 2018 ist diese Pflicht entfallen. In Österreich und der Schweiz gibt es Röntgenpässe bisher nur auf freiwilliger Basis. Grundsätzlich muss immer sowohl eine rechtfertigende Indikation zur Anwendung von Röntgenstrahlen gegeben sein als auch eine informierte Einwilligung (englisch Informed consent) des Patienten vorliegen. Die Informierte Einwilligung bezeichnet im Zusammenhang mit einer medizinischen Behandlung die von Information und Aufklärung getragene Einwilligung des Patienten in alle Arten von Eingriffen und andere medizinische Maßnahmen (§ 630d BGB).

### Strahlenreduktion
Im Laufe der Jahre wurden zunehmend Anstrengungen unternommen, die Strahlenbelastung von Therapeuten und Patienten zu reduzieren.

#### Strahlenschutzkleidung

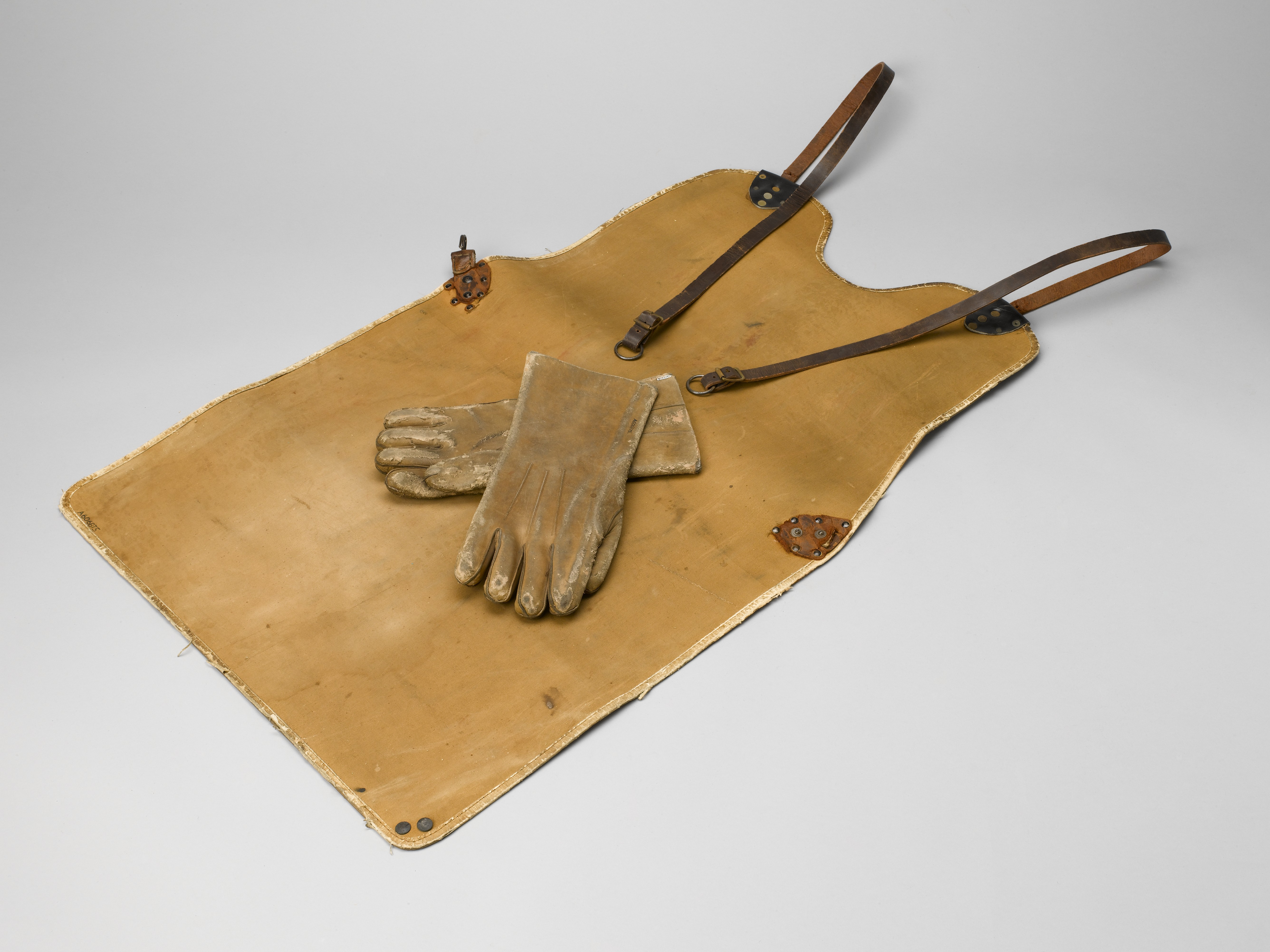
Erste Bleischürzen und Bleihandschuhe zum Schutz vor Röntgenstrahlen, um 1920

Nach der Erkenntnis von Rollins 1920, dass Bleischürzen vor Röntgenstrahlung schützen, wurden Bleischürzen mit einer Bleistärke von 0,5 mm eingeführt. Auf Grund des hohen Gewichts wurden in der Folge bleifreie oder bleireduzierte Schürzen entwickelt. 2005 wurde erkannt, dass der Schutz teilweise erheblich geringer war als beim Tragen von Bleischürzen. Die bleifreien Schürzen enthalten Zinn, Antimon und Barium, die die Eigenschaft besitzen, bei Bestrahlung eine intensive Eigenstrahlung (Röntgenfluoreszenz-Strahlung) zu entwickeln. In Deutschland hat der Normenausschuss Radiologie das Thema aufgegriffen und 2009 eine Deutsche Norm (DIN 6857–1) eingeführt. 2014 wurde schließlich der internationale Standard IEC 61331-3:2014 erlassen. Schutzschürzen, die nicht der DIN 6857–1 von 2009 oder der neuen IEC 61331–1 von 2014 entsprechen, können zu höheren Expositionen führen. Grundsätzlich gibt es die beiden Bleiäquivalenzklassen 0,25 mm und 0,35 mm. Vom Hersteller ist das flächenbezogene Gewicht in kg/m² anzugeben, bei welchem die Schutzwirkung einer Reinbleischürze von 0,25 beziehungsweise 0,35 mm Pb erreicht wird. Die Schutzwirkung einer Schürze muss für den verwendeten Energiebereich geeignet sein, bei Niederenergieschürzen bis 110 kV und bei Hochenergieschürzen bis 150 kV.
Gegebenenfalls müssen auch Bleiglasbrillen verwendet werden, wobei Frontgläser je nach Anwendung einen Bleigleichwert von 0,5–1,0 mm Blei aufweisen sollen, mit einem Bleigleichwert für den Seitenschutz von 0,5–0,75 mm Blei.
Außerhalb des Nutzstrahlbündels entsteht die Strahlenbelastung hauptsächlich aus der Streustrahlung des durchleuchteten Gewebes. Bei Untersuchungen des Kopfes und des Torsos kann sich diese Streustrahlung im Körperinneren ausbreiten und lässt sich kaum durch Strahlenschutzkleidung abschirmen. Die Befürchtung, dass eine Bleischürze die Strahlung am Verlassen des Körpers hindert, ist jedoch unbegründet, da Blei die Strahlung stark absorbiert und kaum streut.
Für das Anfertigen eines Orthopantomogramms (OPG) für eine zahnärztliche Übersichtsaufnahme wird teilweise der Verzicht auf eine Bleischürze empfohlen, da diese die Streustrahlung aus dem Kieferbereich kaum abschirmt, aber evtl. die Drehbewegung des Aufnahmegeräts behindern kann. Gemäß der im Jahre 2018 gültigen Röntgenverordnung ist jedoch nach wie vor das Tragen einer Bleischürze bei der Anfertigung eines OPGs vorgeschrieben.

#### Röntgenverstärkerfolien
Im Jahr der Entdeckung der Röntgenstrahlung erfand Mihajlo Idvorski Pupin (1858–1935) die Methode, ein mit fluoreszierenden Substanzen beschichtetes Blatt Papier auf die fotografische Platte zu legen, und so die notwendige Belichtungszeit und damit die Strahlenbelastung drastisch zu senken. Eine Schwärzung des Filmes erfolgte zu 95 % durch die Verstärkerfolien und nur die restlichen 5 % wurden direkt durch die Röntgenstrahlen geschwärzt. Thomas Alva Edison identifizierte das blau leuchtende Calciumwolframat (CaWO4) als geeigneten Leuchtstoff, der schnell zum Standard für Röntgenverstärkerfolien wurde. In den 1970er Jahren wurde das Calciumwolframat durch noch besser verstärkende und feiner zeichnende Verstärkerfolien mit Leuchtstoffen (Terbium-aktiviertes Lanthanoxybromid, Gadoliniumoxysulfid) auf der Basis von Seltenen Erden abgelöst. Die Verwendung von Verstärkerfolien bei der Anfertigung von Zahnfilmen hat sich wegen Einbußen in der Bildqualität nicht durchgesetzt. Die Kombination mit hochempfindlichen Filmen reduzierte die Strahlenbelastung noch weiter.

#### Streustrahlenraster
Ein Streustrahlenraster (englisch Potter-Bucky grid) ist eine Vorrichtung in der Röntgentechnik, die vor dem Bildempfänger (Bildschirm, Detektor oder Film) angebracht ist und den Einfall von Diffusstrahlung auf diesem reduziert. Das erste Streustrahlenraster wurde 1913 von Gustav Peter Bucky (1880–1963) entwickelt. Der US-amerikanische Radiologe Hollis Elmer Potter (1880–1964) verbesserte und ergänzte es 1917 um eine Bewegungseinrichtung. Bei Anwendung von Streustrahlenrastern muss die Strahlendosis erhöht werden. Bei Kindern sollte deshalb auf den Einsatz von Streustrahlenrastern möglichst verzichtet werden. Bei der digitalen Radiographie kann unter bestimmten Voraussetzungen auf ein Raster verzichtet werden, um die Strahlenbelastung des Patienten zu reduzieren.

#### Strahlenschutzschiene

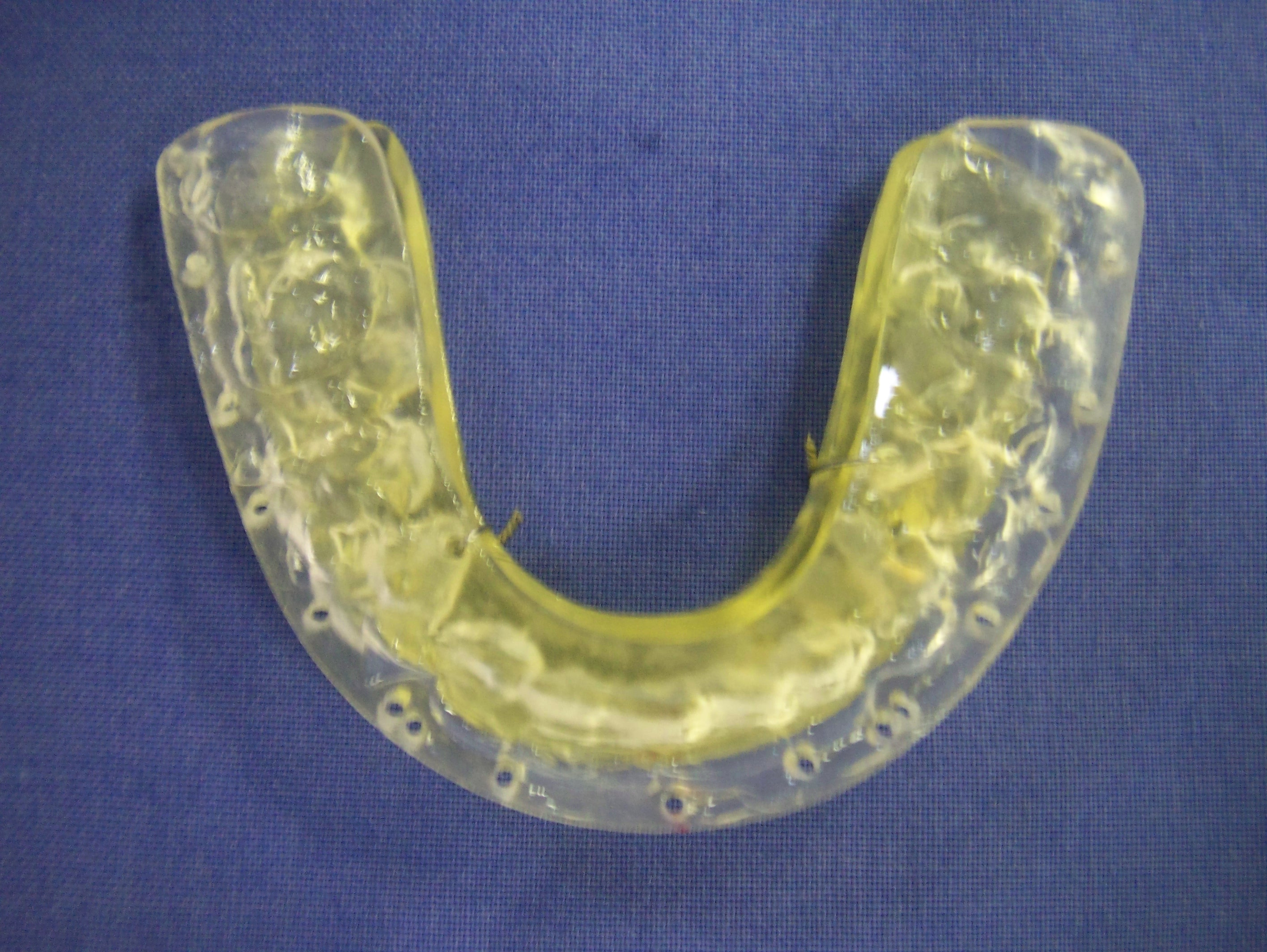
Strahlenschutzschiene

Auch gegen Streustrahlung, die bei Tumorbestrahlungen im Kopf-Hals-Bereich an Metallteilen am Gebiss (Zahnfüllungen, Brücken und Ähnliches) entsteht, können Strahlenschutzmaßnahmen nötig sein. Seit den 1990er Jahren werden als Strahlenschutzschienen bekannte Weichgewebsretraktoren eingesetzt, um eine Mukositis, eine Entzündung der Schleimhaut, zu vermeiden oder zu verringern. Sie ist die bedeutendste unerwünschte, akute Strahlennebenwirkung. Die Strahlenschutzschiene ist ein Abstandshalter, der die Schleimhäute von den Zähnen abhält, so dass entsprechend dem Abstandsquadratgesetz die auf die Schleimhaut auftreffende Streustrahlung verringert wird. Die äußerst schmerzhafte Mukositis stellt die größte Beeinträchtigung der Lebensqualität der Patienten dar und begrenzt oft die Strahlenbehandlung, wodurch die Tumorheilungschancen verringert werden. Die Schiene vermindert die Reaktionen an der Mundschleimhaut, die typisch im zweiten und dritten Drittel einer Strahlentherapieserie entstehen und irreversibel sind.

#### Panorama-Röntgengerät

Zahnärztliche Panoramaröntgenaufnahme (Orthopantomographie, OPG) mittels DXIS (Direct X-ray Imaging System) in Echtzeitdarstellung

Der Japaner Hisatugu Numata entwickelte 1933/34 das erste Panorama-Röntgengerät. Es folgte die Entwicklung der intraoralen Panoramaröntgengeräte, bei denen sich der Röntgentubus intraoral (innerhalb des Mundes) und der Röntgenfilm extraoral (außerhalb des Mundes) befinden. Parallel waren 1943 der Dresdner Horst Beger und 1946 der Schweizer Zahnarzt Walter Ott damit beschäftigt, woraus die Geräte Panoramix (Koch & Sterzel), Status X (Siemens) und Oralix (Philips) entstanden. Intraorale Panoramageräte wurden Ende der 1980er Jahre stillgelegt, da die Strahlenbelastung im unmittelbaren Kontakt mit der Zunge und der Mundschleimhaut durch den intraoral befindlichen Tubus zu hoch war.

#### Digitales Röntgen
Das erste Patent für digitales Röntgen reichte Eastman Kodak im Jahr 1973 ein. Die erste kommerzielle CR-Lösung (Computed Radiology) wurde 1983 unter der Gerätebezeichnung CR-101 von Fujifilm in Japan angeboten. Röntgenspeicherfolien dienen in der Röntgendiagnostik dazu, das Schattenbild der Röntgenstrahlung aufzunehmen. Das erste kommerzielle digitale Röntgensystem zur Anwendung in der Zahnheilkunde wurde 1986 von Trophy Radiology (Frankreich) unter dem Namen Radiovisiographie vorgestellt. Digitale Röntgensysteme tragen zu einer reduzierten Strahlenbelastung bei. An Stelle des Films enthalten die Geräte einen Szintillator, der auftreffende Röntgenphotonen entweder in sichtbares Licht oder direkt in elektrische Impulse umwandelt.

#### Computertomographie
1972 wurde der erste kommerzielle Computertomograph zur klinischen Anwendung im Londoner Atkinsons Morley Hospital in Betrieb genommen. Als sein Erfinder gilt der englische Ingenieur Godfrey Newbold Hounsfield (1919–2004), der zusammen mit Allan McLeod Cormack (1924–1998) für seine Pionierarbeit auf dem Gebiet der Computertomographie 1979 den Nobelpreis für Medizin verliehen bekam. Erste Schritte zur Dosisreduktion wurden 1989 in der Ära der Einzelschicht-Spiral-Computertomographie unternommen. Die Einführung der Mehrschicht-Spiral-Computertomographie im Jahr 1998 und ihre stete Weiterentwicklung ermöglichten durch die Dosismodulation ein dosisreduziertes Arbeiten. Der Röhrenstrom wird dabei angepasst, indem beispielsweise bei Aufnahmen der Lunge die Leistung im Vergleich zum Abdomen zurückgenommen wird. Bei der Rotation wird der Röhrenstrom moduliert. Da der menschliche Körper näherungsweise einen ovalen Querschnitt hat, wird die Strahlenintensität zurückgenommen, wenn von vorne beziehungsweise von hinten gestrahlt wird, und hochgeregelt, wenn von der Seite gestrahlt wird. Diese Dosisregelung erfolgt auch in Abhängigkeit vom Body-Mass-Index. Beispielsweise führt der Einsatz der Dosismodulation in der Kopf-Hals-Region zu einer Reduktion der Gesamtexposition und der Organdosen von Schilddrüse und Augenlinse um bis zu 50 % ohne relevante Beeinträchtigung der diagnostischen Bildqualität. Mittels des Computed Tomography Dose Index (CTDI) wird die Strahlenbelastung während einer Untersuchung mit einem Computertomographen gemessen. Der CTDI wurde von der Food and Drug Administration (FDA) im Jahr 1981 erstmals definiert. Die Maßeinheit des CTDI ist das mGy (Milli-Gray). Durch Multiplikation des CTDI mit der Länge des Untersuchungsvolumens erhält man das Dosis-Längen-Produkt (DLP); es quantifiziert die gesamte Strahlenbelastung des Patienten während einer CT-Untersuchung.

#### Bauliche Schutzmaßnahmen

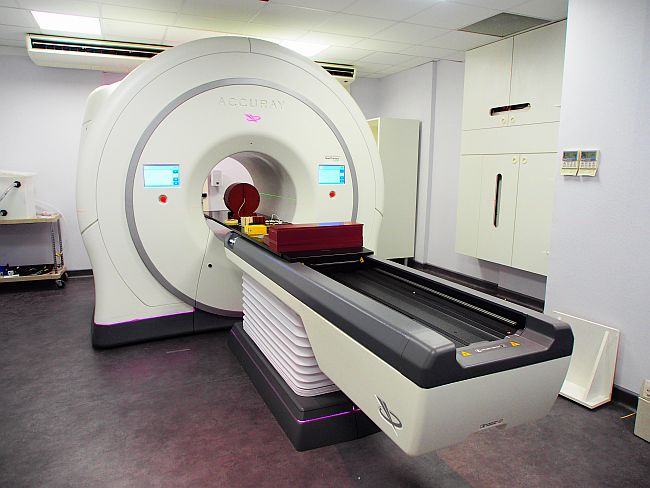
Tomotherapie

Ein Röntgenraum muss allseits strahlensicher mit 1 mm Bleigleichwert abgeschirmt sein. Als Mauerwerk ist Kalksandstein oder Vollziegel empfehlenswert. Es soll eine Zarge aus Stahl verwendet werden, nicht nur wegen des Gewichts der schweren Strahlenschutztür, sondern auch wegen der Abschirmung; Holzzargen müssen extra verbleit werden. Die Strahlenschutztür muss mit einer 1 mm dicken Bleifolie belegt sein, als Sichtverbindung muss ein Bleiglasfenster eingebaut sein. Ein Schlüsselloch ist zu vermeiden. Alle Installationen (Sanitär oder Elektro), die den Strahlenschutz unterbrechen, müssen verbleit werden (§ 20 Röntgenverordnung) und Anlage 2 (zu § 8 Abs. 1 Satz 1 RöV).
In der Nuklearmedizin sind je nach Verwendungszweck noch weit umfangreichere Schutzmaßnahmen, bis hin zu meterdicken Betonwänden notwendig. Zudem ist ein Medizinphysikexperte in der Röntgendiagnostik und -therapie zur Optimierung und Qualitätssicherung der Anwendung und zur Beratung in Fragen des Strahlenschutzes ab 31. Dezember 2018, dem Inkrafttreten der neuesten Änderungen im § 14 Abs. 1 Nr. 2b des Strahlenschutzgesetzes, hinzuzuziehen.

### Fachkundenachweis

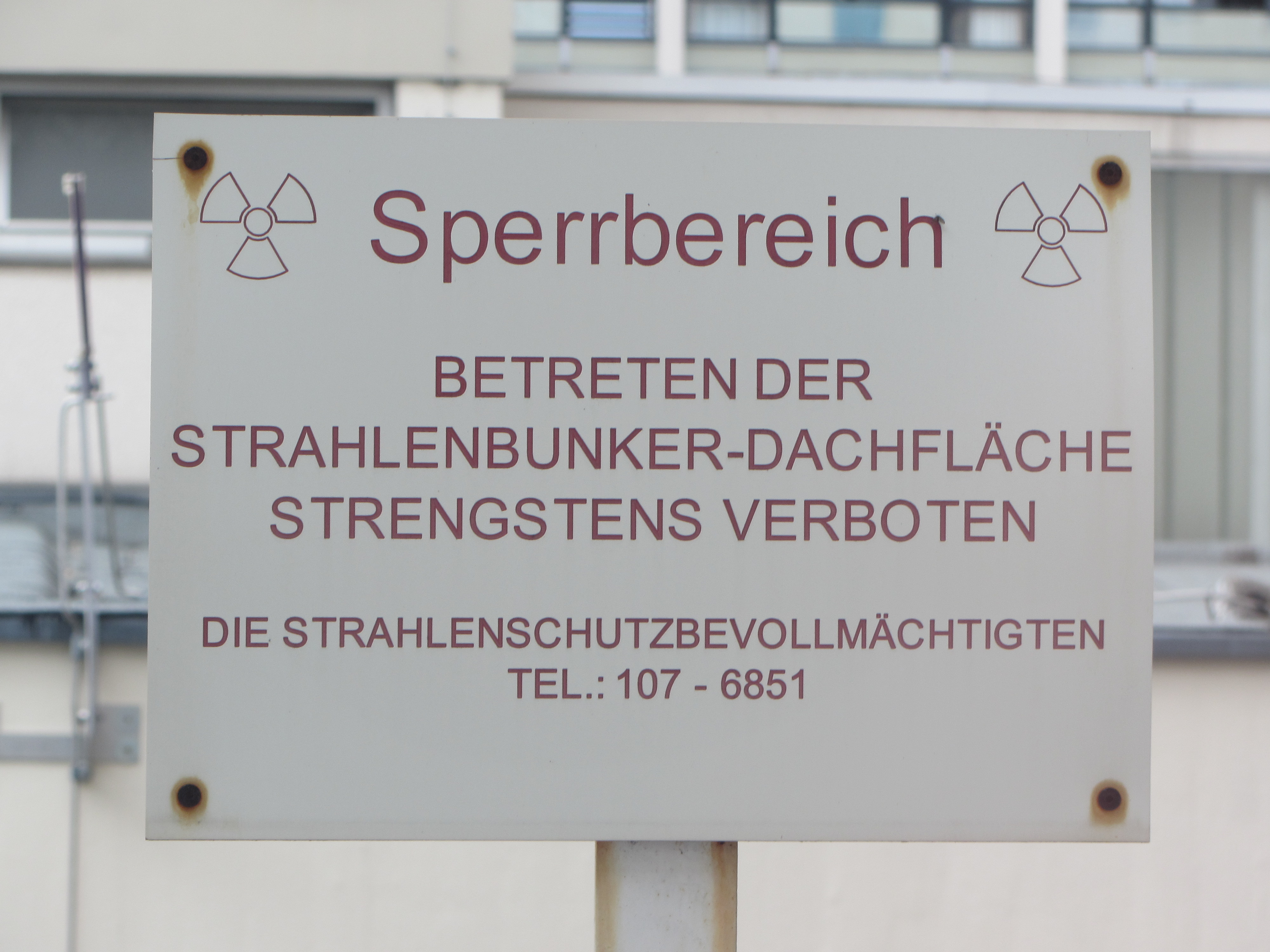
Verbotsschild im Sperrbereich des Klinikums Darmstadt

Jede Einrichtung, die ein Röntgengerät betreibt, muss genügend Personal mit entsprechender Fachkunde nachweisen. Der Strahlenschutzverantwortliche oder ein beziehungsweise mehrere Strahlenschutzbeauftragte müssen über eine entsprechende Qualifikation verfügen, die immer wieder aktualisiert werden muss. Röntgenuntersuchungen dürfen von allen anderen Mitarbeitern einer ärztlichen oder zahnärztlichen Praxis technisch durchgeführt werden, wenn sie unter unmittelbarer Aufsicht und Verantwortung der fachkundigen Person stehen und wenn sie selbst zusätzlich über Kenntnisse im Strahlenschutz verfügen.
Diese Kenntnisse im Strahlenschutz werden seit der Novellierung der Röntgenverordnung im Jahre 1987 gefordert; entsprechende Nachschulungen der medizinischen und zahnmedizinischen Fachangestellten (damals Arzthelfer beziehungsweise Zahnarzthelfer) erfolgten im Jahr 1990. Für das Fachgebiet der Radiologie wurden die Vorschriften durch das Strahlenschutzgesetz, das zum 1. Oktober 2017 in Kraft getreten ist, verschärft.
Der Umgang mit radioaktiven Stoffen und ionisierender Strahlung (sofern nicht durch die Röntgenverordnung abgedeckt) wird durch die Strahlenschutzverordnung (StrlSchV) geregelt. In § 30 StrlSchV wird die „Erforderliche Fachkunde und Kenntnisse im Strahlenschutz“ definiert.

### Strahlenschutzverbände
Die Vereinigung Deutscher Strahlenschutzärzte (VDSÄ) formierte sich Ende der 1950er Jahre aus einer Arbeitsgemeinschaft von Strahlenschutzärzten des Deutschen Roten Kreuzes und wurde 1964 gegründet. Sie widmete sich der Förderung des Strahlenschutzes und der Vertretung ärztlicher, zahnärztlicher und tierärztlicher Belange des Strahlenschutzes gegenüber der Öffentlichkeit und dem Gesundheitswesen. Sie ist seit 2017 im Fachverband für Strahlenschutz aufgegangen. Gleiche Ziele verfolgt der 1966 gegründete Österreichische Verband für Strahlenschutz (ÖVS) mit dem Verband für Medizinischen Strahlenschutz in Österreich. Der Fachverband für Strahlenschutz für Deutschland und die Schweiz ist weltweit vernetzt.

## Strahlenschutz in der Strahlentherapie
Neben den baulichen Schutzmaßnahmen und Vorkehrungen zum Schutz der Therapeuten tritt der Strahlenschutz in der Strahlentherapie eher in den Hintergrund. In der Nutzen-/Risikobewertung steht bezüglich des Patienten das therapeutische Ziel im Vordergrund, Krebserkrankungen zu behandeln. Der Strahlenschutz konzentriert sich dabei darauf, dass die Strahlung nur dort ihre Wirkung entfaltet, wo sie durch eine entsprechende Bestrahlungsplanung erwünscht ist. Wegen ihrer überlegenen technischen Eigenschaften und im Hinblick auf Risiken, ersetzten die Linearbeschleuniger, die seit etwa 1970 verfügbar sind, die Cobalt- und Cäsiumstrahler in der Routinetherapie. Linearbeschleuniger dürfen im Gegensatz zu den Röntgen- und Telecurieanlagen nur in Anwesenheit eines Medizinphysikers benutzt werden, dem auch die technische Qualitätskontrolle obliegt. Als Strahlennekrose bezeichnet man die durch die Einwirkung ionisierender Strahlung ausgelöste Nekrose von Zellen eines Organismus. Radionekrosen sind die wichtigste und schwerwiegendste Komplikation radiochirurgischer Behandlungen, die meist erst Monate oder Jahre nach der Bestrahlung klinisch auffällig wird. Mit den Fortschritten bei der Weiterentwicklung der Strahlentherapie ist die Inzidenz im Vergleich zu den Anfängen der Radiotherapie erheblich gesunken. Die modernen Bestrahlungstechniken schonen das gesunde Gewebe so gut wie möglich. Grundsätzlich besteht jedoch das Dilemma zwischen dem Schonen des gesunden Gewebes zur Vermeidung einer Strahlennekrose und einer möglichst großflächigen Bestrahlung des Gebietes um den Tumor, um ein Rezidiv zu vermeiden. Für Patienten in einer Strahlentherapie gibt es deshalb keinen Grenzwert hinsichtlich des Strahlenrisikos.

## Strahlenschutz und Strahlenschäden in der Veterinärmedizin

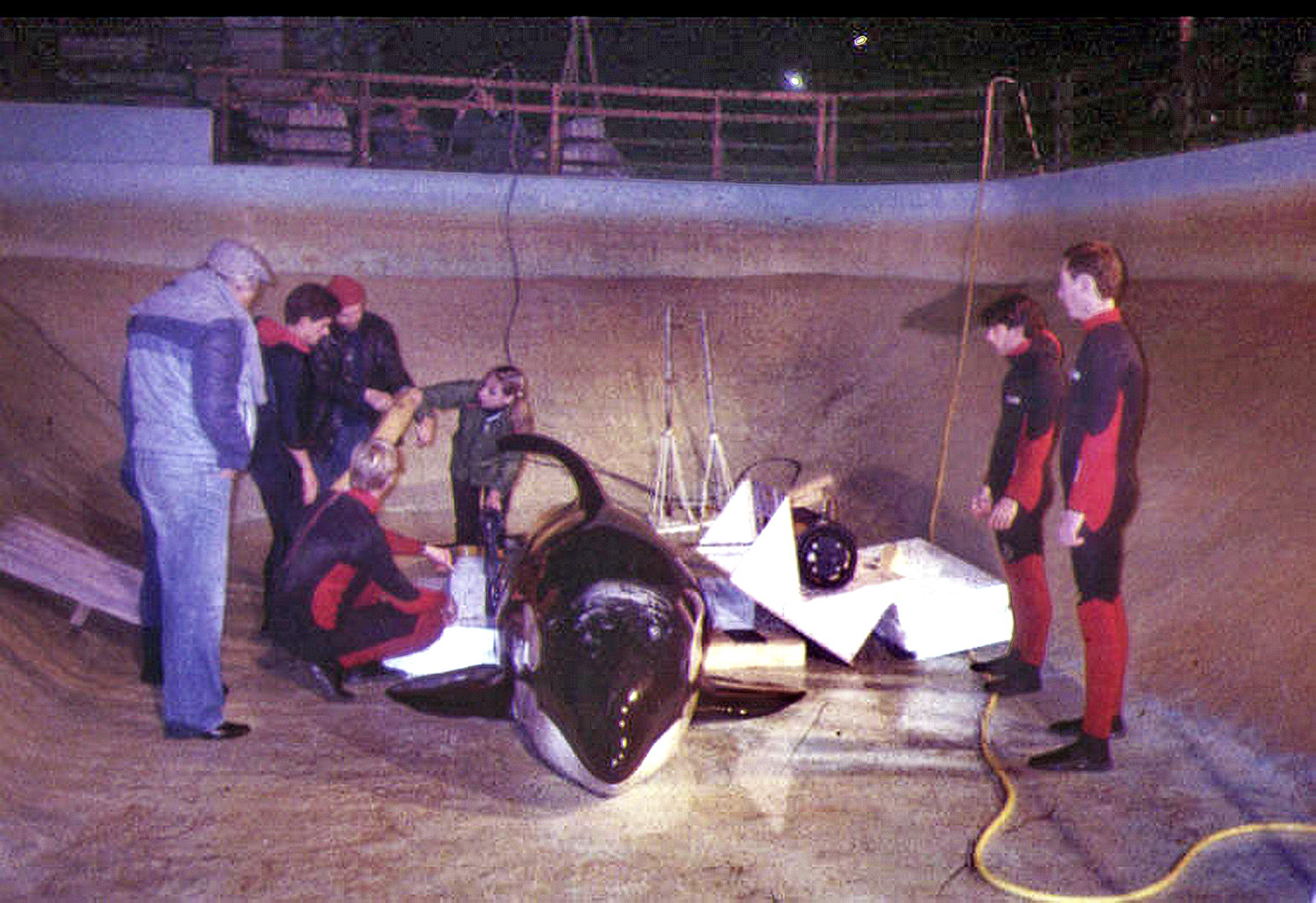
Weltweit erste Röntgenaufnahme und Ultraschalluntersuchung bei einem Schwertwal (Orca), 1980er Jahre

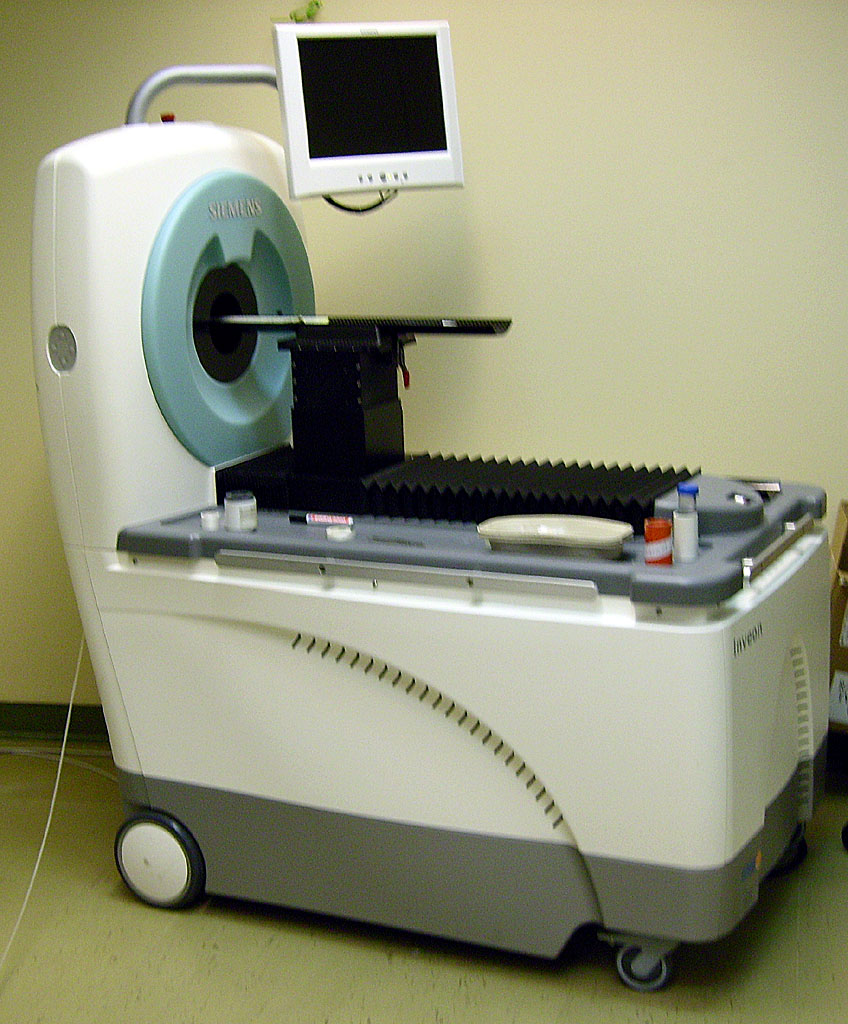
Ein Kleintier-PET

Über Strahlenschäden am Tier, die durch diagnostische Strahlenanwendung entstanden sind, ist in der Literatur sehr wenig verzeichnet. Außer lokalen Verbrennungen, welche durch zu lange Expositionen von Körperteilen entstanden sind oder durch das Überspringen von Funken aus alten Röntgenröhren, ist in der Literatur nichts bekannt. Strahlenschäden am tierärztlichen Personal sowie beim Tierarzt selbst sind nicht vergleichbar mit der Häufigkeit von Schäden, die in der Humanmedizin bekannt sind. In der Tiermedizin werden weniger Aufnahmen als in der Humanmedizin angefertigt, vor allem weniger Computertomogramme, jedoch werden häufig noch Tiere mit den Händen fixiert, um eine Narkose zu vermeiden. Dadurch befindet sich mindestens eine Person im Kontrollbereich, und deren Strahlenbelastung ist um einiges größer als die des humanmedizinischen Personals. Seit den 1970er Jahren wird die Strahlenbelastung des Personals bei Röntgenaufnahmen in tierärztlichen Praxen durch Dosimeter bestimmt.
Die feline Hyperthyreose (Schilddrüsenüberfunktion) ist eine häufige Erkrankung der älteren Katze. Die Radiojodtherapie wird von vielen Autoren als die Therapie der Wahl angesehen. Nach Verabreichung des radioaktiven Jods werden die Katzen im Isolierstall gehalten. Nach der Therapie kann nach Radioaktivitätsmessung der Katze der Entlasszeitpunkt festgelegt werden. Dieser liegt meist bei 14 Tagen nach Therapiebeginn. Die Behandlung ist mit erheblichen Strahlenschutz-Auflagen verbunden und deshalb in Deutschland nur an zwei tiermedizinischen Einrichtungen verfügbar (Stand 2010). Zuhause müssen die Katzen 4 Wochen nach Therapiebeginn in der Wohnung gehalten und Kontakt zu Schwangeren und Kindern unter 16 Jahren aufgrund der radioaktiven Reststrahlung vermieden werden.
Jede tierärztliche Praxis, die ein Röntgengerät betreibt, muss ebenso wie eine ärztliche Praxis, genügend Personal mit entsprechender Fachkunde, die in der Röntgenverordnung aus 2002 in § 18 gefordert wird, nachweisen. Entsprechende Nachschulungen der tiermedizinischen Fachangestellten (damals Tierarzthelfer/in) erfolgten im Jahr 1990.
In Linsengericht (Hessen) wurde 2017 die europaweit erste Klinik für krebskranke Pferde eröffnet. Die Strahlentherapie erfolgt in einem acht Meter breiten Behandlungsraum auf einem speziell konstruierten Tisch, der das hohe Gewicht aushält. Drei Meter dicke Wände schützen die Umwelt vor der Strahlung. An diversen Standorten wird die Bestrahlung von Tumoren bei Kleintieren mit mobilen Geräten durchgeführt.

## Radioaktive Substanzen

### Radon

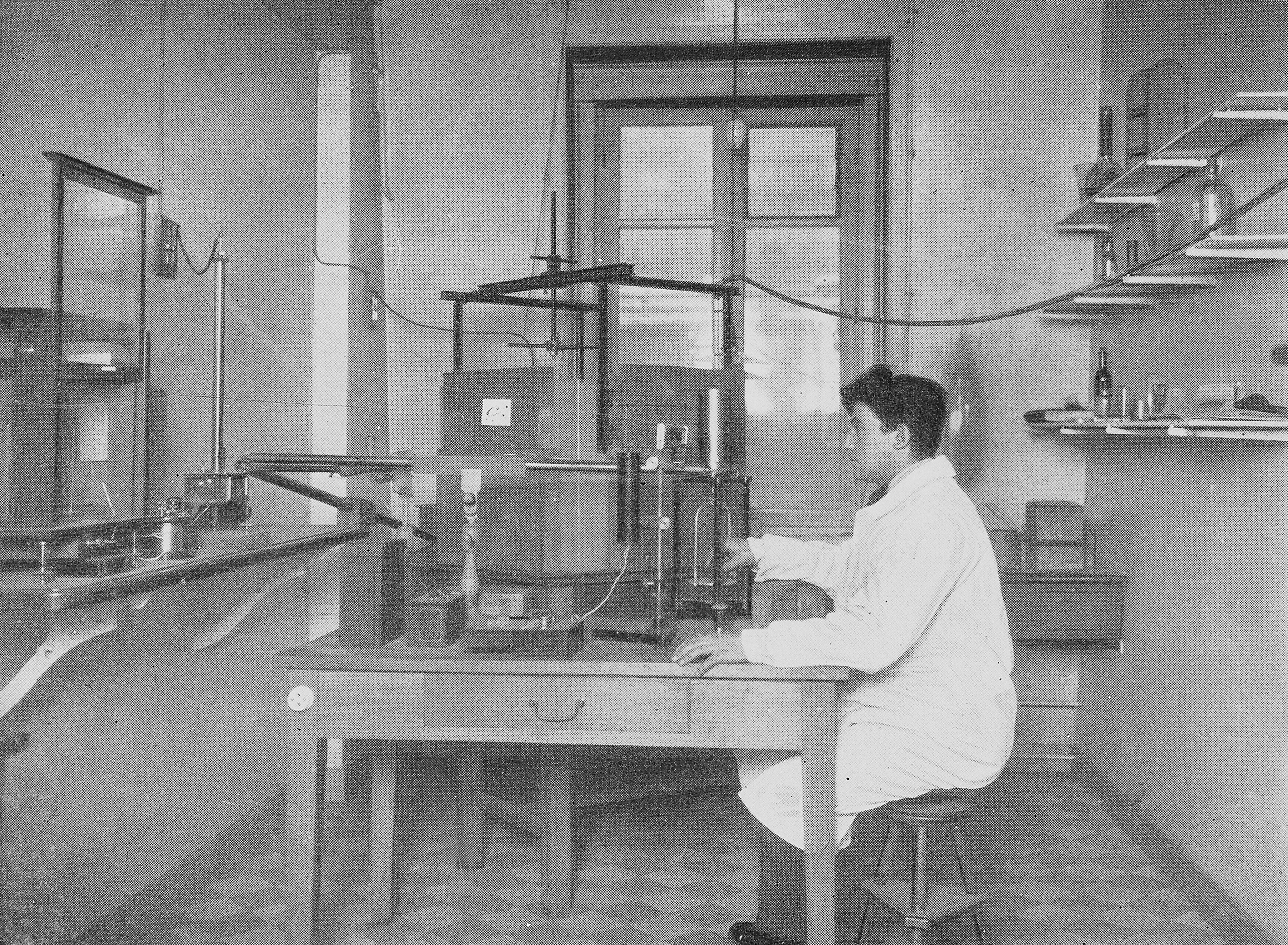
Radonexperimente am Radium-Institut Paris, 1924

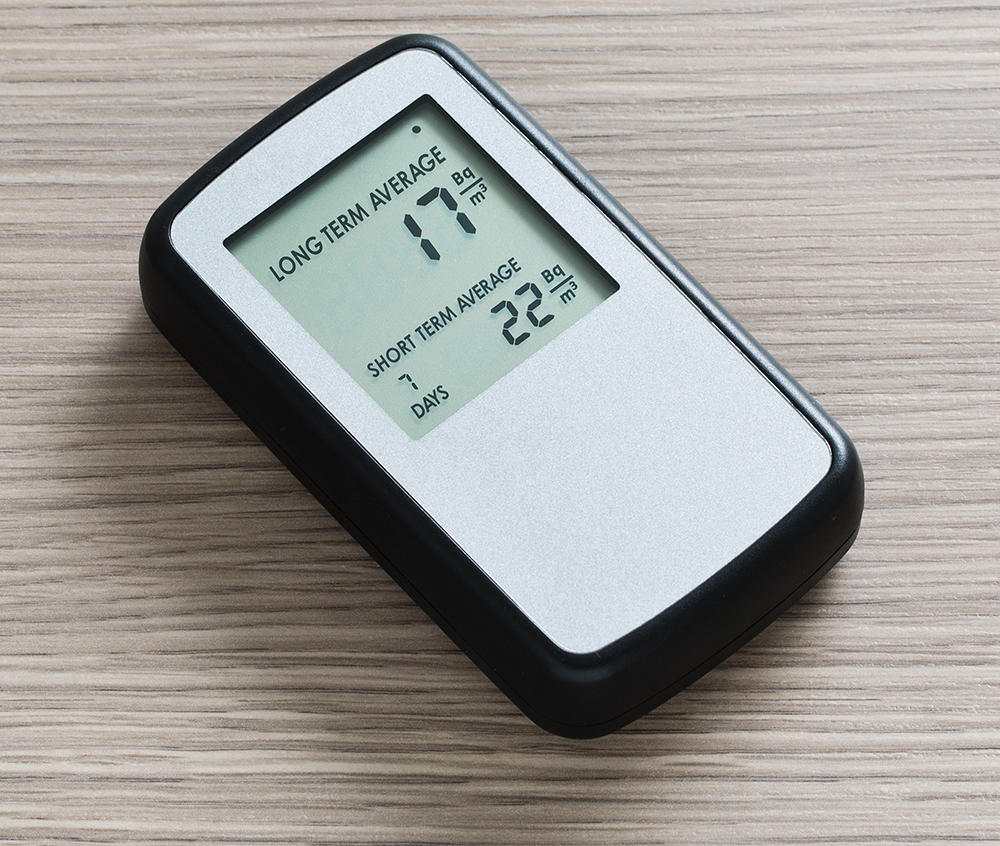
Digitaler Radondetektor

Radon ist ein natürlich vorkommendes radioaktives Edelgas, das 1900 von Friedrich Ernst Dorn (1848–1916) entdeckt worden ist und als karzinogen (krebserregend) gilt. Radon kommt vermehrt in Gebieten mit hohem Uran- und Thoriumgehalt im Boden vor. Dies sind hauptsächlich Gegenden mit hohem Granitgesteinvorkommen. Nach Studien der Weltgesundheitsorganisation nimmt das Auftreten von Lungenkrebs signifikant bei Strahlungswerten von 100–200 Bq pro Kubikmeter Raumluft zu. Die Wahrscheinlichkeit für Lungenkrebs steigt danach jeweils mit der Zunahme um weitere 100 Bq/m³ in der Raumluft um 10 %.
In zahlreichen Gegenden in Deutschland, insbesondere in Süddeutschland, in Österreich und der Schweiz ist ein erhöhter Radongehalt gemessen worden.

#### Deutschland
Das Bundesamt für Strahlenschutz hat hierzu eine Radonkarte Deutschlands entwickelt. Die EU-Richtlinie 2013/59/Euratom (Strahlenschutz-Grundnormenrichtlinie) führte Referenzwerte ein und für Arbeitnehmer die Möglichkeit, ihren Arbeitsplatz auf Radonbelastung überprüfen zu lassen. In Deutschland wurde sie im Strahlenschutzgesetz (Kapitel 2 bzw. §§ 124–132 StrlSchG) und der novellierten Strahlenschutzverordnung (Teil 4 Kapitel 1, §§ 153–158 StrlSchV) umgesetzt. Die neuen Radon-Schutzvorschriften für Arbeitsplätze und neue Wohnbauten sind seit Januar 2019 verbindlich. Flächenhafte Radonbelastungen und Radonvorsorgegebiete wurden durch die Umweltministerien der Bundesländer festgestellt (Stand 15. Juni 2021).

#### Österreich
In Österreich wurden 1991 die höchsten Radonkonzentrationen in der Gemeinde Umhausen in Tirol gemessen. Umhausen hat etwa 2300 Einwohner und befindet sich im Ötztal. Die Häuser wurden dort zum Teil auf einem Felssturz aus Granitgneis errichtet. Aus diesem porösen Untergrund drang das im Gestein vorhandene Radon ungehindert in die unversiegelten Kellerräume vor, die mit bis 60.000 Becquerel Radon pro Kubikmeter Luft belastet waren. Die Radonkonzentrationen in den Wohnungen von Umhausen wurden seit 1992 systematisch untersucht. Seitdem wurden an den Gebäuden umfangreiche Maßnahmen zum Radonschutz getroffen: Neubauten, Versiegelung der Böden im Keller, Zwangsentlüftung der Keller oder Übersiedlungen. Abfragen im Österreichischen Gesundheitsinformationssystem (ÖGIS) haben ergeben, dass die Häufigkeit von neuen Lungenkrebserkrankungen seither stark zurückgegangen ist. Mit dem österreichischen nationalen Radonprojekt (ÖNRAP) wurde die Radonbelastung flächendeckend untersucht. Österreich hat als Rechtsgrundlage ebenfalls ein Strahlenschutzgesetz. Grenzwerte für Innenräume sind 2008 festgelegt worden. Das österreichische Umweltministerium führt hierzu aus:

„Bei Vorsorgemaßnahmen im Strahlenschutz verwendet man das allgemein akzeptierte Modell, das besagt, dass das Lungenkrebsrisiko gleichmäßig (linear) mit der Radonkonzentration steigt. Das bedeutet, dass ein erhöhtes Lungenkrebsrisiko nicht erst ab einem bestimmten Wert auftritt, sondern ein Richt- oder Grenzwert nur die Größe des Risikos in sinnvoller Weise anderen bestehenden Risken anpasst. Einen Richt- oder Grenzwert zu erreichen, bedeutet also ein (gesellschaftlich) noch akzeptiertes Risiko einzugehen. Es ist also durchaus sinnvoll, mittels einfachen Maßnahmen die Radonkonzentration auch dann zu senken, wenn sie unter den Richtwerten liegt.“

Aktuell gilt in Österreich die Radonschutzverordnung in der Fassung vom 10. September 2021. Dort sind auch die Radonschutzgebiete und Radonvorsorgegebiete festgelegt.

#### Schweiz
Der Aktionsplan Radon 2012–2020 in der Schweiz hatte zum Ziel, die neuen internationalen Empfehlungen in die schweizerische Strategie zum Schutz vor Radon einzubeziehen und so die Zahl der Lungenkrebsfälle, die auf Radon in Gebäuden zurückzuführen sind, zu verringern.
Am 1. Januar 2018 wurde der Grenzwert von 1000 Bq/m³ ersetzt durch einen Referenzwert von 300 Becquerel pro Kubikmeter (Bq/m³) für die über ein Jahr gemittelte Radongaskonzentration in «Räumen, in denen sich Personen regelmässig während mehreren Stunden pro Tag aufhalten».
Nachfolgend wurde am 11. Mai 2020 durch das Bundesamt für Gesundheit BAG der Aktionsplan Radon 2021–2030 erlassen. Die Bestimmungen zum Radonschutz sind vor allem in der Strahlenschutzverordnung (StSV) festgelegt.

#### Strahlenkrankheit von Bergleuten

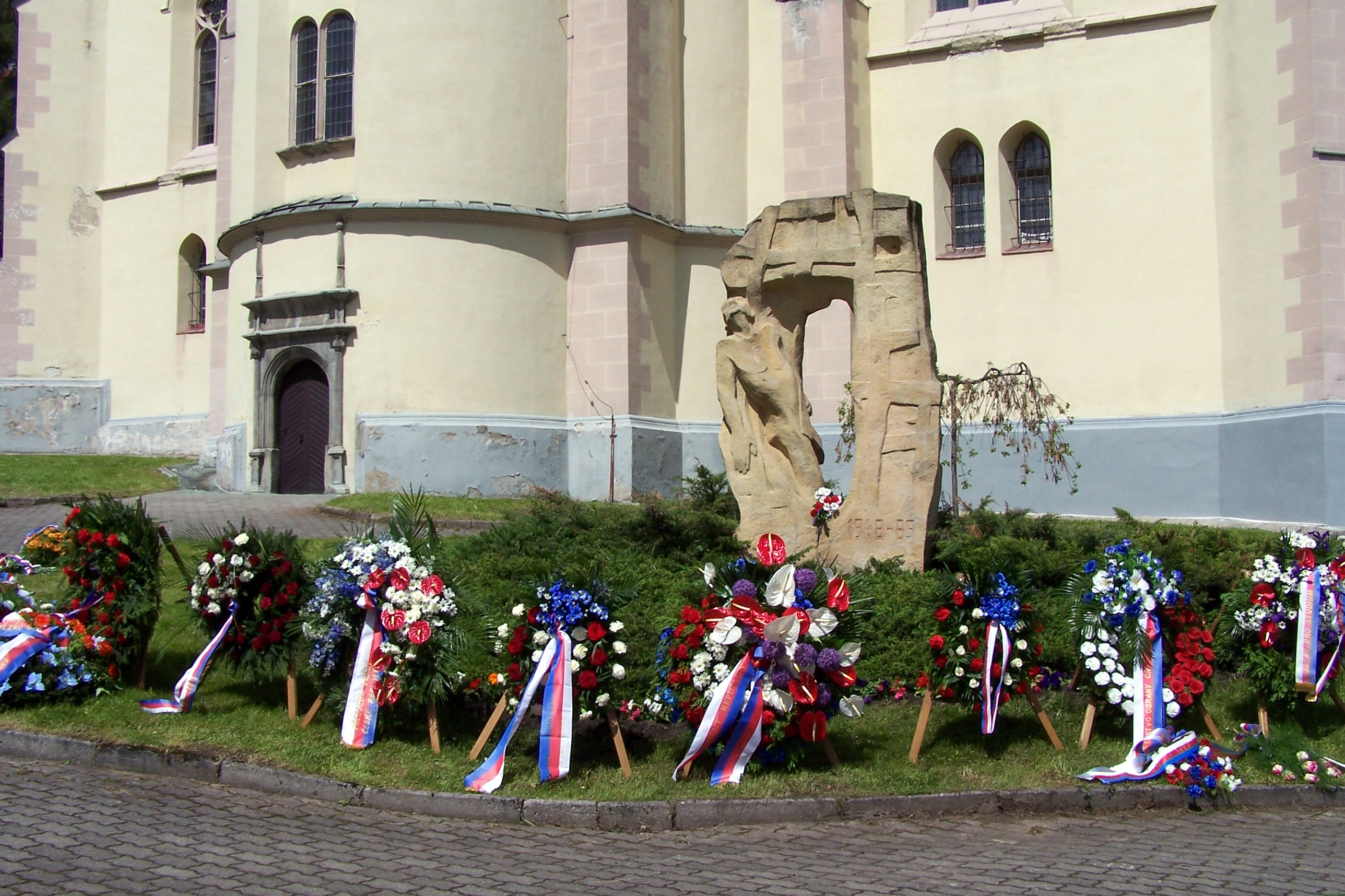
Denkmal für die Opfer der Zwangsarbeit in Jáchymov (St. Joachimsthal)

Im Jahr 1879 veröffentlichten Walther Hesse (1846–1911) und Friedrich Hugo Härting die Studie „Der Lungenkrebs, die Bergkrankheit in den Schneeberger Gruben“. Der Pathologe Hesse war schockiert über den schlechten Gesundheitszustand und das geringe Lebensalter, das Bergleute typischerweise erreichten. Weil die Bergkrankheit unter den Bergleuten in den Schneeberger Gruben (sächsisches Erzgebirge) auftrat, erhielt diese besondere Form des Bronchialkarzinoms den Namen Schneeberger Krankheit.
Als Hesses Bericht erschien, waren radioaktive Strahlung und die Existenz von Radon unbekannt. Erst 1898 entdeckten Marie Curie-Skłodowska (1867–1934) und ihr Mann Pierre Curie (1859–1906) das Radium und schufen den Begriff der Radioaktivität. Seit Herbst 1898 litt Marie Curie an Entzündungen der Fingerspitzen, welches die ersten bekannten Symptome der Strahlenkrankheit waren.
In den Joachimsthaler Gruben, wo vom 16. bis ins 19. Jahrhundert Silber- und Buntmetallbergbau stattgefunden hatte, wurde im 20. Jahrhundert reichlich Uranerz abgebaut. Erst während des Zweiten Weltkriegs wurden Grenzwerte im Erzbergbau der Schneeberger und Joachimsthaler Gruben eingeführt. Nach dem Zweiten Weltkrieg wurde die Urangewinnung für das sowjetische Atombombenprojekt und die entstehende sowjetische Atomindustrie voran getrieben. Als Arbeitskräfte dienten Zwangsarbeiter. Zunächst waren dies deutsche Kriegsgefangene und nichtvertriebene Einwohner, nach dem Februarumsturz von 1948 politische Häftlinge, inhaftiert durch das Regime der Kommunistischen Partei der Tschechoslowakei, sowie zwangsverpflichtete Zivilarbeiter. Zur Unterbringung dieser Arbeiter wurden im Gebiet mehrere „tschechoslowakische Gulags“ errichtet. Insgesamt durchliefen die Lager rund 100.000 politische Häftlinge und über 250.000 Zwangsverpflichtete. Vermutlich hat etwa die Hälfte von ihnen die Bergarbeit nicht überlebt. 1964 wurde der Uranabbau eingestellt. Über weitere Opfer, die an den Strahlenfolgen starben, können nur Vermutungen angestellt werden. Zu Beginn des 20. Jahrhunderts im Zuge des Bergbaus entdeckte radonhaltige Quellen begründeten einen bis in die Gegenwart bedeutenden Kurbetrieb sowie den Status der Stadt als ältestes Radium-Sole-Heilbad der Welt.

#### Wismut AG
Bei den rund 200.000 Uranbergarbeitern der Wismut AG in der ehemaligen sowjetischen Besatzungszone in Ostdeutschland hat vor allem in den Jahren 1946 bis 1955, aber auch in späteren Jahren eine sehr hohe Strahlenexpositionen stattgefunden. Diese Expositionen sind durch die Inhalation von Radon und seinen radioaktiven Folgeprodukten, die sich in erheblichem Ausmaß auf dem inhalierten Staub niederschlagen, entstanden. Die Strahlenbelastung wurde in der historischen Einheit Working Level Month (WLM) angegeben. Die Maßeinheit wurde in den 1950er Jahren speziell für den Arbeitsschutz in Uranbergwerken der USA eingeführt, um Strahlenexposition zu erfassen, die aus radioaktiver Belastung durch Radon und seine Zerfallsprodukte in der Atemluft entsteht. Ungefähr 9000 Arbeiter der Wismut AG sind an einem Lungenkarzinom erkrankt.

### Radium

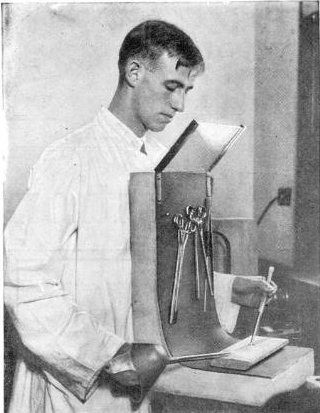
Personenabschirmung für die Arbeit mit Radium (1929)

Radiumverbindungen galten bis in die 1930er Jahre nicht nur als relativ harmlos, sondern als gesundheitsfördernd und wurden als Medikamente gegen eine Vielzahl von Leiden beworben oder in Produkten verarbeitet, die im Dunkeln leuchteten. Die Verarbeitung geschah ohne jegliche Schutzvorkehrungen.

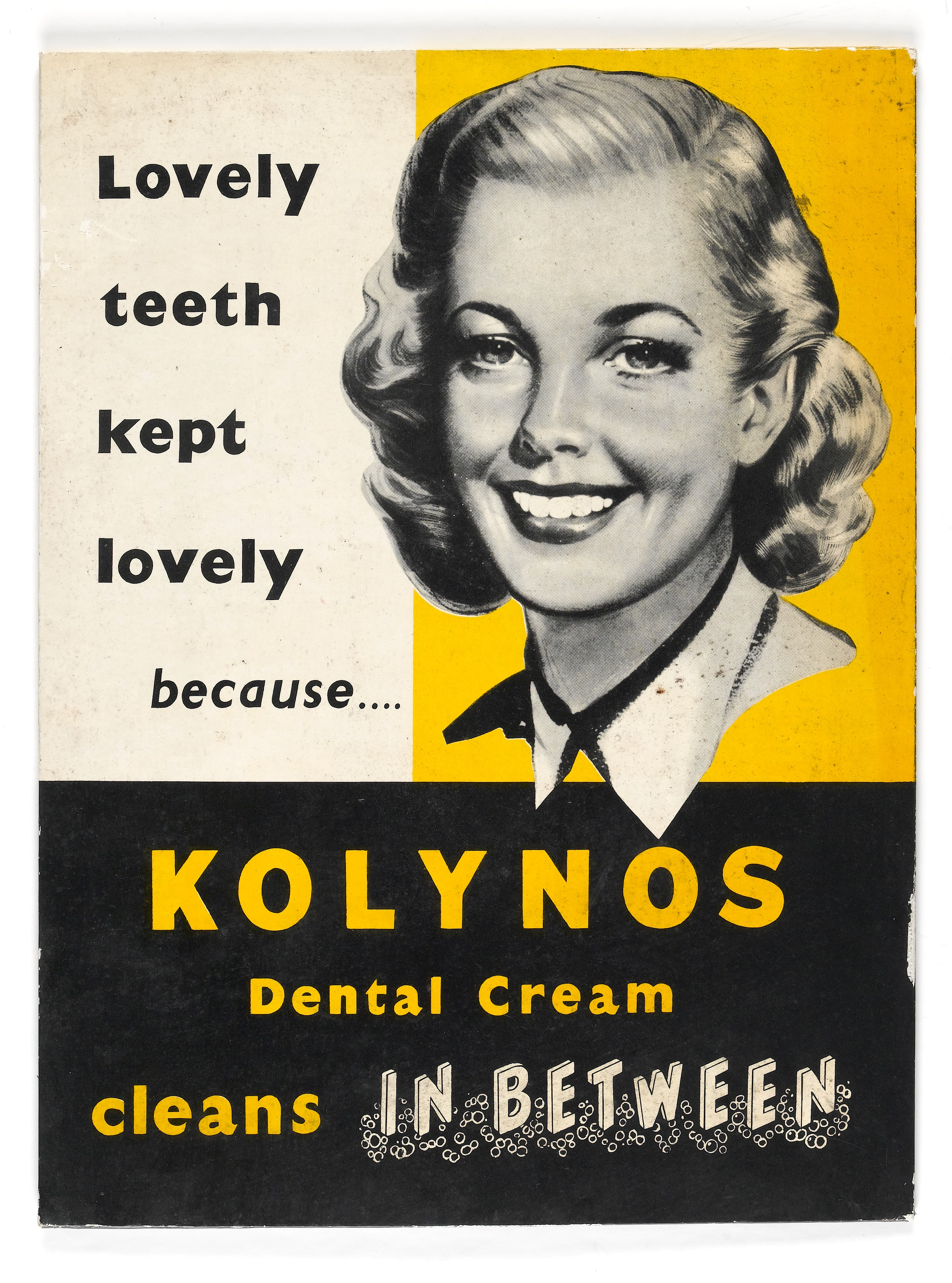
Werbeplakat für die Zahnpasta „Kolynos“ aus den 1940er Jahren

Bis in die 1960er Jahre wurde mit Radioaktivität häufig naiv-unbedacht umgegangen. Von 1940 bis 1945 stellte die Berliner Auergesellschaft, die von Carl Auer von Welsbach (1858–1929, Osram) gegründet worden war, eine radioaktive Zahnpasta namens Doramad her, die Thorium-X enthielt und international vertrieben wurde. Sie wurde beworben mit der Aussage „Durch ihre radioaktive Strahlung steigert sie die Abwehrkräfte von Zahn und Zahnfleisch. Die Zellen werden mit neuer Lebensenergie geladen, die Bakterien in ihrer zerstörenden Wirksamkeit gehemmt.“ Die Werbeaussage von strahlend weißen Zähnen erhielt dadurch eine doppelsinnige Bedeutung. Daneben gab es um 1930 Badezusätze und Ekzemsalben der Marke „Thorium-X“. Ebenso hatte man Zahnpasten Radium beigemischt, so der Zahnpasta Kolynos. Radioaktivität war ab dem Ersten Weltkrieg ein Symbol moderner Errungenschaften und galt deshalb als „chic“. Radioaktive Substanzen wurden dem Mineralwasser ebenso zugesetzt wie Kondomen oder dem Puder als Kosmetikum. Selbst mit Radium angereicherte Schokolade war im Handel. Der Spielzeughersteller Märklin im schwäbischen Göppingen erprobte den Verkauf eines Röntgenapparats für Kinder. Auf Partys der Oberschicht „fotografierte“ man sich zum Spaß gegenseitig die Knochen. Mittels Franchising wurde in den USA ein System namens Trycho (von altgriechisch τριχο- tricho-, deutsch ‚das Haar betreffend‘) zur Epilation (Haarentfernung) im Gesicht und am Körper vertrieben. Tausende von Frauen litten in der Folge an Hautverbrennungen, Ulcera (Geschwüren) und Tumoren. Eine öffentliche Sensibilität für die Gefahren ionisierender Strahlung entstand erst nach den Atombombenabwürfen auf Hiroshima und Nagasaki, womit diese Produkte marktunfähig wurden.
Es entstand eine Radiumindustrie, die in Cremes, Getränken, Schokoladen, Zahnpasten und Seifen Radium einsetzte. Es dauerte relativ lange, bis aus beobachteten Wirkungen Radium und sein Zerfallsprodukt Radon als Ursache der Schäden erkannt wurden. In den Vereinigten Staaten wurde Radithor vertrieben, ein radioaktives Mittel, das aus dreifach destilliertem Wasser bestand, in dem die Radium-Isotope 226Ra und 228Ra gelöst waren, so dass es über eine Aktivität von mindestens einem Mikrocurie verfügte. Erst als der prominente US-amerikanische Sportler Eben Byers, der nach eigenen Angaben etwa 1400 Fläschchen Radithor als Medizin auf Empfehlung seines Arztes zu sich genommen hatte, schwer an Krebs erkrankte, ihm zahlreiche Zähne ausfielen und er wenig später unter großen Qualen starb, kamen 1932 starke Zweifel an der heilenden Wirkung von Radithor und Radiumwässern auf.

#### Radiumkuren

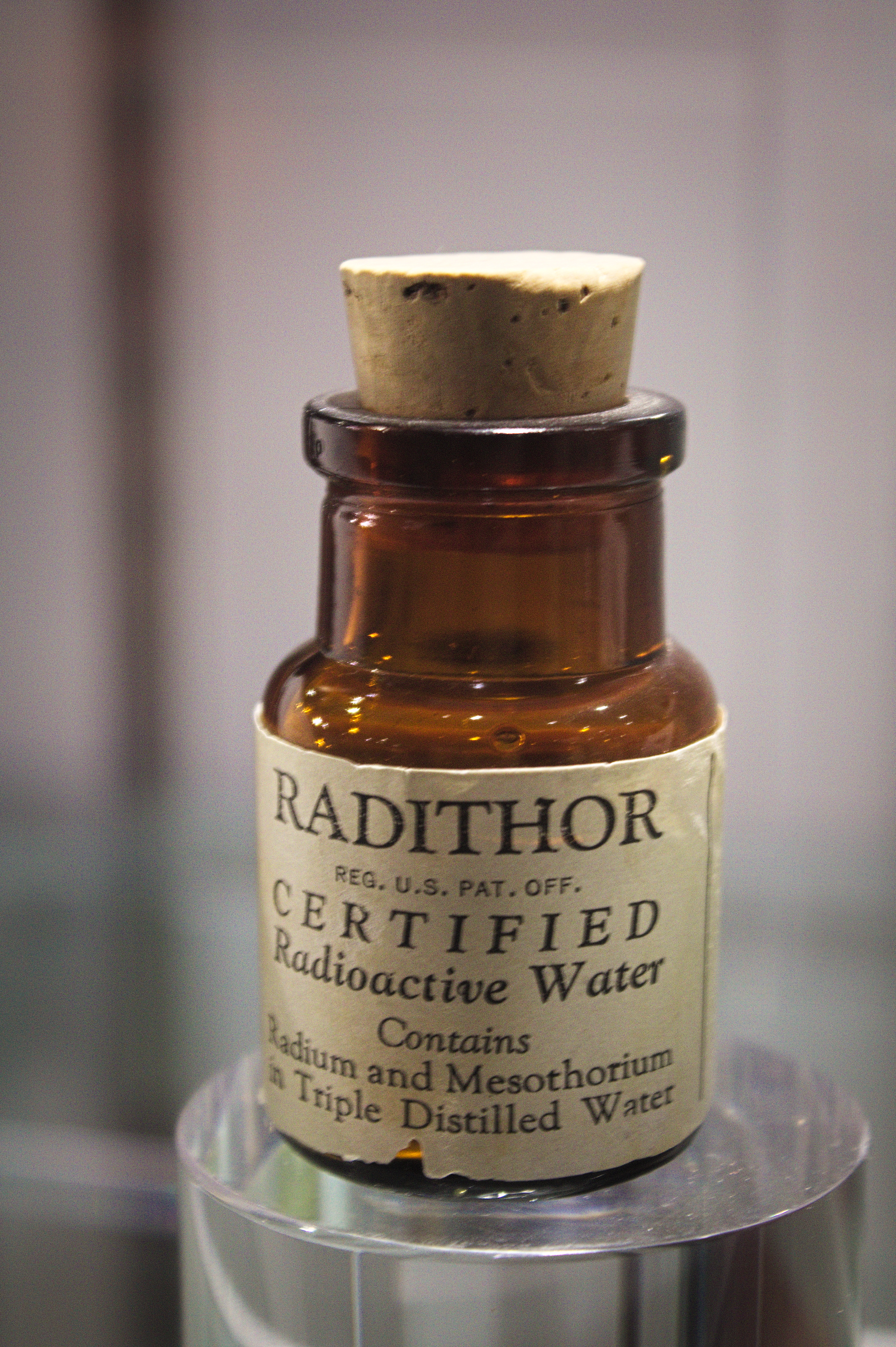
Radithor

1908 brach ein Boom bei der Nutzung radioaktiver Wässer zu Kurzwecken aus. Mit der Entdeckung der Quellen in Oberschlema und Bad Brambach war der Weg zum Aufbau von Radiumbädern, in denen auf die Heilwirkung des Radiums vertraut wurde, geebnet. Während der Kuren wurde in Radiumwasser gebadet, Trinkkuren mit Radiumwasser gereicht und in Emanatorien Radon inhaliert. Die Bäder wurden jährlich von Zehntausenden besucht; sie hofften auf die Hormesis.
Bis heute erfolgen therapeutische Anwendungen in Heilbädern und Heilstollen. Es werden dabei natürliche Freisetzungen von Radon aus dem Erdboden genutzt. Laut Heilbädertag muss die Aktivität im Wasser dabei mindestens 666 Bq/Liter betragen. Die Vorgabe für die Inhalationskuren liegt bei mindestens 37.000 Bq/m³ Luft. Wissenschaftlich ist diese Form der Therapie nicht anerkannt, das potentielle Risiko der damit verbundenen Strahlenexposition wird kritisiert. Die Äquivalentdosis einer Radonkur in Deutschland geben die einzelnen Kurorte je nach Ort mit etwa ein bis zwei Millisievert an. 2010 haben Erlanger Mediziner nach dem (überholten) LNT-Modell (Linear, No-Threshold, deutsch „Linear ohne Schwellenwert“) hergeleitet, dass fünf Prozent aller lungenkrebsbedingten Todesfälle in Deutschland auf Radon zurückgehen. Radonbäder gibt es in Bad Gastein, Bad Hofgastein und Bad Zell in Österreich, in Niška Banja in Serbien, im Radon-Revitalbad (Grube Krunkelbach) in Menzenschwand und in Bad Brambach, Bad Münster am Stein-Ebernburg, Bad Schlema, Bad Steben, Bad Schmiedeberg und Sibyllenbad in Deutschland, in Jáchymov in Tschechien, in Hévíz in Ungarn, in Świeradów-Zdrój (Bad Flinsberg) in Polen, in Naretschen und in Kostenez in Bulgarien sowie auf der Insel Ischia in Italien. Radonstollen gibt es in Bad Kreuznach und in Bad Gastein.

#### Leuchtzifferblätter

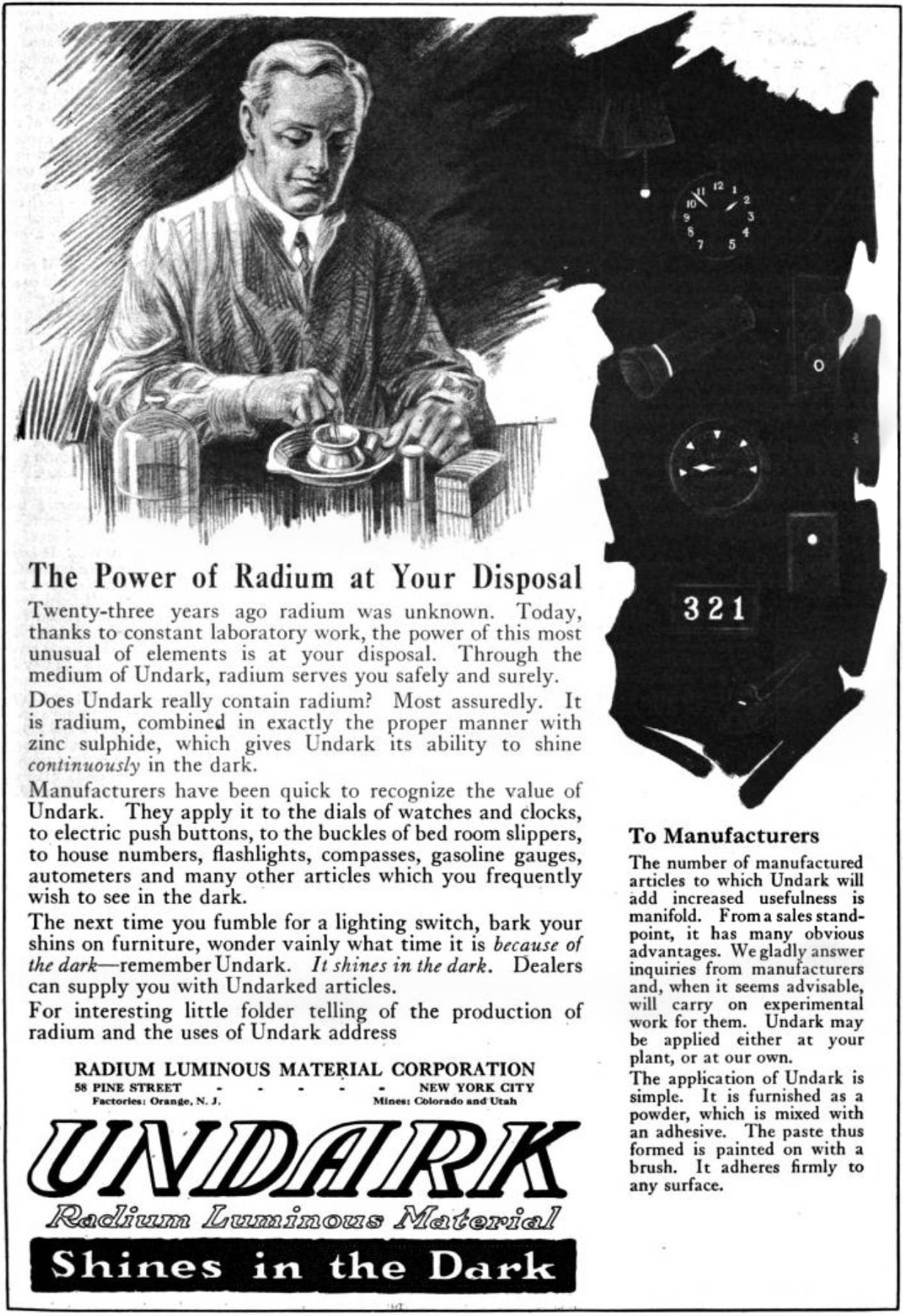
Werbung für Leuchtzifferblätter (1921)

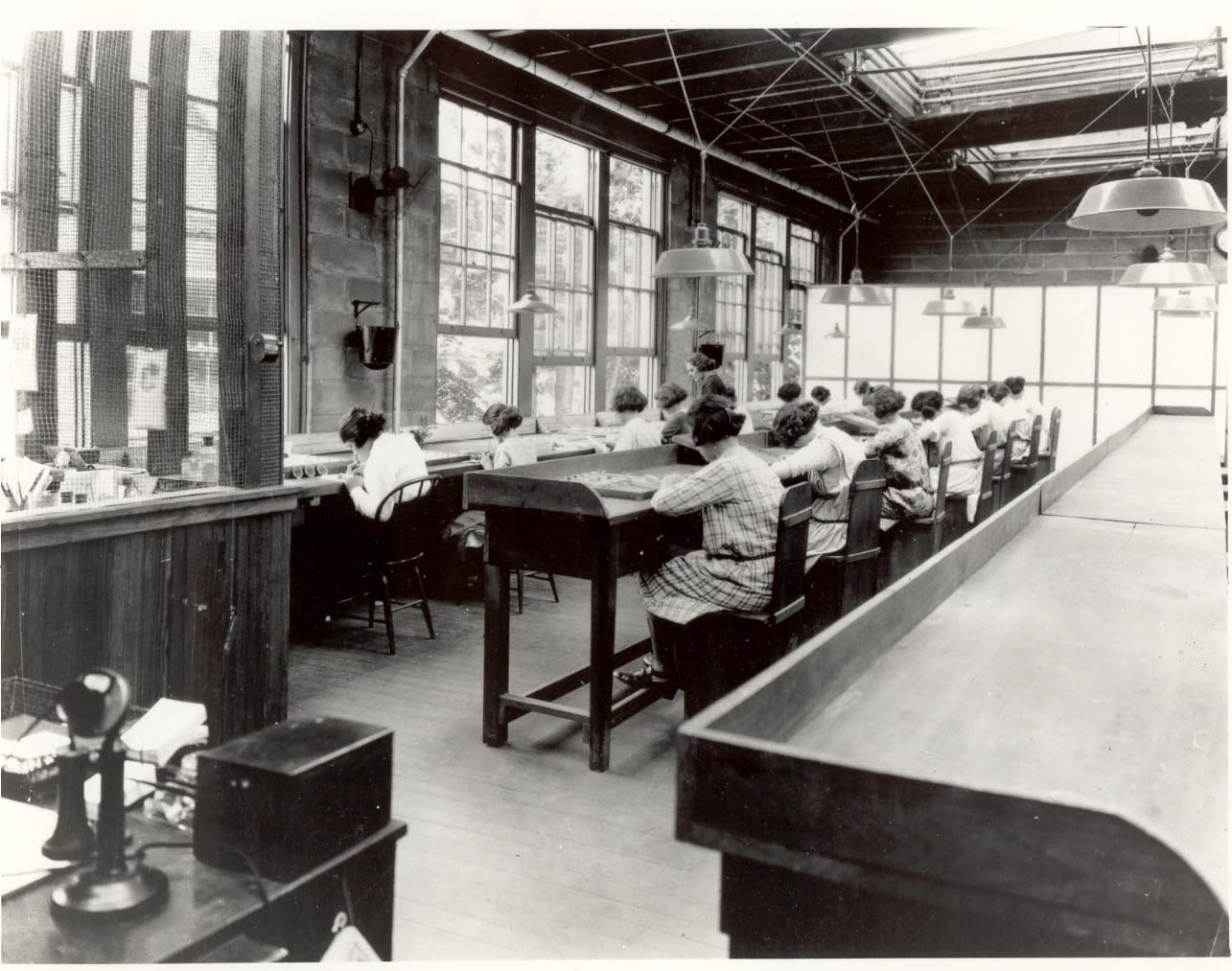
Radium Girls bei der Arbeit in den USA (1922–1923)

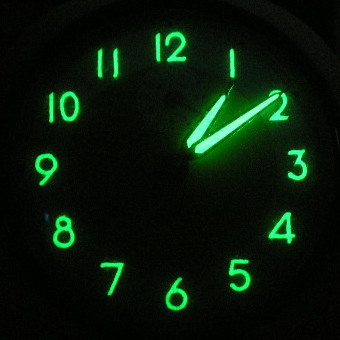
Leuchtzifferblatt durch Radiolumineszenz

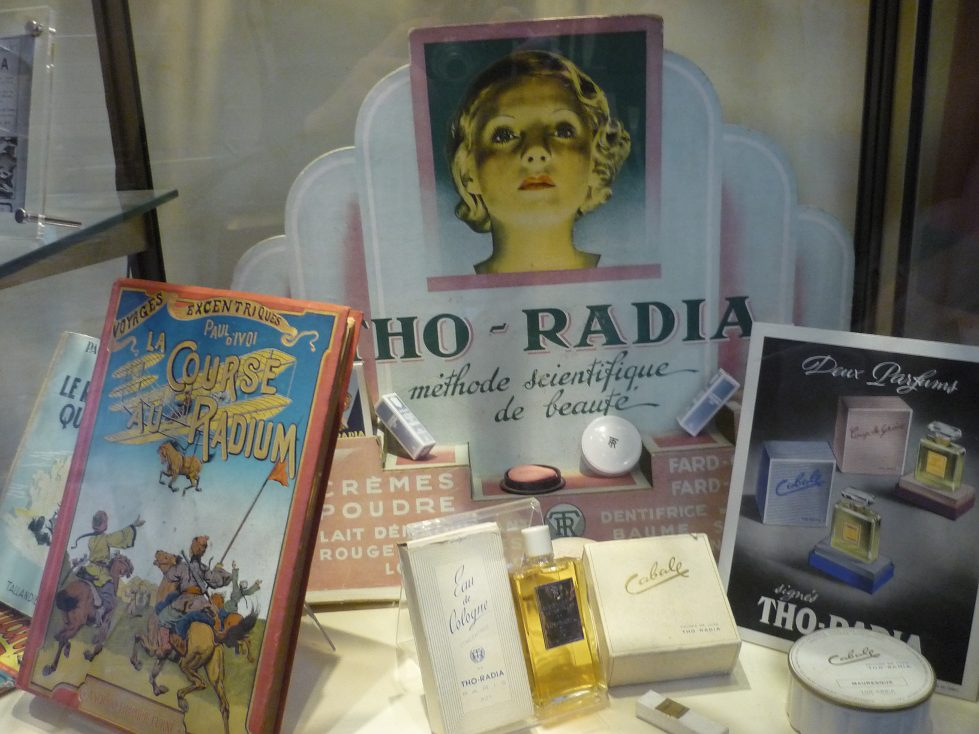
Kosmetikserie Tho-Radia. Curie-Museum, Paris

Die Gefährlichkeit des Radiums wurde Anfang der 1920er Jahre erkannt und erstmals 1924 vom New Yorker Zahnarzt und Oralchirurgen Theodor Blum (1883–1962) beschrieben. Sie zeigte sich besonders in der Uhrenindustrie, wo es für Leuchtzifferblätter verwendet wurde. Er veröffentlichte einen Artikel über das Krankheitsbild des sogenannten Radiumkiefers (englisch radium jaw). Er beobachtete diese Krankheit bei Patientinnen, die als Ziffernblattmalerinnen mit Leuchtfarbe in Kontakt kamen, deren Zusammensetzung dem Radiomir glich, einem 1914 erfundenen Leuchtstoff, der aus einem Gemisch aus Zinksulfid und Radiumbromid besteht. Sie brachten beim Malen die mit dem Leuchtstoff beladene Pinselspitze mit ihren Lippen in die gewünschte spitze Form, und so gelangte das radioaktive Radium in ihren Körper. Allein in den USA und Kanada waren im Laufe der Jahre etwa 4000 Arbeiterinnen damit beschäftigt. Im Nachhinein wurden die Fabrikarbeiterinnen Radium Girls genannt. Sie spielten auch mit der Farbe und bemalten sich Fingernägel, Zähne und Gesichter. Dadurch leuchteten sie zur Überraschung ihrer Lebensgefährten bei Nacht.
Nachdem Harrison Stanford Martland (1883–1954), oberster Gerichtsmediziner in Essex County, in der Atemluft der Radium Girls das radioaktive Edelgas Radon nachgewiesen hatte (ein Zerfallsprodukt von Radium), wandte er sich an Charles Norris (1867–1935) und Alexander Oscar Gettler (1883–1968). Gettler gelang es im Jahre 1928, in den Knochen von Amelia Maggia, einer der jungen Frauen, selbst fünf Jahre nach deren Tod noch eine hohe Konzentration an Radium nachzuweisen. 1931 wurde ein Verfahren zur Bestimmung der Radiumdosierung mittels eines Filmdosimeters entwickelt. Ein Standardpräparat wirkt eine definierte Zeit durch einen Hartholzwürfel hindurch auf einen Röntgenfilm, der dadurch geschwärzt wird. Die Würfelminute war lange Zeit eine wichtige Einheit für die Radiumdosierung. Sie wurde durch ionometrische Messungen geeicht. Die Radiologen Hermann Georg Holthusen (1886–1971) und Anna Hamann (1894–1969) fanden 1932/1935 als Eichwert die Intensität von 0,045 r/min. Der Eichfilm erhält dabei durch den Holzwürfel hindurch vom Präparat von 13,33 mg jede Minute die y-Strahlendosis von 0,045 r. Im Jahre 1933 machte der Physiker Robley D. Evans (1907–1995) die ersten Messungen von Radon und Radium in den Ausscheidungen der Arbeiterinnen. Auf dieser Basis legte 1941 das National Bureau of Standards, Vorläufer des National Institute of Standards and Technology (NIST), die Grenzwerte für Radium auf 0,1 Mikrocurie (etwa 3,7 Kilobecquerel) fest.
Mit einem Aktionsplan Radium 2015–2019 soll in der Schweiz das Problem der radiologischen Altlasten gelöst werden, die durch die Verwendung von Radium-Leuchtfarbe in der Uhrenindustrie bis in die 1960er Jahre vorwiegend im Jurabogen bestehen.
In Frankreich entstand im Jahr 1932 eine Kosmetikserie namens Tho-Radia, die sowohl Thorium als auch Radium enthielt und sich bis in die 1960er Jahre hielt.

### Sonstige terrestrische Strahlung
Die terrestrische Strahlung ist eine auf der Erde allgegenwärtige Strahlung, die von Radionukliden im Boden verursacht wird, die vor Milliarden Jahren durch die stellare Nukleosynthese gebildet wurden und aufgrund ihrer langen Halbwertszeiten noch nicht zerfallen sind. Die terrestrische Strahlung wird durch natürliche Radionuklide verursacht, die im Erdboden, in Gesteinen, in der Hydrosphäre und in der Erdatmosphäre natürlicherweise vorhanden sind. Die natürlichen Radionuklide kann man in kosmogene und primordiale Nuklide unterteilen. Die kosmogenen Nuklide liefern keinen signifikanten Beitrag zur terrestrischen Umgebungsstrahlung auf der Erdoberfläche. Die Quellen der terrestrischen Strahlung sind die in den obersten Erdschichten, im Wasser und in der Luft enthaltenen natürlichen radioaktiven Nuklide. Dazu gehören insbesondere
- Thorium-232 (Halbwertszeit 14 Milliarden Jahre),
- Uran-238 (Halbwertszeit 4,4 Milliarden Jahre),
- Uran-235 (Halbwertszeit 0,7 Milliarden Jahre) und
- Kalium-40 (Halbwertszeit 1,3 Milliarden Jahre).

#### Abbau und Förderung von Brennstoffen
Nach Angaben der World Nuclear Association enthält Kohle aller Lagerstätten Spuren verschiedener radioaktiver Substanzen, vor allem von Radon, Uran und Thorium. Bei der Kohleförderung, vor allem aus Tagebauen, über Abgase von Kraftwerken oder über die Kraftwerksasche werden diese Substanzen freigesetzt und tragen über ihren Expositionspfad zur terrestrischen Strahlenbelastung bei.
Im Dezember 2009 wurde bekannt, dass bei der Erdölgewinnung und Erdgasförderung jährlich Millionen Tonnen radioaktiver Rückstände anfallen, die größtenteils ohne Nachweis und unsachgemäß entsorgt werden, einschließlich 226Radium sowie 210Polonium. Die spezifische Aktivität der Abfälle beträgt zwischen 0,1 und 15.000 Becquerel pro Gramm. In Deutschland ist das Material laut Strahlenschutzverordnung von 2001 bereits ab einem Becquerel pro Gramm überwachungsbedürftig und müsste gesondert entsorgt werden. Die Umsetzung dieser Verordnung wurde der Eigenverantwortung der Industrie überlassen; diese beseitigte die Abfälle über Jahrzehnte hinweg sorglos und unsachgemäß.

#### Baumaterial

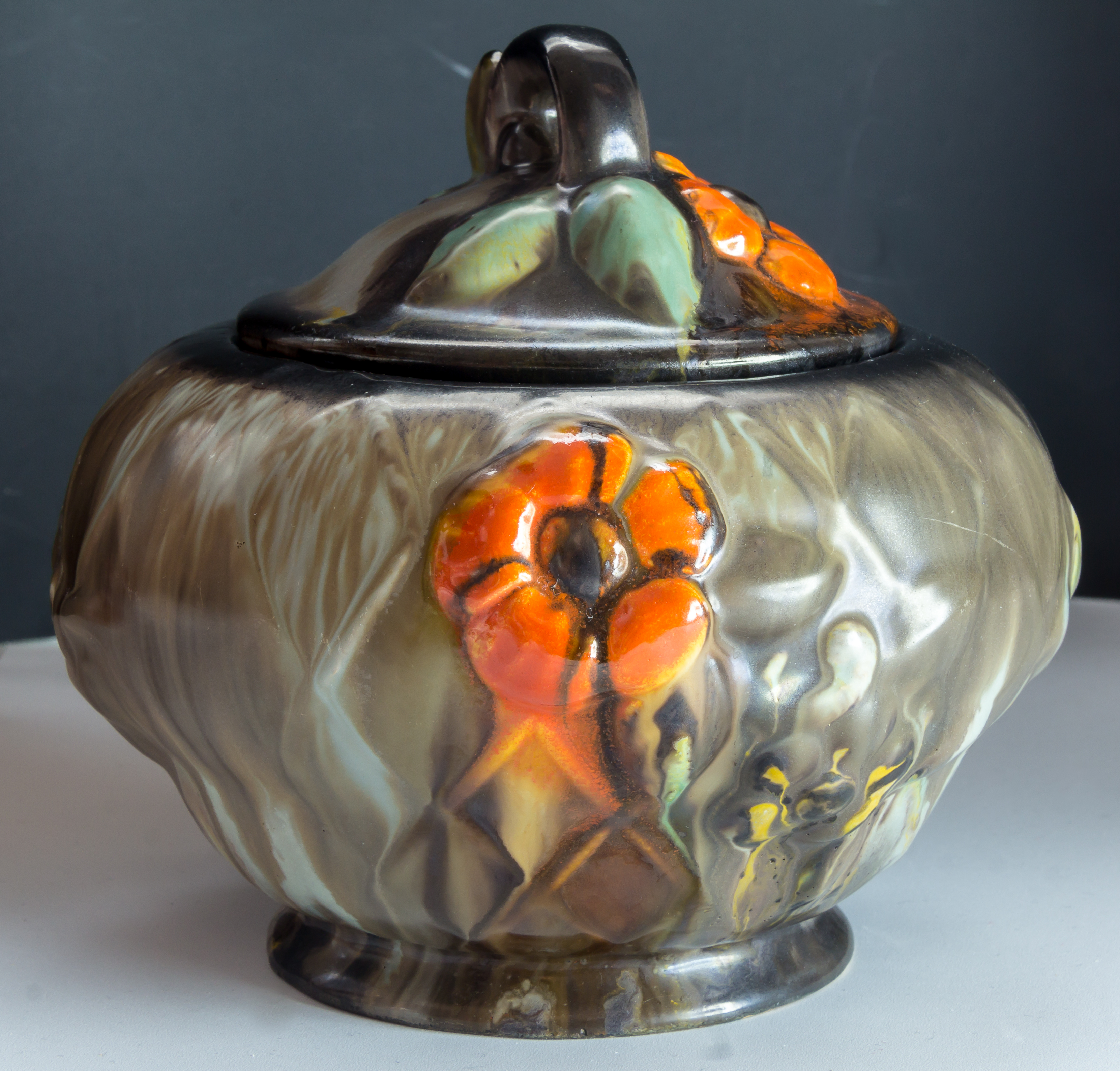
Gebäckdose aus Keramik mit Uranglasur

Jedes Baumaterial enthält Spuren natürlicher radioaktiver Stoffe, insbesondere 238Uran, 232Thorium und deren Zerfallsprodukte sowie 40Kalium. Erstarrungs- und Ergussgesteine wie Granit, Tuff und Bims weisen einen höheren Radioaktivitätsgehalt auf. Dagegen enthalten Sand, Kies, Kalkstein und Naturgips (Calciumsulfat-Dihydrat) nur geringe Mengen an Radioaktivität. Zur Bewertung der Strahlenbelastung durch Baustoffe kann der Activity Concentration Index (ACI) der Europäischen Union herangezogen werden, der 1999 entwickelt wurde. Er löste die Leningrader Summenformel ab, mit der 1971 in Leningrad (Sankt Petersburg) festgelegt worden war, wie viel Strahlenbelastung durch Baustoffe für den Menschen zulässig ist. Der ACI berechnet sich aus der Summe der gewichteten Aktivitäten von 40Kalium, 226Radium und 232Thorium. Die Wichtung berücksichtigt die relative Schädlichkeit für den Menschen. Baustoffe mit einem Wert des europäischen ACI von über „1“ sollten gemäß offiziellen Empfehlungen nicht in größeren Mengen verbaut werden.

#### Glasuren
Zur Uranglasur bei Keramikfliesen werden zur Farbgebung (rot, gelb, braun) uranhaltige Pigmente verwendet, wobei 2 mg Uran pro cm² erlaubt sind. Zwischen 1900 und 1943 wurden uranhaltige Keramiken in den USA, aber auch in Deutschland und Österreich in größeren Mengen gefertigt. Schätzungen nach wurden in den USA zwischen 1924 und 1943 jährlich 50–150 Tonnen an Uran(V,VI)-oxid zur Herstellung von uranhaltigen Glasuren verwendet. Im Jahr 1943 verhängte die US-Regierung ein Verbot über die zivile Nutzung von uranhaltigen Stoffen, das bis 1958 galt. Ab 1958 verkaufte die US-Regierung, sowie ab 1969 auch die United States Atomic Energy Commission abgereichertes Uran in Form von Uran(VI)-fluorid zur zivilen Nutzung. In Deutschland wurden Keramiken, deren Glasur Uran enthielt, unter anderem von der Porzellanmanufaktur Rosenthal gefertigt und waren bis in die frühen 1980er Jahre im Handel erhältlich. Keramiken mit Uranglasur sollten wegen des möglichen Abriebs nur als Sammlerstücke und nicht zum alltäglichen Gebrauch verwendet werden.

### ODL-Messnetz

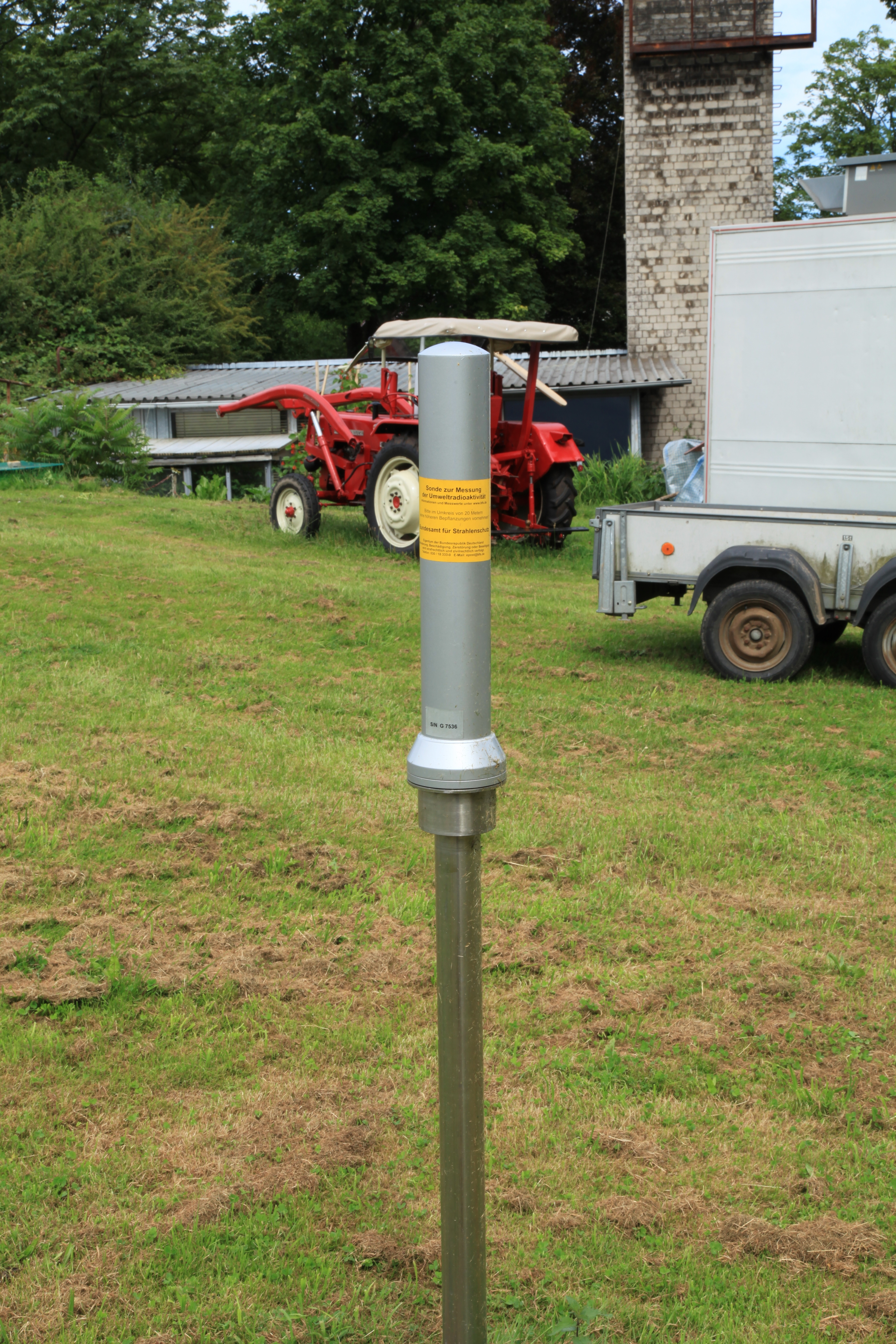
Sonde zur Messung der Umweltradioaktivität

Das Messnetz des Bundesamts für Strahlenschutz misst routinemäßig die natürliche Strahlenbelastung. Die gemessene Ortsdosisleistung (ODL) wird in der Einheit Mikrosievert pro Stunde (μSv/h) angegeben. Dies entspricht der Gammastrahlung aus der Umgebung pro Stunde an einem bestimmten Ort. Die natürliche ODL bewegt sich in Deutschland je nach örtlichen Gegebenheiten ungefähr zwischen 0,05 und 0,18 μSv/h. Das ODL-Messnetz, das seit 1973 arbeitet, besteht inzwischen aus 1800 ortsfesten, automatisch arbeitenden Messstellen und stellt eine Frühwarnfunktion dar, um erhöhte Strahlung durch radioaktive Stoffe in der Luft in Deutschland schnell zu erkennen. Seit 2008 werden zusätzlich spektroskopische Sonden verwendet, die zusätzlich zur Ortsdosisleistung den Beitrag künstlicher Radionuklide bestimmen können. Neben dem ODL-Messnetz des Bundesamts für Strahlenschutz existieren weitere Bundesmessnetze beim Bundesamt für Seeschifffahrt und Hydrographie und bei der Bundesanstalt für Gewässerkunde, mit denen die Gammastrahlung im Wasser gemessen wird, der Deutsche Wetterdienst misst mit Aerosolsammlern die luftgetragene Aktivität. Um die kerntechnischen Anlagen zu überwachen, betreiben die zuständigen Bundesländer eigene ODL-Messnetze. Die Daten dieser Messnetze gehen automatisch in das Integrierte Mess- und Informationssystem (IMIS) ein und werden dort zur Analyse der aktuellen Lage verwendet.
Viele Staaten betreiben eigene ODL-Messnetze zum Schutz der Bevölkerung. Im europäischen Raum werden diese Daten auf der EURDEP-Plattform der Europäischen Atomgemeinschaft gesammelt und publiziert. Grundlage für die europäischen Messnetze sind Artikel 35 und 37 des Euratom-Vertrags.

### Radionuklide in der Medizin

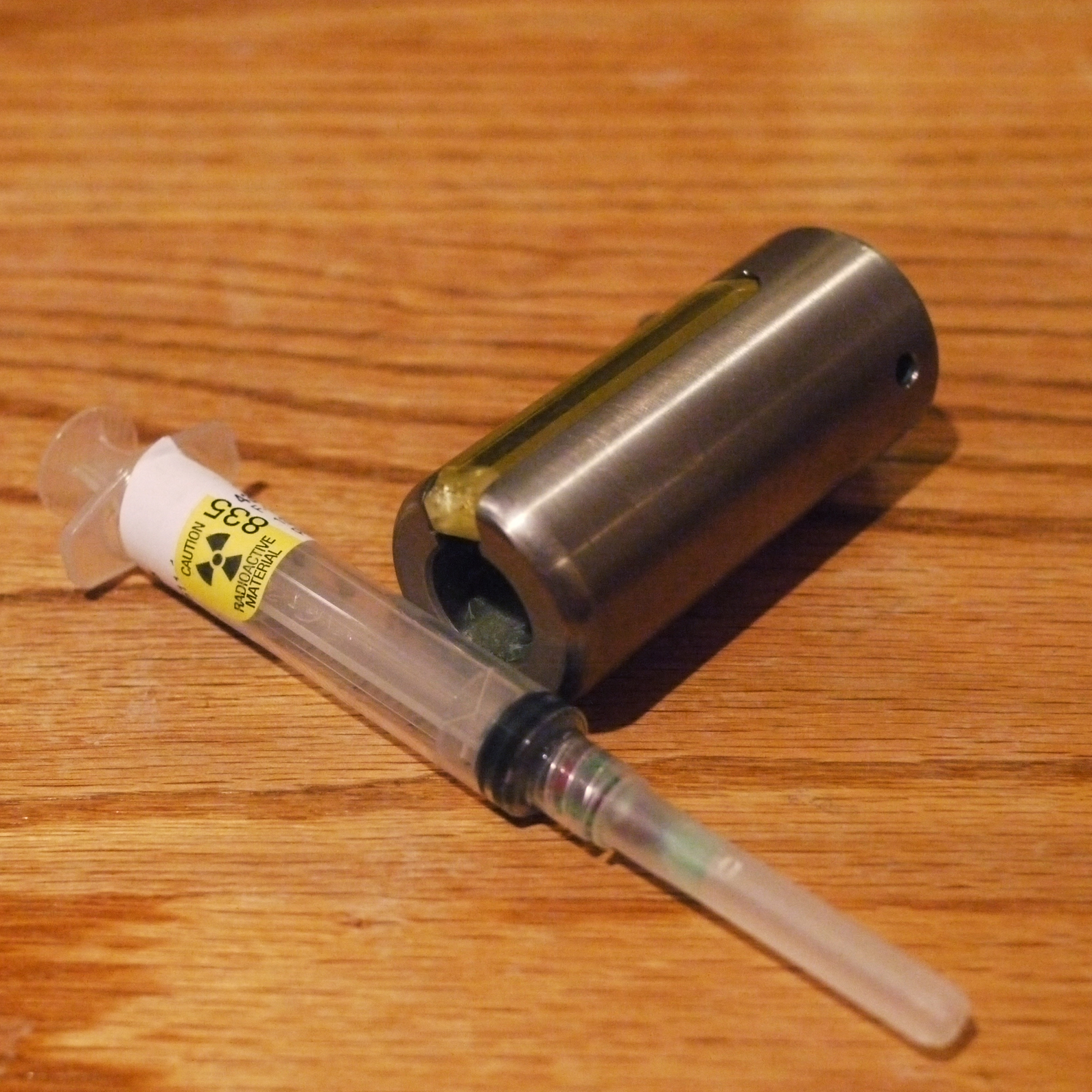
Injektionsspritze eines Radionuklids mit zugehöriger Bleiummantelung

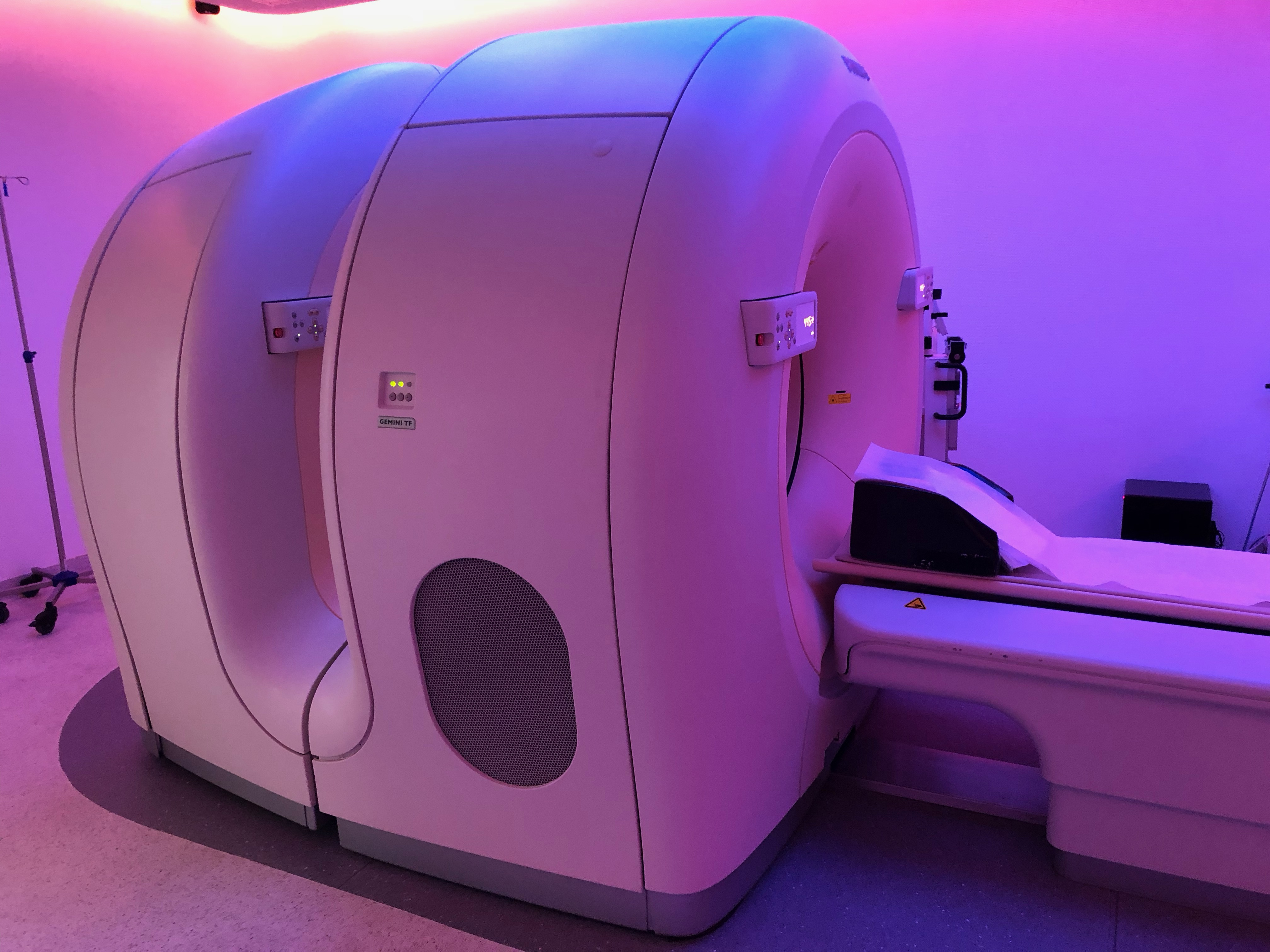
PET-CT, Philips, Gemini TF

Die Nuklearmedizin ist die Anwendung von offenen Radionukliden zu diagnostischen und therapeutischen Zwecken (Radionuklidtherapie). Sie umfasst zudem die Anwendung weiterer radioaktiver Substanzen und kernphysikalischer Verfahren zur Funktions- und Lokalisationsdiagnostik. George de Hevesy (1885–1966) lebte in Untermiete und hatte 1923 den Verdacht, dass seine Vermieterin ihm nicht gegessenen Pudding in der darauf folgenden Woche erneut anbot. Er mischte eine kleine Menge eines radioaktiven Isotops unter die Essensreste. Als sie ihm eine Woche später einen Pudding auftischte, konnte er Radioaktivität in einer Probe des Auflaufs nachweisen. Als er damit seine Vermieterin vorführte, hat sie ihm umgehend gekündigt. Die angewandte Methode machte ihn zum Vater der Nuklearmedizin. Sie hat sich als Tracermethode etabliert, die bis heute in der nuklearmedizinischen Diagnostik eingesetzt wird. Eine geringe Menge eines radioaktiven Stoffes, seine Verteilung im Organismus und sein Weg durch den menschlichen Körper können von außen verfolgt werden. Dies gibt Auskunft über diverse Stoffwechselfunktionen des Körpers. Zunehmender Strahlenschutz wird dabei durch eine kontinuierliche Weiterentwicklung der Radionuklide erreicht. So wurden beispielsweise die Quecksilberverbindungen 203Chlor-Merodrin und 197Chlor-Merodrin in den 1960er Jahren wieder verlassen, da Substanzen entwickelt worden waren, die bei geringerer Strahlenbelastung eine höhere Photonenausbeute zuließen. In der Radionuklidtherapie werden Betastrahler wie 131I, 90Y verwendet. In der nuklearmedizinischen Diagnostik werden die β+-Strahler 18F, 11C, 13N und 15O in der Positronen-Emissions-Tomographie (PET) als radioaktive Markierung der Tracer eingesetzt. An der Entwicklung der Radiopharmaka (isotopenmarkierte Arzneimittel) arbeitet kontinuierlich die Radiopharmazie.
Reste aus der Radiopharmazie, wie beispielsweise leere Applikationsspritzen und kontaminierte Reststoffe der Patienten aus der Toilette, dem Dusch- und Waschwasser werden in Tanks aufgefangen und dort so lange gelagert, bis sie gefahrlos in die Kanalisation abgepumpt werden können. Die Lagerungszeit hängt von der Halbwertszeit ab und liegt je nach Radionuklid bei einigen Wochen bis einigen Monaten. Seit 2001 wird in Freigabemessplätzen gemäß § 29 Strahlenschutzverordnung die spezifische Radioaktivität in den Abfallbehältern erfasst und der Zeitpunkt für die Freigabe automatisch berechnet. Dazu sind Messungen der Probenaktivität in Bq/g und der Oberflächenkontamination in Bq/cm² erforderlich. Zudem wird das Verhalten der Patienten nach ihrer Entlassung aus der Klinik vorgeschrieben. Zum Schutz des Personals werden Spritzenabfüllsysteme, Bohrlochmessplätze zur nuklidspezifischen Messung γ-strahlender Einzelproben mit geringer Aktivität und kleinem Volumen, ein Liftsystem in die Messkammer, um die Strahlenexposition beim Umgang mit hochaktiven Proben zu reduzieren, Sondenmessplätze, ILP-Messplätze (englisch Isolated Limb Perfusion ‚isolierte Gliedmaßenperfusion‘), um während der Operation die Aktivität mit einem oder mehreren Detektoren zu kontrollieren und dem chirurgischen Onkologen eine Leckage zu melden.

#### Radioiodtherapie

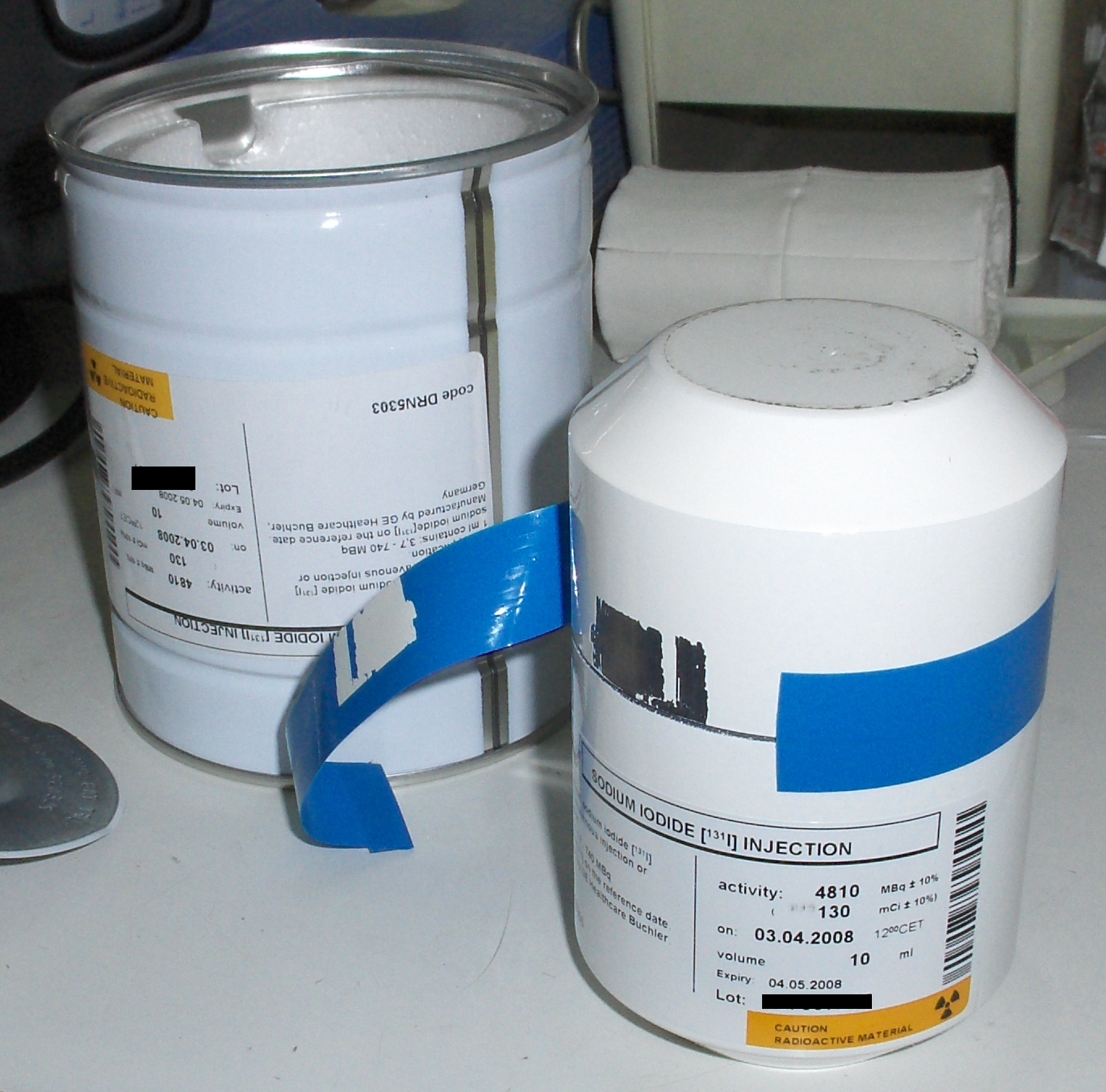
Bleiverpackung für ^{131}I-Natriumiodid

Die Radioiodtherapie (RIT) ist ein nuklearmedizinisches Therapieverfahren zur Behandlung der Schilddrüsenautonomie, des Morbus Basedow, der Schilddrüsenvergrößerung und bestimmter Formen des Schilddrüsenkrebses. Eingesetzt wird das radioaktive Iod-Isotop 131Iod, einem überwiegenden Beta-Strahler mit einer Halbwertszeit von acht Tagen, der im menschlichen Körper nur in Schilddrüsenzellen gespeichert wird. 1942 veröffentlichten Saul Hertz (1905–1950) vom Massachusetts General Hospital und der Physiker Arthur Roberts ihren Bericht über die erste Radioiodtherapie (1941) beim Morbus Basedow, damals noch überwiegend mit dem Isotop 130Iod mit einer Halbwertszeit von 12,4 Stunden. Zeitgleich führten Joseph Gilbert Hamilton (1907–1957) und John Hundale Lawrence (1904–1991) die erste Therapie mit 131Iod durch – dem Isotop, das auch heute noch verwendet wird.
Die Radioiodtherapie unterliegt in vielen Ländern besonderen gesetzlichen Bestimmungen und darf in Deutschland nur stationär durchgeführt werden. In Deutschland existieren etwa 120 Therapieeinrichtungen (Stand 2014), in denen etwa 50.000 Behandlungen jährlich durchgeführt werden. In Deutschland beträgt die Mindestaufenthaltsdauer auf der Therapiestation 48 Stunden. Die Entlassung hängt von der im Körper verbliebenen Restaktivität ab. 1999 wurde der Grenzwert für die Restaktivität erhöht. Die Dosisleistung darf in 2 Meter Abstand vom Patienten 3,5 µSv pro Stunde nicht überschreiten, wodurch innerhalb eines Jahres bei einem Abstand von 2 Metern eine Strahlenexposition von 1 mSv nicht überschritten wird. Dies entspricht einer Restaktivität von etwa 250 MBq. Ähnliche Regelungen gelten in Österreich.
In der Schweiz darf eine Strahlenexposition von maximal 1 mSv pro Jahr und für die Angehörigen des Patienten maximal 5 mSv pro Jahr nicht überschritten werden. Nach der Entlassung nach einer Radioiodtherapie ist eine Dosisleistung in 1 Meter Abstand von höchstens 5 µSv pro Stunde zulässig, was einer Restaktivität von etwa 150 MBq entspricht. Bei einer vorzeitigen Entlassung muss diese bis zu einer Dosisleistung von 17,5 µSv/h der Aufsichtsbehörde angezeigt werden, ab 17,5 µSv/h muss hierfür eine Genehmigung eingeholt werden. Bei Verlegung des Patienten auf eine andere Station muss der zuständige Strahlenschutzbeauftragte dafür sorgen, dass dort geeignete Maßnahmen zum Strahlenschutz ergriffen werden, zum Beispiel vorübergehend ein Kontrollbereich eingerichtet wird.

#### Szintigrafie

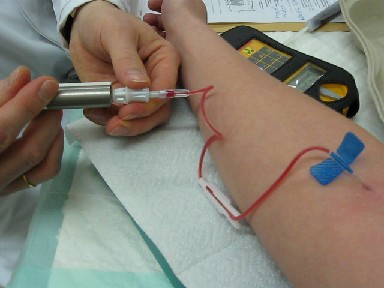
Injektion von ^{99m}Tc. Zum Schutz des Therapeuten ist die Injektionsspritze mit dem Radionuklid von einer Abschirmung umgeben.

Die Szintigrafie ist eine Untersuchungsmethode aus dem Bereich der Nuklearmedizin: Dem Patienten werden dabei schwach radioaktive Stoffe als Arzneimittel zu Diagnosezwecken injiziert. Hierzu gehört die Knochenszintigrafie, die Schilddrüsenszintigrafie, die Octreotid-Szintigrafie und als Weiterentwicklung des Verfahrens die Einzelphotonen-Emissionscomputertomographie (englisch Single Photon Emission Computed Tomography (SPECT)). Beispielsweise werden in der Myokardszintigrafie zur Diagnostik der Durchblutungsverhältnisse und Funktion des Herzmuskels (Myokard) 201Tl-Thallium(I)-chlorid, Technetium-Verbindungen (99mTc-Tracer, 99mTechnetium-Tetrofosmin), PET-Tracer (mit einer Strahlenbelastung von jeweils 1100 MBq bei 15O-Wasser, 555 MBq bei 13N-Ammoniak oder 1850 MBq bei 82Rb-Rubidiumchlorid) angewandt. Die Untersuchung mit 74 MBq 201Thalliumchlorid verursacht eine Strahlenexposition von etwa 16 mSv (effektive Äquivalentdosis), die Untersuchung mit 740 MBq 99mTechnetium-MIBI von etwa 7 mSv. Metastabiles 99mTc ist aufgrund seiner kurzen Halbwertszeit, der emittierten Gammastrahlung mit einer Energie von 140 keV und seiner Fähigkeit, sich an viele aktive Biomoleküle anzulagern, das bei weitem wichtigste, als Tracer für szintigrafische Untersuchungen eingesetzte Nuklid. Nach der Untersuchung wird der größte Teil wieder ausgeschieden. Das verbleibende 99mTc zerfällt bei einer 6-Stunden-Halbwertszeit schnell in 99Tc. Dieses besitzt eine lange Halbwertszeit von 212.000 Jahren und trägt wegen der relativ weichen Betastrahlung, die bei seinem Zerfall frei wird, nur zu einer geringen zusätzlichen Strahlenbelastung über die restliche Lebenszeit bei. Allein in den USA werden für Diagnosezwecke pro Jahr etwa sieben Millionen Einzeldosen 99mTc verabreicht.
Um die Strahlenbelastung zu reduzieren, hat die American Society of Nuclear Cardiology (ASNC) 2010 Dosierungsempfehlungen abgegeben. Mit 13N-Ammoniak kommen 2,4 mSv (effektive Dosis), mit 15O-Wasser 2,5 mSv, mit 18F-Fluordesoxyglucose 7 mSv und mit 82Rb-Rubidiumchlorid 13,5 mSv zustande. Durch die Befolgung dieser Empfehlungen wird eine Reduzierung der durchschnittlichen Strahlenexposition auf ≤ 9 mSv erwartet. Die Verordnung über radioaktive oder mit ionisierenden Strahlen behandelte Arzneimittel (§ 2 AMRadV) regelt die Genehmigungsverfahren zur Verkehrsfähigkeit radioaktiver Arzneimittel.

#### Brachytherapie

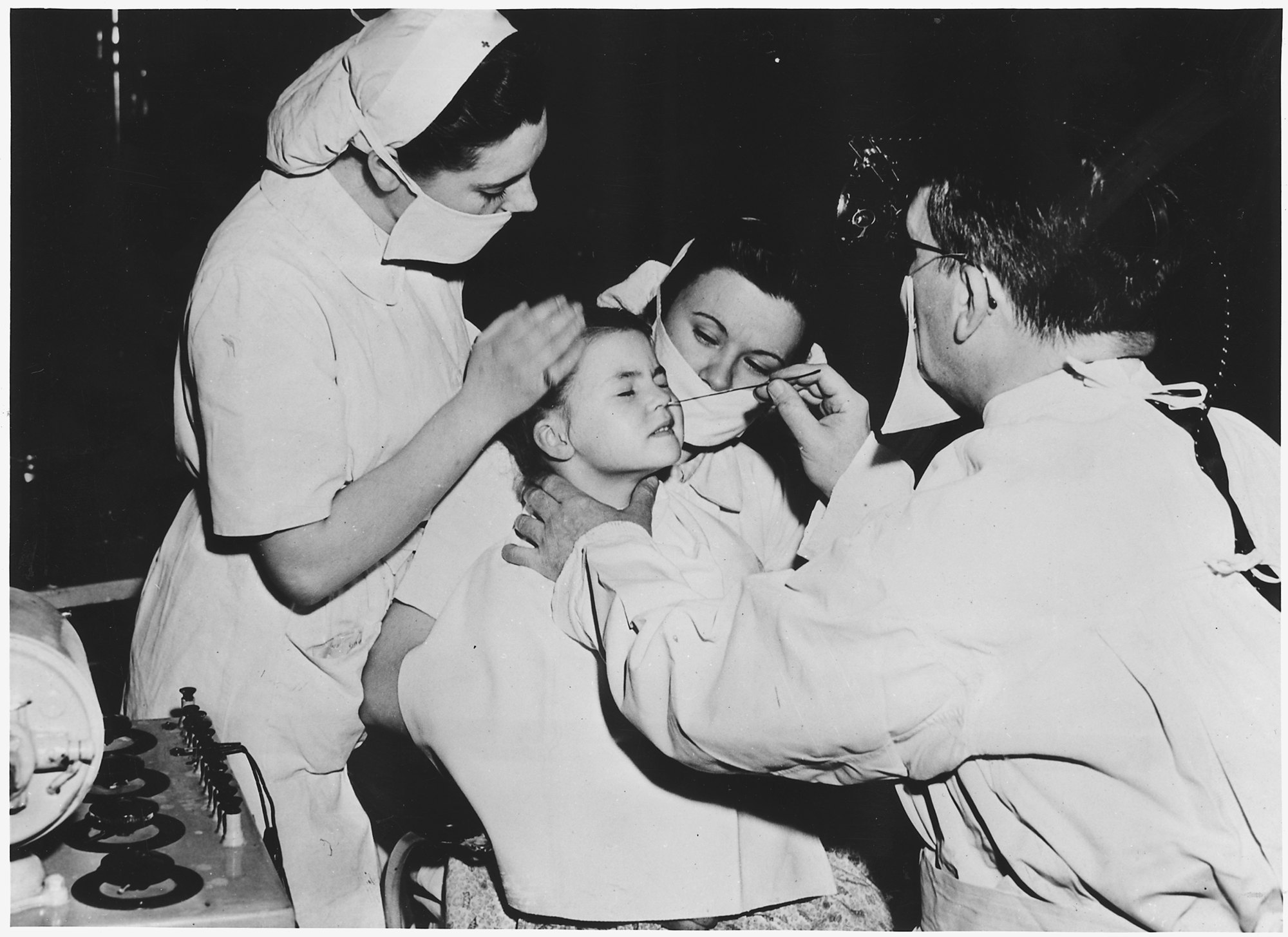
Brachytherapie mit Radium zur Behandlung einer Nasenschleimhautentzündung eines jungen Mädchens, Paris, ca. 1948–1955

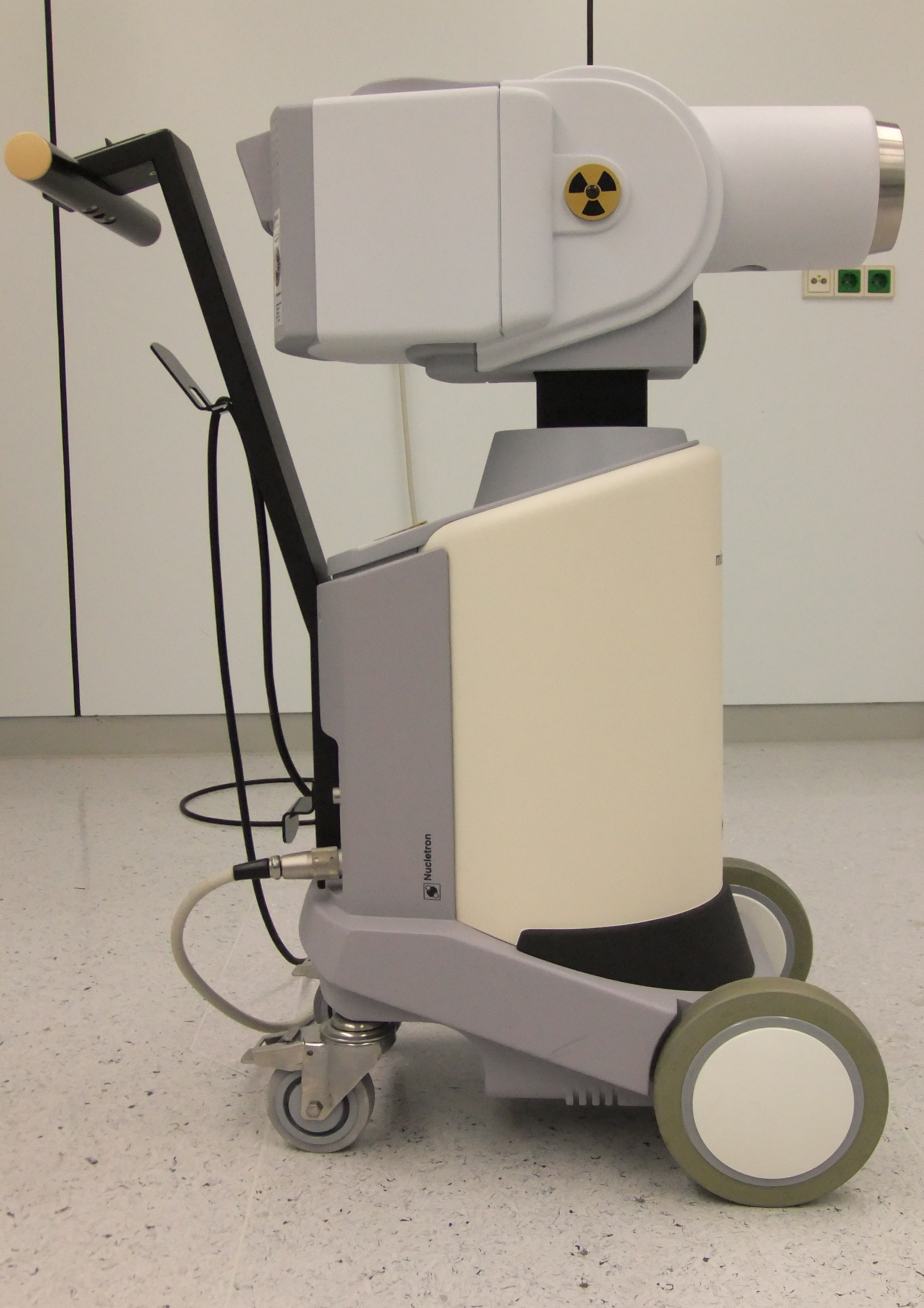
Afterloading-Gerät

Mittels der Brachytherapie wird eine umschlossene radioaktive Strahlenquelle innerhalb oder in unmittelbarer Nähe des zu bestrahlenden Gebietes im Körper zur Krebstherapie, beispielsweise dem Prostatakarzinom, platziert. Oft wird dabei die Afterloading-Brachytherapie mit der Teletherapie, einer Bestrahlung von extern und aus größerer Entfernung als bei der Brachytherapie, kombiniert. Sie wird nicht zu den nuklearmedizinischen Verfahren gezählt, obwohl sie ebenso wie diese die von Radionukliden abgegebene Strahlung ausnutzt. Nach dem anfänglichen Interesse an der Brachytherapie Anfang des 20. Jahrhunderts ging ihre Anwendung in der Mitte des 20. Jahrhunderts wegen der Strahlenbelastung für die Ärzte bei der manuellen Handhabung der Strahlenquellen zurück. Erst die Entwicklung von ferngesteuerten Nachladesystemen (Afterloading) und die Verwendung neuer Strahlenquellen in den 1950er und 1960er Jahren verringerten das Risiko unnötiger Strahlenbelastung für Arzt und Patient. Beim Afterloadingverfahren wird vor der eigentlichen Therapie ein leerer, röhrenförmiger Applikator in das Zielvolumen (beispielsweise die Gebärmutter) geschoben und nach Lagekontrolle mit einem radioaktiven Präparat beschickt. Das Präparat befindet sich dabei an der Spitze eines Stahldrahtes, der computergesteuert schrittweise vor- und zurückgezogen wird. Nach der vorausberechneten Zeit wird die Quelle wieder in einen Tresor zurückgezogen und der Applikator entfernt. Angewendet wird das Verfahren unter anderem beim Mammakarzinom, beim Bronchialkarzinom oder Mundbodenkarzinom. Verwendet werden Betastrahler wie beispielsweise 90Sr oder 106Ru oder 192Ir. Als Vorsichtsmaßnahme wird Patienten, die eine permanente Brachytherapie erhalten, geraten, unmittelbar nach der Behandlung keine kleinen Kinder zu halten und sich nicht in der Nähe von schwangeren Frauen aufzuhalten, da im Fall einer permanenten Brachytherapie nach der Behandlung schwach dosierte radioaktive Strahlenquellen (Seeds) im Körper verbleiben. Die besonders strahlenempfindlichen Gewebe eines Fötus oder Säuglings sollen dadurch geschützt werden.

#### Thorium als Medikament und Röntgenkontrastmittel

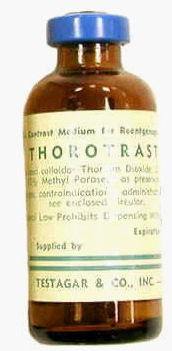
Thorotrast

Radioaktives Thorium wurde in den 1950er und 60er Jahren (auch bei Kindern) gegen Tuberkulose und andere gutartige Erkrankungen eingesetzt, mit schwerwiegenden Folgen (siehe Peteosthor). Eine stabilisierte Suspension von kolloidalem Thorium(IV)-oxid, die von António Egas Moniz (1874–1955) mitentwickelt worden war, wurde ab 1929 unter dem Handelsnamen Thorotrast als Röntgenkontrastmittel für die Angiografie bis zu seinem Verbot Mitte der 1950er Jahre weltweit an mehreren Millionen Patienten verwendet. Es reichert sich im retikulohistiozytären System an und kann aufgrund örtlich erhöhter Strahlenbelastung zu Krebs führen. Ähnliches gilt für das Gallengangskarzinom und das Angiosarkom der Leber, zwei seltene Leberkrebse. Ebenso sind Karzinome der Nasennebenhöhlen nach der Verabreichung von Thorotrast beschrieben. Typischerweise treten die Erkrankungen 30–35 Jahre nach der Exposition auf. Die biologische Halbwertszeit beträgt etwa 400 Jahre. Die größte diesbezügliche Studie wurde in Deutschland im Jahr 2004 durchgeführt; sie zeigte die besonders hohe Sterblichkeitsrate der so exponierten Patienten auf. Im Median war die Lebenserwartung in einem siebzigjährigen Beobachtungszeitraum 14 Jahre kürzer als in der Vergleichsgruppe.

## Kernwaffen und Kernenergie

### Strahlenauswirkungen beim Atombombenangriff und Folgen für den Strahlenschutz

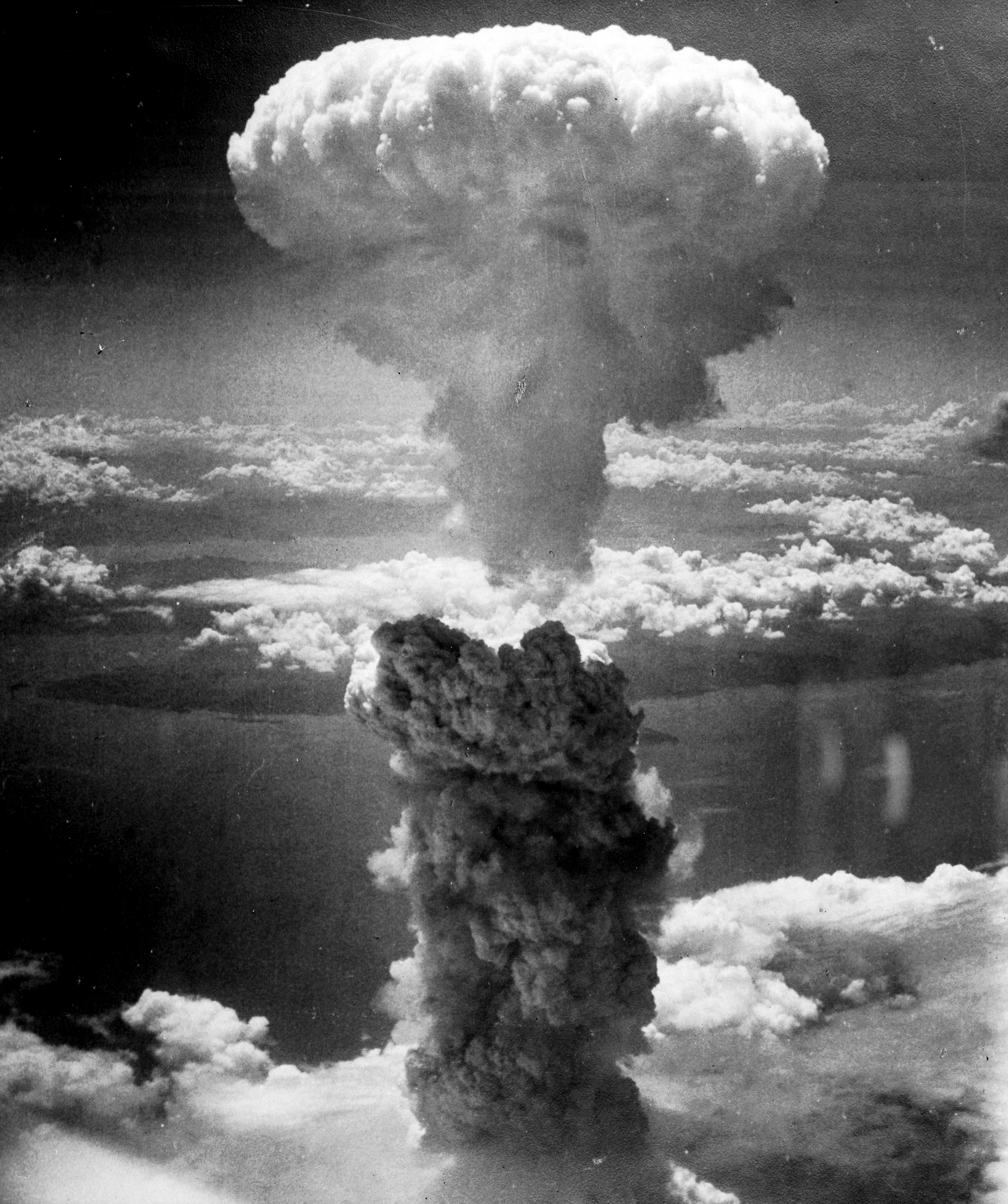
Atompilz von „Fat Man“ über Nagasaki, 9. August 1945

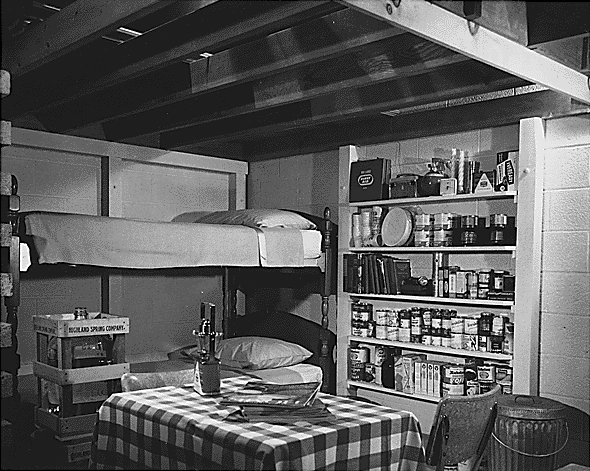
Ein US-amerikanischer Schutzraum vor radioaktivem Niederschlag während des Kalten Krieges, 1957

Nach den US-amerikanischen Atombombenabwürfen auf Hiroshima und Nagasaki am 6. und 9. August 1945 starben – neben den 100.000 Sofortopfern – bis Ende 1945 weitere 130.000 Menschen an den Strahlenfolgen. Bei manchen trat die sogenannte Walking-Ghost-Phase auf, eine durch eine hohe Äquivalentdosis von 6 bis 20 Sievert hervorgerufene akute Strahlenkrankheit nach tödlicher Ganzkörperdosis. Die Phase bezeichnet den Zeitraum scheinbarer Erholung eines Patienten zwischen dem Auftreten erster massiver Beschwerden und dem unvermeidlich folgenden Tod. In den Folgejahren kamen etliche Todesfälle durch strahleninduzierte Krankheiten hinzu. Die strahlengeschädigten Überlebenden werden in Japan als Hibakusha (japanisch 被爆者 ‚Explosionsopfer‘) bezeichnet und vorsichtig auf etwa 100.000 geschätzt.
Um die Spätfolgen der Strahlung unter den Überlebenden nach diesen Atombombenabwürfen zu untersuchen, wurde 1946 die Atomic Bomb Casualty Commission (ABCC, deutsch etwa ‚Kommission für Atombomben-Personenschäden‘) gegründet; dies geschah durch den Nationalen Forschungsrat der National Academy of Sciences auf Anordnung von US-Präsident Harry S. Truman. 1975 wurde die ABCC von der Radiation Effects Research Foundation (RERF) abgelöst. Auf Basis der untersuchten und teilweise über Jahrzehnte medizinisch begleiteten Atombombenopfer analysieren Organisationen wie United Nations Scientific Committee on the Effects of Atomic Radiation (UNSCEAR, deutsch ‚Komitee der Vereinten Nationen über die Wirkung der atomaren Strahlung‘), das 1955 gegründet wurde, und National Academy of Sciences – Advisory Committee on the Biological Effects of Ionizing Radiation (BEIR Committee, gegründet 1972, deutsch ‚Beratender Ausschuss der Nationalen Akademie der Wissenschaften für die biologischen Wirkungen ionisierender Strahlung‘) die Auswirkungen der Strahlenexposition auf den Menschen. Sie ermitteln den Verlauf der Sterberate abhängig vom Lebensalter bei den Strahlungsopfern im Vergleich zur Spontanrate und auch die Dosisabhängigkeit der Anzahl der zusätzlichen Toten. Bisher erschienen 26 UNSCEAR-Berichte, die online abrufbar sind, zuletzt 2017 zu den Auswirkungen des Reaktorunfalls in Fukushima.
Spätestens ab 1949 fühlten sich die Amerikaner durch die Möglichkeit eines Atomkriegs mit der Sowjetunion zunehmend bedroht und suchten nach Wegen, einen nuklearen Angriff zu überleben. Die U.S. Federal Civil Defense Administration (USFCDA) wurde von der Regierung gegründet und sollte die Öffentlichkeit informieren, wie man sich auf eine solche Attacke vorbereiten könne. 1951 entstand in den USA mit Unterstützung dieser Behörde unter anderem ein Lehrfilm für Kinder mit dem Titel Duck and Cover (deutsch: „sich ducken und bedecken“), in dem eine Schildkröte demonstriert, wie man sich mit einem Mantel, Tischtüchern oder auch einer Zeitung vor den unmittelbaren Folgen einer Atombombenexplosion ausreichend schützen soll.
In dem Bewusstsein, dass die bestehenden medizinischen Kapazitäten im Ernstfall nicht ausreichen würden, besann man sich auf Zahnärzte, die im Notfall entweder den Ärzten assistieren oder, falls notwendig, auch eigenständig Hilfe leisten könnten. Um den Berufsstand mit Hilfe eines prominenten Vertreters zu mobilisieren, wurde im Juli 1951 der Zahnarzt Russell Welford Bunting (1881–1962), Dekan der University of Michigan Dental School, als zahnärztlicher Berater für die USFCDA gewonnen.
Der US-amerikanische Physiker Karl Ziegler Morgan (1907–1999) war einer der Begründer der Strahlengesundheitsphysik. In seinem späteren Leben, nach einer langen Karriere im Manhattan-Projekt und am Oak Ridge National Laboratory (ORNL), wurde er zum Kritiker der Atomkraft- und Atomwaffenproduktion. Morgan war Direktor der Health Physics am ORNL seit Ende der 1940er Jahre bis zu seiner Pensionierung im Jahr 1972. Im Jahr 1955 wurde er der erste Präsident der Health Physics Society und war Redakteur der Zeitschrift Health Physics von 1955 bis 1977.
Atomschutzbunker sollen für einen längeren, definierten Zeitraum Schutz bieten. Entsprechende Schutzräume müssen auf Grund der Eigenheiten der nuklearen Kriegsführung längere Zeit vollständig autark sein. Insbesondere wegen der radioaktiven Verseuchung des Umlands muss eine solche Anlage das Überleben einige Wochen ermöglichen. 1959 begannen in Deutschland die streng geheimen Bauarbeiten für einen Regierungsbunker im Ahrtal. Im Juni 1964 probten 144 Testpersonen sechs Tage lang das Überleben in einem zivilen Atombunker. Dieser Dortmunder Bunker stammte aus den Zeiten des Zweiten Weltkrieges und war zu Beginn der 1960er Jahre für viel Geld in einen kernwaffensicheren Bau umgewandelt worden. Ein Bunkerbau für Millionen Bundesbürger wäre jedoch überhaupt nicht zu bewältigen. Die Schweizer Armee erstellte 1964 rund 7800 Atomschutzunterstände. Insbesondere in den USA, aber auch in Europa, bauten Bürger in Eigeninitiative private Atomschutzbunker in ihren Vorgärten. Diese Baumaßnahmen wurden größtenteils geheim gehalten, weil die Besitzer befürchteten, dass sich im Krisenfall Dritte des Bunkers bemächtigen könnten.

### Fallout und Kontamination

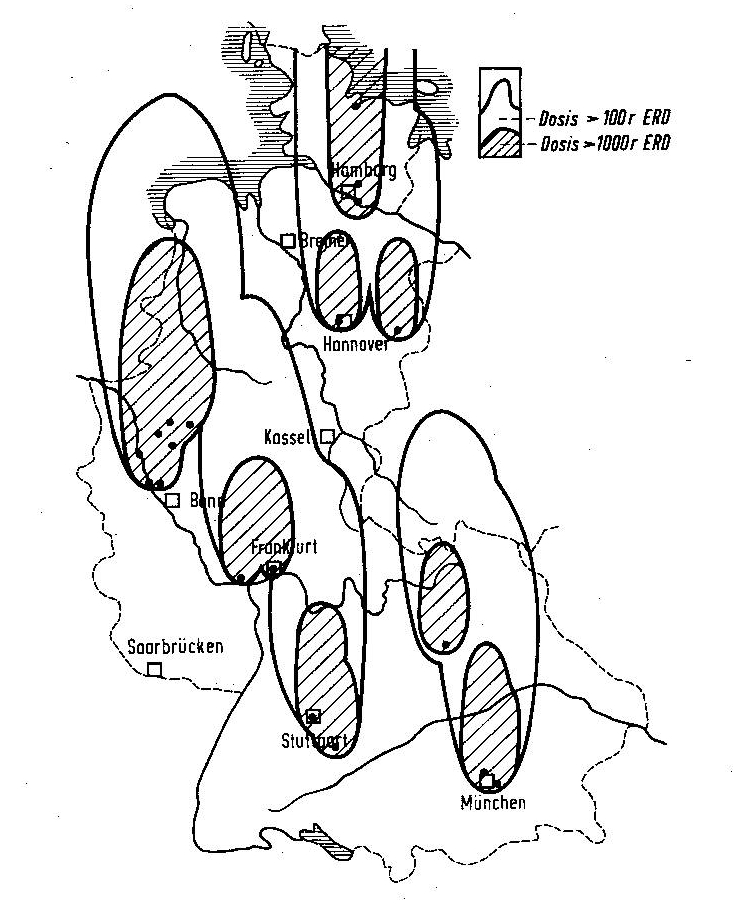
Opferberechnung aus 20 gezielten Atombombenabwürfen auf die Bundesrepublik Deutschland aus der Zeit des kalten Krieges 1966 mit mindestens 15 Millionen Todesopfern (schraffierte Bereiche)

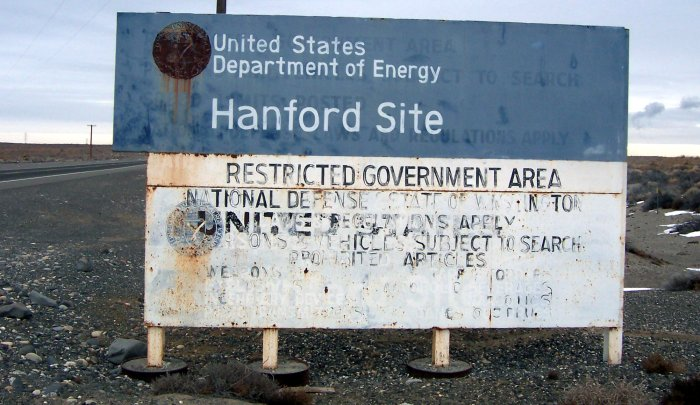
Warnschild vor dem Gelände Hanford Site

Am 16. Juli 1945 fand in der Nähe der Stadt Alamogordo (New Mexico, USA) der erste Atombombentest statt. Als Folge der atmosphärischen Kernwaffenversuche, die neben den Vereinigten Staaten und der Sowjetunion vor allem Frankreich, Großbritannien und China durchführten, wurde die Erdatmosphäre ab den 1950er Jahren zunehmend mit Spaltprodukten aus diesen Tests kontaminiert. Der radioaktive Niederschlag (englisch ‚Fallout‘) landete auf der Erdoberfläche und gelangte in Pflanzen und über Futtermittel auch in Lebensmittel tierischer Herkunft. Letztlich gelangten sie in den menschlichen Körper, ließen sich unter anderem als Strontium-90 auch in Knochen und Zähnen nachweisen. Die Radioaktivität im Gelände wurde mit einem Gammaskop gemessen, wie es 1954 auf der Luftschutzgeräteausstellung in Bad Godesberg gezeigt wurde. Allein 1962 fanden rund 180 Tests statt. Das Ausmaß der radioaktiven Verunreinigung der Lebensmittel löste Anfang der 1960er Jahre weltweite Proteste aus.
Während des Zweiten Weltkrieges und des Kalten Krieges, über einen Zeitraum von mehr als 50 Jahre, fand die Produktion von Plutonium für US-Kernwaffen in Hanford Site statt. Auch das Plutonium der ersten Plutonium-Atombombe, Fat Man, stammt von dort. Hanford gilt als der radioaktiv am schwersten kontaminierte Ort in der westlichen Hemisphäre. Insgesamt wurden dort 110.000 Tonnen Nuklearbrennstoff produziert. 1948 trat aus der Anlage eine radioaktive Wolke aus. Allein der Anteil an 131I betrug 5500 Curie. Die meisten Reaktoren in Hanford wurden in den 1960er Jahren abgeschaltet; es wurde aber keine Entsorgung und Dekontamination durchgeführt. Nach Vorarbeiten wird seit 2001 in Hanford die größte Dekontaminationsaktion der Welt durchgeführt, um die radioaktiven und giftigen Abfälle sicher zu entsorgen. Etwa 11.000 Arbeiter waren noch 2006 damit beschäftigt, kontaminierte Gebäude und Böden zu sanieren, um die Strahlungsintensität auf dem Gelände auf ein tragbares Niveau zu reduzieren. Diese Maßnahmen werden vermutlich bis zum Jahr 2052 dauern. Schätzungen nach sind mehr als vier Millionen Liter radioaktive Flüssigkeit aus den Lagerungsbehältern ausgelaufen.
Erst nachdem die beiden Großmächte sich 1963 auf ein Teststopabkommen (englisch Partial Test Ban Treaty ‚Vertrag über das Verbot von Kernwaffenversuchen in der Atmosphäre, im Weltraum und unter Wasser‘) geeinigt hatten, das nur noch unterirdische Kernwaffenversuche erlaubte, nahm der Radioaktivitätspegel in Lebensmitteln allmählich ab. Shields Warren (1896–1980), einer der Autoren eines Berichts über Auswirkungen der Atombomben-Abwürfe über Japan, wurde wegen der Verharmlosung der Auswirkungen der Reststrahlung in Hiroshima und Nagasaki kritisiert, warnte jedoch später vor den Gefahren des Fallouts. Mit Dispersion bezeichnet man die Ausbreitung von Radioaktivität im Kontext der jeweiligen meteorologischen Situation. Ein Modellversuch wurde 2008 durchgeführt.
Die Internationale Kampagne zur Abschaffung von Atomwaffen (englisch International Campaign to Abolish Nuclear Weapons (ICAN)) ist ein internationales Bündnis von Nichtregierungsorganisationen, die sich für die Abschaffung aller Atomwaffen durch einen bindenden völkerrechtlichen Vertrag – eine Atomwaffenkonvention – einsetzt. ICAN wurde 2007 bei der Konferenz des Atomwaffensperrvertrags in Wien von der IPPNW (englisch International Physicians for the Prevention of Nuclear War ‚Internationale Ärzte für die Verhütung des Atomkrieges‘) und anderen Organisationen ins Leben gerufen und in zwölf Ländern gestartet. Inzwischen nehmen an der Kampagne 468 Organisationen in 101 Ländern teil (Stand 2017). ICAN erhielt den Friedensnobelpreis 2017.

### Radioprotektoren
Ein Radioprotektor ist ein Pharmakon, das nach seiner Verabreichung selektiv gesunde Zellen vor den toxischen Auswirkungen ionisierender Strahlung schützen soll. Die ersten Arbeiten mit Radioprotektoren begannen im Rahmen des Manhattan-Projekts, eines militärischen Forschungsprojekts zur Entwicklung und zum Bau einer Atombombe.

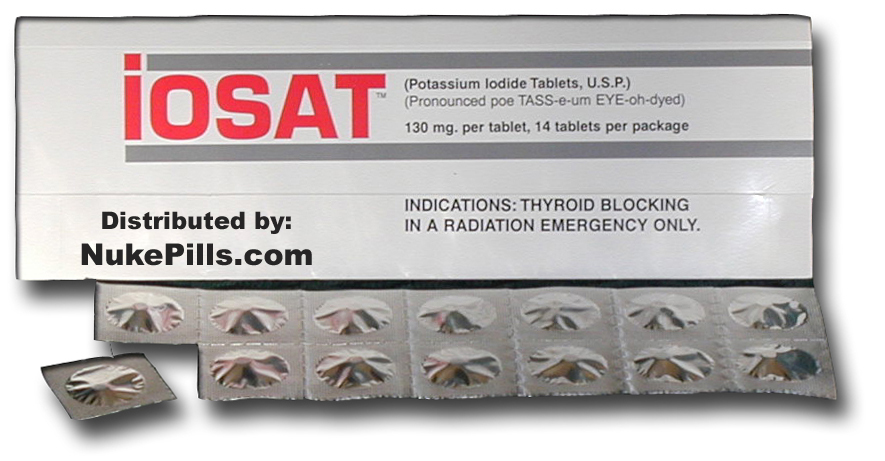
Kaliumiodid in einer Dosis für den nuklearen Notfall

Vom Körper aufgenommenes Iod wird fast vollständig in der Schilddrüse mit einer biologischen Halbwertszeit von etwa 120 Tagen gespeichert. Ist das Iod radioaktiv (131I), so kann es in dieser Zeit die Schilddrüse in hohen Dosen bestrahlen und schädigen. Da die Schilddrüse nur eine begrenzte Menge Iod aufnimmt, kann vorbeugend verabreichtes nicht radioaktives Iod zu einer Iodblockade führen. Kaliumiodid in Tablettenform (umgangssprachlich „Iodtabletten“) vermindert auf diese Weise die Aufnahme radioaktiven Iods in die Schilddrüse um den Faktor 90 und darüber und dient so als Radioprotektor. Alle übrigen Strahlenschäden bleiben durch die Einnahme von Iodtabletten unbeeinflusst. Zur Sicherstellung der „Versorgung der Bevölkerung mit kaliumiodidhaltigen Arzneimitteln bei radiologischen Ereignissen“ wurde in Deutschland 2003 die Kaliumiodidverordnung (KIV) erlassen (§ 1, Abs. 1 KIV). Kaliumiodid wird in der Regel in Gemeinden im Umkreis kerntechnischer Anlagen vorgehalten, um im Katastrophenfall an die Bevölkerung ausgegeben zu werden. Personen über 45 Jahren sollten keine Iodtabletten einnehmen, weil das Risiko von Nebenwirkungen höher wäre als das Risiko, später an Schilddrüsenkrebs zu erkranken. In der Schweiz werden im Nahbereich von Kernkraftwerken (früher 20 km, seit 2014 50 km) seit 2004 alle fünf Jahre vorsorglich Tabletten an die Bevölkerung verteilt. In Österreich gibt es seit 2002 eine umfassende Bevorratung der Iodtabletten in Apotheken, Kindergärten, Schulen, beim Heer und in der sogenannten Bundesreserve.
Dank der Schutzfunktion von Radioprotektoren kann die Strahlendosis bei einer gegen bösartige Tumoren (Krebs) gerichteten Strahlentherapie erhöht und so die Wirksamkeit der Therapie gesteigert werden. Daneben gibt es auch Radiosensitizer, die die Empfindlichkeit von bösartigen Tumorzellen gegenüber ionisierender Strahlung erhöhen. Bereits 1921 beschrieb der deutsche Röntgenologe Hermann Holthusen (1886–1971), dass Sauerstoff die Empfindlichkeit von Zellen erhöht.

### Nuklearunfälle und -katastrophen
Die 1957 als Unterorganisation der Organisation für wirtschaftliche Zusammenarbeit und Entwicklung (OECD) gegründete Nuclear Energy Agency (NEA) bündelt die wissenschaftlichen und finanziellen Ressourcen der Nuklearforschungsprogramme der beteiligten Staaten. Sie betreibt verschiedene Datenbanken, sie managt auch die Datenbank für Störungen in nuklearen Anlagen (International Reporting System for Operating Experience, „IRS“ oder „IAEA/NEA Incident Reporting System“ genannt) der Internationalen Atomenergie-Organisation (IAEO, englisch International Atomic Energy Agency, IAEA). Die IAEO erfasst und untersucht die weltweit aufgetretenen Strahlenunfälle, die im Zusammenhang mit nuklearmedizinischen Verfahren und der Entsorgung diesbezüglicher Substanzen stehen.
Die International Nuclear and Radiological Event Scale (INES, deutsch Internationale Bewertungsskala für nukleare und radiologische Ereignisse) ist eine Skala für sicherheitsrelevante Ereignisse, im Speziellen Störfälle und Atomunfälle in kerntechnischen Anlagen. Sie wurde von einer internationalen Expertengruppe erarbeitet, die gemeinsam von der Internationalen Atomenergie-Organisation (IAEO) und der Kernenergiebehörde der Organisation für wirtschaftliche Zusammenarbeit und Entwicklung (OECD) 1990 offiziell eingeführt. Ziel der Skala ist es, die Öffentlichkeit anhand einer nachvollziehbaren Einstufung der Ereignisse rasch über die sicherheitstechnische Bedeutung eines Ereignisses zu informieren.
Nach dem Ende der Nutzung ist die sachgerechte Entsorgung der immer noch hohen Aktivität von größter Bedeutung. Unsachgemäße Verschrottung des Radionuklids Cobalt-60, das in Kobaltkanonen in der Strahlentherapie zur Anwendung kommt, verursachte folgenschwere Strahlenunfälle, wie beispielsweise 1983/84 beim Radiologischen Unfall von Ciudad Juárez (Mexiko), im Jahr 1987 beim Goiânia-Unfall (Brasilien), im Jahr 2000 beim Nuklearunfall von Samut Prakan (Thailand) oder in Mayapuri (Indien) 2010.
Der Linearbeschleuniger Therac-25 wurde von 1982 bis 1985 in elf Exemplaren von der kanadischen Atomic Energy of Canada Limited (AECL) gebaut und in Kliniken in den USA und in Kanada installiert. Durch Softwarefehler und mangelnde Qualitätssicherung war ein schwerer Funktionsfehler möglich, der von Juni 1985 bis 1987 drei Patienten das Leben kostete und drei weitere schwer verletzte, bevor geeignete Gegenmaßnahmen ergriffen wurden. Die Strahlenbelastung in den sechs Fällen wurde nachträglich auf 40 bis 200 Gray geschätzt; eine normale Behandlung entspricht einer Dosis unter 2 Gray.
Um das Jahr 1990 waren in Deutschland noch etwa hundert Cobalt-Geräte im Einsatz. Inzwischen wurde eine Umstellung auf Elektronen-Linearbeschleuniger durchgeführt und die letzte Kobaltkanone 2000 stillgelegt.

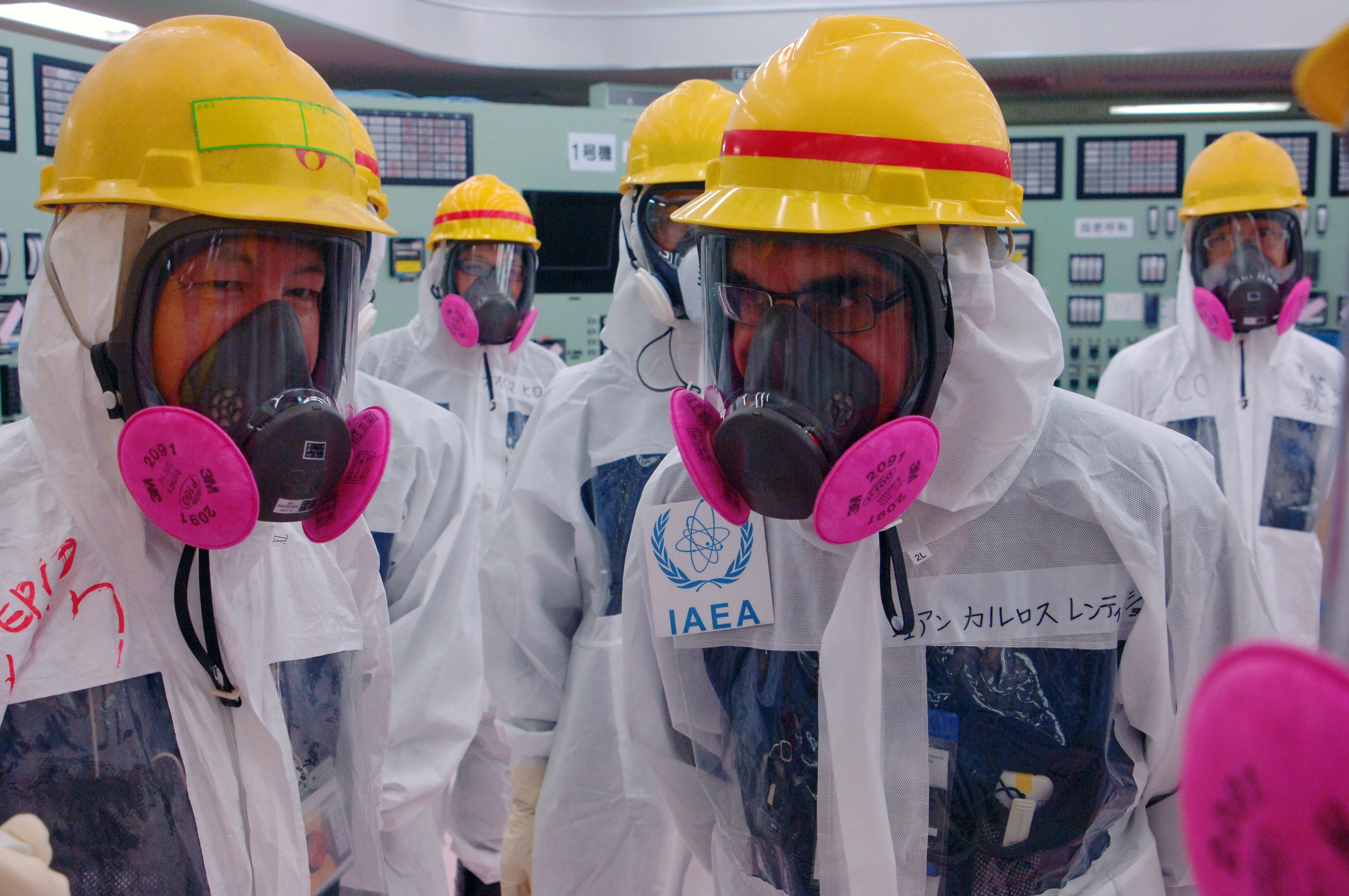
Experten der Internationalen Atomenergie-Organisation in Fukushima, 2013

Die Nuklearkatastrophe von Fukushima von 2011 bestärkte die Notwendigkeit eines entsprechenden Sicherheitsmanagements, der Ableitung von Sicherheitsindikatoren bezüglich der ermittelten Häufigkeiten von Störungen und Fehlhandlungen durch das Personal, demnach der menschliche Faktor (englisch Human Factors). Die Nuclear Safety Commission of Japan (NSC, deutsch „Nuklearsicherheitskommission Japans“; japanisch 原子力安全委員会 genshiryoku anzen iinkai) war ein Gremium von Wissenschaftlern, das die japanische Regierung in Angelegenheiten der Sicherheit kerntechnischer Anlagen beriet. Die Kommission wurde 1978 eingerichtet, wurde jedoch nach der Nuklearkatastrophe von Fukushima am 19. September 2012 aufgelöst und durch die Genshiryoku Kisei Iinkai (japanisch 原子力規制委員会 ‚Atomkraftregulierungsausschuss‘, englisch Nuclear Regulation Authority) ersetzt. Sie ist eine selbstständige Behörde (gaikyoku, „Außenamt“) des japanischen Umweltministeriums, die die Sicherheit in japanischen Kernkraftwerken und verwandten Anlagen reguliert und überwacht.
Als Folge der Nuklearkatastrophe von Tschernobyl im Jahr 1986 wurde von der IAEO 1991 erstmals der Begriff der „Sicherheitskultur“ (englisch safety culture) geprägt, um auf die Wichtigkeit von menschlichen und organisatorischen Belangen für den sicheren Betrieb von Kernkraftwerken aufmerksam zu machen.
Nach dieser Nuklearkatastrophe wurde in Deutschland der Sand aus Sandkästen auf Kinderspielplätzen entsorgt und durch unbelasteten Sand ersetzt, um die durch Radioaktivität besonders gefährdeten Kinder zu schützen. Manche Familien verließen vorübergehend die Bundesrepublik, um dem Fallout zu entgehen. Die Säuglingssterblichkeit war 1987, im Jahr nach Tschernobyl, signifikant um 5 % erhöht. Insgesamt sind in diesem Jahr 316 Neugeborene mehr gestorben als statistisch erwartet. Jährlich nehmen in Deutschland die Cäsium137-Inventare aus der Nuklearkatastrophe von Tschernobyl um 2–3 % in Boden und Nahrungsmitteln ab; die Kontamination von Wild und Pilzen war jedoch im Jahr 2015 vor allem in Bayern immer noch vergleichsweise hoch; Überschreitungen der Grenzwerte gibt es in nicht wenigen Fällen bei Wildbret, insbesondere bei Wildschweinfleisch. Diesbezügliche Kontrollen erfolgen jedoch nur unzulänglich.

„Besonders bei Schwarzwild in Südbayern findet man immer wieder eine sehr hohe radioaktive Belastung von über 10.000 Becquerel/kg. Der Grenzwert liegt bei 600 Becquerel/kg. Aus diesem Grund rät die Verbraucherzentrale Bayern, Wildschwein aus den Regionen Bayerischer Wald und südlich der Donau nicht zu häufig zu verzehren. Wer Wildschwein vom Jäger bezieht, sollte nach dem Messprotokoll fragen.“

### Meerversenkung radioaktiver Abfälle
In den Jahren 1969–1982 wurden konditionierte schwach- und mittelradioaktive Abfälle nach den Bestimmungen der europäischen Vereinbarung zur Verhinderung der Meeresverschmutzung durch das Versenken von Abfällen jeder Art (London Dumping Convention vom 11. Juni 1974) unter der Aufsicht der NEA (Nuclear Energy Agency) der Organisation für wirtschaftliche Zusammenarbeit und Entwicklung (englisch Organisation for Economic Co-operation and Development, OECD) im Atlantik in etwa 4000 m Tiefe endgelagert. Dies wurde von mehreren europäischen Ländern gemeinsam durchgeführt. Seit 1993 ist die Entsorgung radioaktiver Abfälle in den Ozeanen durch internationale Verträge verboten. Jahrzehntelang war diese Atommüllverklappung der Öffentlichkeit kaum bekannt, bis in den 1980er Jahren Greenpeace sie anprangerte.

### Endlager für Wärme entwickelnde radioaktive Abfälle

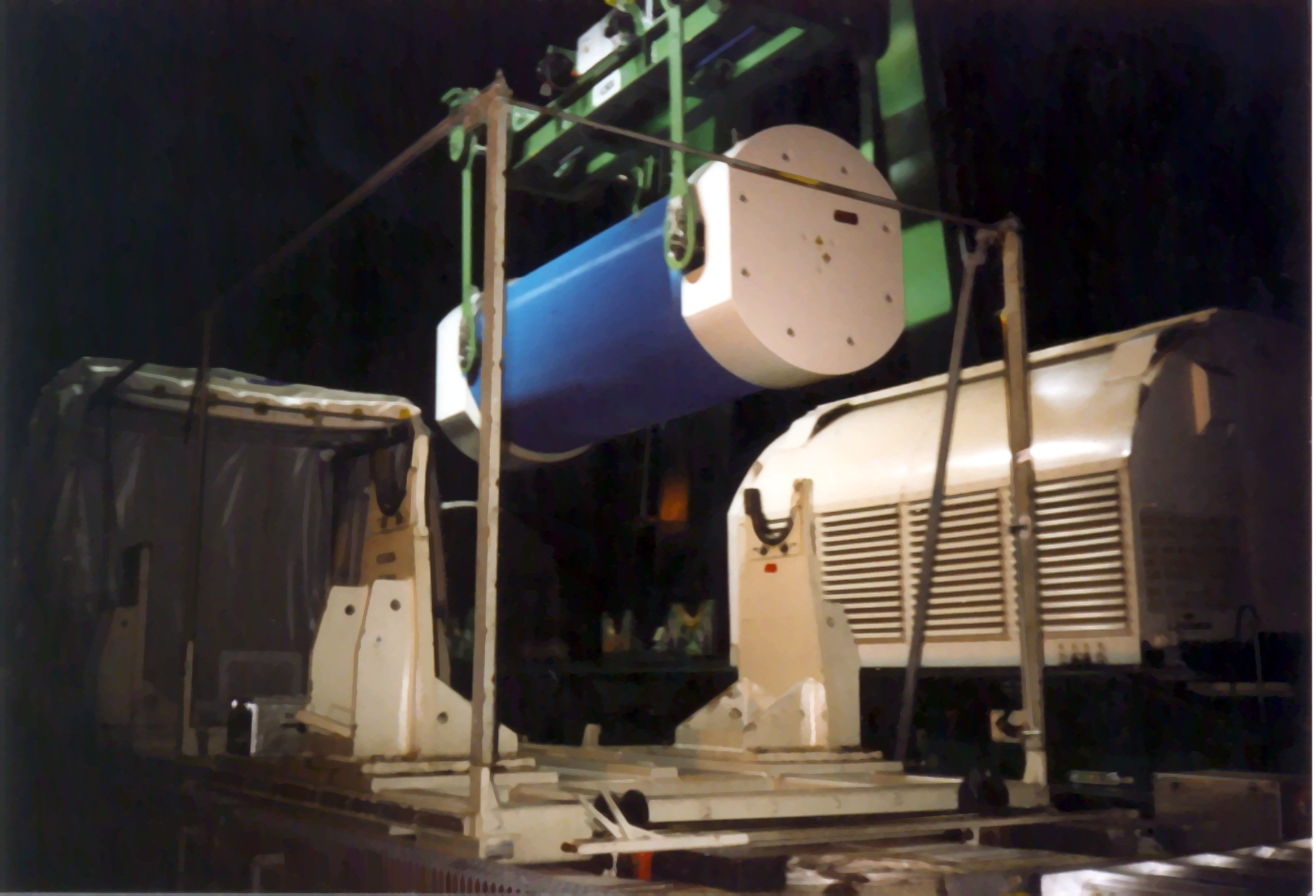
Verladung eines Castor-Behälters im März 2001 in Dannenberg; 10. Castortransport nach Gorleben/Wendland

Seit Inbetriebnahme der ersten kommerziellen Kernkraftwerke (USA 1956, Deutschland 1962) wurden in den nachfolgenden Jahrzehnten verschiedenste Endlagerkonzepte für radioaktive Stoffe vorgeschlagen, unter denen nur die Einlagerung in tiefe geologische Formationen als sicher und innerhalb überschaubarer Fristen realisierbar erschien und weiterverfolgt wurde. Wegen der großen Aktivität der kurzlebigen Spaltprodukte werden verbrauchte Brennelemente zunächst nur unter Wasser gehandhabt, sie werden mehrere Jahre in einem Abklingbecken verwahrt. Das Wasser dient einerseits zur Kühlung, andererseits schirmt das Wasser einen großen Teil der emittierten Strahlung ab. Danach schließt sich entweder eine Wiederaufarbeitung oder eine jahrzehntelange Zwischenlagerung an. Auch Abfälle aus der Wiederaufarbeitung müssen zwischengelagert werden, bis die Wärmeentwicklung so weit zurückgegangen ist, dass eine Endlagerung möglich ist. Castoren sind Spezialbehälter zur Lagerung und zum Transport hochradioaktiver Materialien. Ihre maximal zulässige Dosisleistung ist 0,35 mSv/h, wovon maximal 0,25 mSv/h durch Neutronenstrahlung verursacht sind. Die Sicherheit dieser Transportbehälter wird seit 1980 alle drei Jahre auf dem International Symposium on the Packaging and Transportation of Radioactive Materials PATRAM diskutiert.
Nach diversen Versuchen, wie dem Erkundungsbergwerk Gorleben oder der Schachtanlage Asse, erarbeitete in den Jahren 1999 bis 2002 ein Arbeitskreis Auswahlverfahren Endlagerstandorte (AkEnd) Empfehlungen für ein neues Auswahlverfahren für Endlagerstandorte. In Deutschland wurden 2013 das Standortauswahlgesetz und am 23. März 2017 das Gesetz zur Fortentwicklung der Standortsuche beschlossen. Ein geeigneter Standort soll in ganz Deutschland gesucht und bis 2031 ausfindig gemacht werden. Grundsätzlich kommen für einen Endlagerstandort die Gesteinsarten Kristallin (Granit), Salz oder Ton in Frage. Den „idealen“ Standort wird es nicht geben. Gesucht wird nach dem „bestmöglichen“ Standort. Bergbaugebiete und Gegenden, in denen Vulkane aktiv waren oder die Gefahr von Erdbeben besteht, sind ausgeschlossen. International befürworten Fachleute eine Lagerung in Gesteinsschichten mehrere hundert Meter unter der Erdoberfläche. Hierzu wird ein Endlagerbergwerk errichtet und die Abfälle werden eingelagert. Danach wird es dauerhaft verschlossen. Geologische und technische Barrieren, die die Abfälle umschließen, sollen sie über Jahrtausende sicher abschirmen. 300 Meter Gestein sollen zum Beispiel das Endlager von der Erdoberfläche trennen. Eine 100 Meter starke Schicht aus Granit, Salz oder Ton muss es umgeben. Mit der Einlagerung der ersten Abfälle wird nicht vor 2050 gerechnet.
Das Bundesamt für kerntechnische Entsorgungssicherheit (BfE) nahm am 1. September 2014 seine Tätigkeit auf. Das Aufgabenfeld umfasst Aufgaben der kerntechnischen Sicherheit, der nuklearen Entsorgungssicherheit, des Standortauswahlverfahrens einschließlich der Forschungstätigkeit auf diesen Gebieten und später weitere Aufgaben auf dem Gebiet der Zulassung und Aufsicht von Endlagern.
In den USA wurde zunächst Yucca Mountain als Endlagerstätte ausgewählt, dieses Vorhaben jedoch im Februar 2009 einstweilen gestoppt. Der Yucca Mountain war Ausgangspunkt einer Untersuchung zur Atomsemiotik.

### Atomsemiotik

Versuch einer verständlicheren Warnung vor radioaktiver Strahlung (ISO 21482, seit 2007)

Durch den Betrieb von Kernkraftwerken und anderen kerntechnischen Einrichtungen werden radioaktive Stoffe in Mengen erzeugt, deren gesundheitliche Auswirkungen noch in Tausenden von Jahren tödlich sein können. Es gibt keine Einrichtung, die in der Lage ist, über solche Zeiträume das notwendige Wissen über die Gefahren zu erhalten und sicherzustellen, dass entsprechende Warnungen vor Gefahren des Atommülls in atomaren Endlagern in ferner Zukunft von der Nachwelt verstanden werden. Selbst die mit entsprechenden Warnhinweisen versehenen Kapseln des Radionuklids Cobalt-60 (siehe oben) blieben vor wenigen Jahren unbeachtet, was nach ihrer unsachgemäßen Entsorgung zur Öffnung dieser Kapseln geführt und tödliche Folgen verursacht hat. Die Zeitdimensionen übersteigen die bisherigen menschlichen Maßstäbe. Man denke an die nur etwa 5000 Jahre alte Keilschrift (vor rund 150 Menschen-Generationen), die nur nach langer Forschungstätigkeit und auch nur von Experten verstanden wird. In den USA begann die Forschung zur Entwicklung einer Atomsemiotik im Jahr 1981, im deutschsprachigen Raum wurde dazu durch Roland Posner (1942–2020) von der Arbeitsstelle für Semiotik der Technischen Universität Berlin 1982/83 gearbeitet. Für die USA wurde der zeitliche Horizont für entsprechende Warnmarkierungen auf 10.000 Jahre festgelegt, später, wie auch in Deutschland, für einen Zeitraum von einer Million Jahren, was rund 30.000 (Menschen)-Generationen entspräche. Bis heute wurde keine befriedigende Lösung für das Problem gefunden.

## Strahlenschutz bei Flügen

### Höhenstrahlung
Im Jahr 1912 entdeckte Victor Franz Hess (1883–1964) die (sekundäre) kosmische Strahlung mithilfe von Ballonfahrten in der Erdatmosphäre. Er erhielt dafür 1936 den Nobelpreis für Physik. Auch er gehörte zu den „Märtyrern“ der frühen Strahlenforschung und musste sich auf Grund erlittener Radiumverbrennungen einer Daumenamputation und einer Operation am Kehlkopf unterziehen. In den USA und der Sowjetunion wurden vor 1960 Ballonfahrten in Höhen bis etwa 30 km mit anschließenden Fallschirmsprüngen aus der Stratosphäre unternommen, um die Belastungen zu untersuchen, denen der Mensch im Weltraum unter anderem durch kosmische Strahlung ausgesetzt ist. Bekannt wurden insbesondere die amerikanischen Projekte Manhigh und Excelsior mit Joseph Kittinger (1928–2022), aber auch der sowjetische Springer Jewgeni Andrejew (1926–2000) stellte neue Rekorde auf.

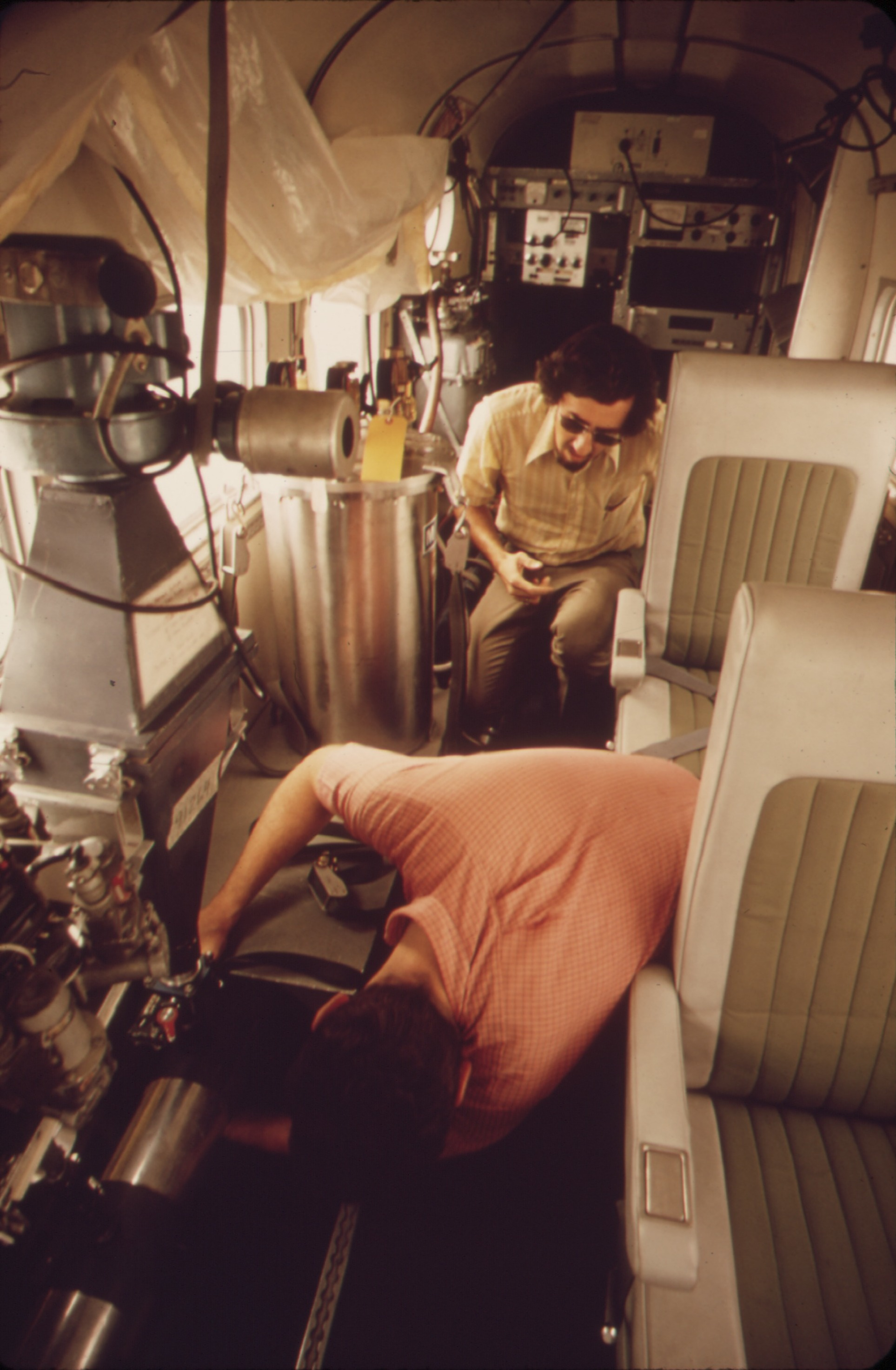
Messung der Höhenstrahlung in einem Flugzeug der im Jahre 1970 gegründeten Environmental Protection Agency (EPA), Las Vegas National Research Center, einer US-Behörde zum Schutz der Umwelt, 1972

Energiereiche Strahlung aus dem Weltall tritt in großen Höhen erheblich stärker in Erscheinung als auf Meeresniveau. Die Strahlenexposition für fliegendes Personal und Flugreisende ist deshalb erhöht. Die Internationale Strahlenschutzkommission (englisch International Commission on Radiological Protection, ICRP) legte Empfehlungen über Dosisgrenzwerte vor, die 1996 in europäisches Recht und 2001 in die deutsche Strahlenschutzverordnung übernommen wurden. Insbesondere bei Flügen in den Polarregionen beziehungsweise über die Polroute ist die Strahlenbelastung besonders hoch. Die mittlere effektive Jahresdosis des Luftfahrtpersonals betrug 2015 1,9 mSv, 2016 2,0 mSv. Der höchste Jahrespersonendosiswert lag 2015 bei 5,7 mSv, 2016 bei 6,0 mSv. Die Kollektivdosis für das Jahr 2015 betrug etwa 76 Personen-Sv. Damit zählt das fliegende Personal bezüglich der Kollektivdosis und der mittleren Jahresdosis zu den am höchsten strahlenexponierten Berufsgruppen Deutschlands. Zu dieser Gruppe zählen auch Vielflieger, wobei Thomas Stuker den „Rekord“ – auch an Strahlenbelastung – hält, indem er von 1982 bis zum Sommer 2011 mit 5.900 Flügen die 10-Millionen-Meilen-Grenze bei MileagePlus von United Airlines erreicht hat. Inzwischen überschritt er 2017 die 18-Millionen-Meilen-Grenze.
An der Universität Siegen und am Helmholtz Zentrum München wurde das Programm EPCARD (englisch European Program Package for the Calculation of Aviation Route Dose ‚Europäisches Programmpaket zur Bestimmung der Exposition von Passagieren bzw. fliegenden Personals durch kosmische Strahlung‘) entwickelt, mit dessen Hilfe auf beliebigen Flugrouten und Flugprofilen die Dosis aus allen Komponenten der natürlichen durchdringenden kosmischen Strahlung berechnet werden kann.

### Strahlenschutz im Weltraum

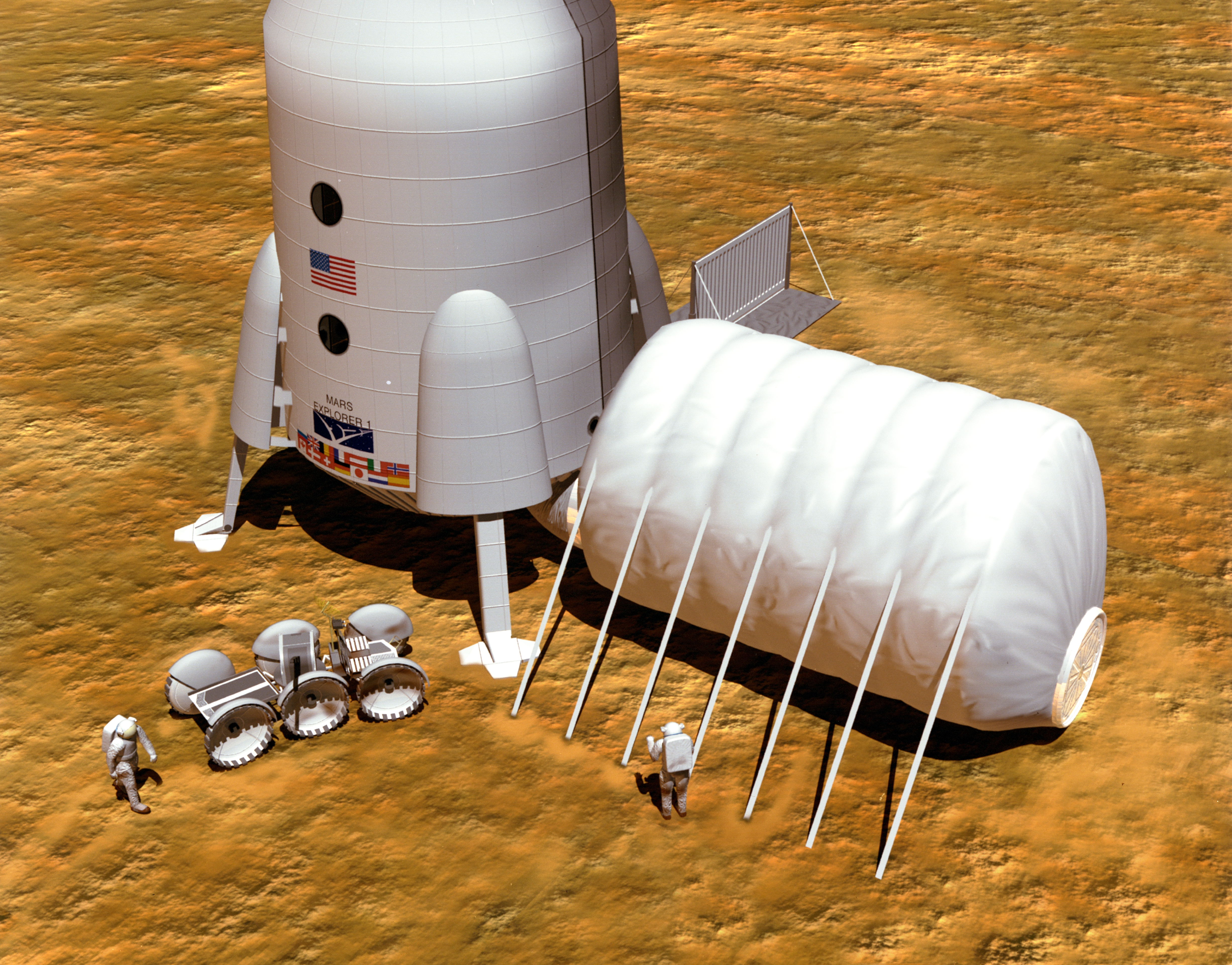
NASA-Entwurf einer Raumstation auf dem Mars zum Schutz vor radioaktiver Strahlung bei der Marskolonisation. Die notwendigen Materialien zum Bau wären auf dem Mars vorhanden.

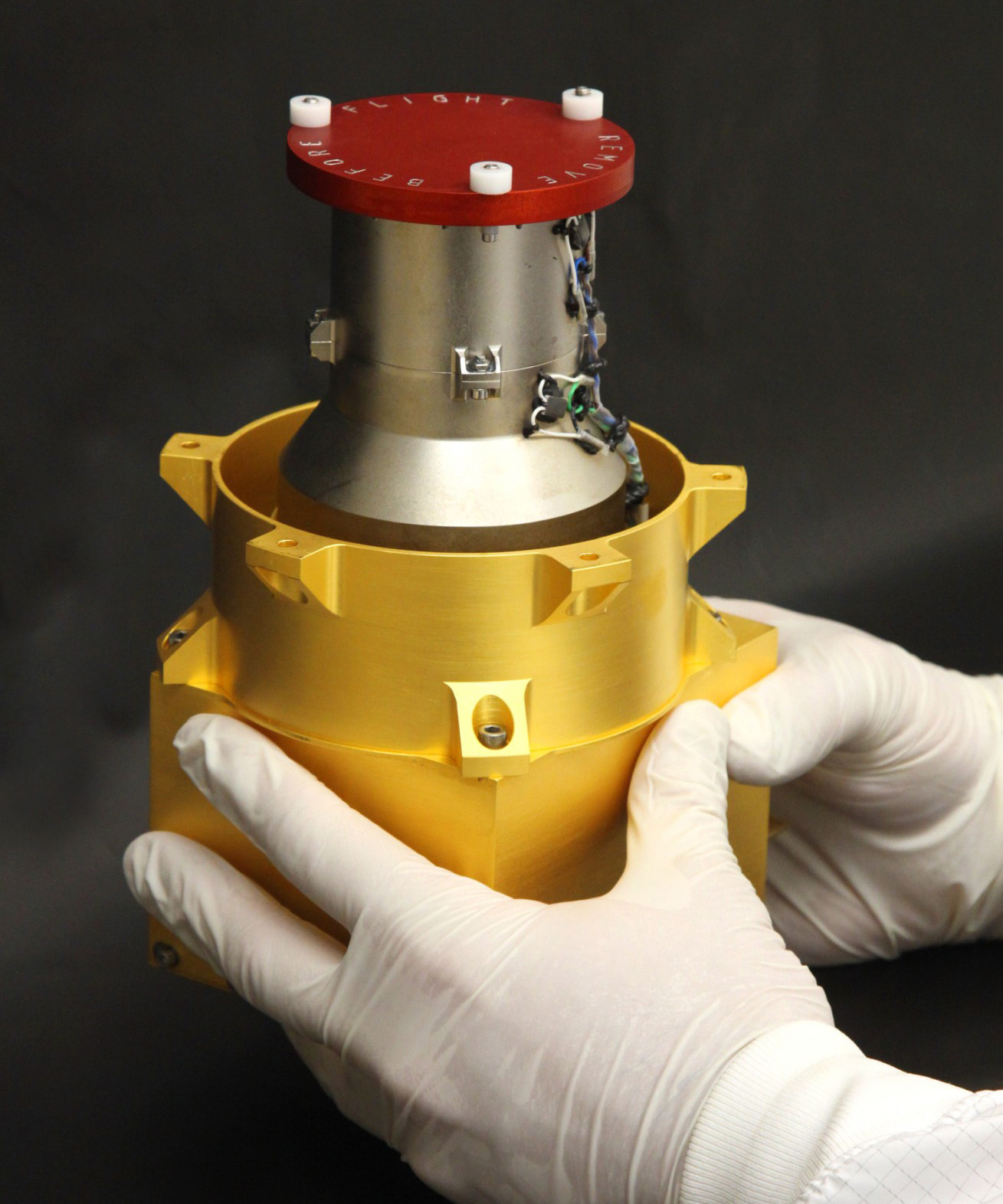
Radiation Assessment Detector

Bei den ersten bemannten Weltraumflügen bis hin zur ersten Mondlandung und der Errichtung der Internationalen Raumstation (ISS) musste der Strahlenschutz mitbedacht werden. Raumanzüge für Außenbordarbeiten sind an der Außenseite mit Aluminium beschichtet, das größtenteils gegen die kosmische Strahlung schützt. Das größte internationale Forschungsvorhaben zur Bestimmung der effektiven Dosis beziehungsweise der effektiven Äquivalentdosis war das Matroschka-Experiment im Jahre 2010, das nach den Matrjoschkas, den gleichnamigen russischen ineinander schachtelbaren Holzpuppen, benannt wurde, da ein in Scheiben zerlegbares, menschengroßes Phantom verwendet wird. Im Rahmen von Matroschka wurde erstmals ein anthropomorphes {gewebeäquivalentes} Phantom an der Außenseite der Raumstation exponiert, um somit einen Astronauten, der einen Außenbordeinsatz („Weltraumspaziergang“) unternimmt, zu simulieren und dessen Strahlenexposition zu bestimmen. Ebenso muss die Mikroelektronik bei Satelliten vor der Strahlung geschützt werden.
Japanische Wissenschaftler der Japan Aerospace Exploration Agency (JAXA) haben mit ihrer Mondsonde Kaguya auf dem Mond eine riesige Höhle entdeckt, die bei künftigen Mondlandungen Astronauten Schutz vor gefährlicher Strahlung bieten könnte, insbesondere bei der geplanten Zwischenlandung einer Marsmission.
Im Rahmen einer bemannten Mars-Mission müssen die Raumfahrer vor kosmischer Strahlung geschützt werden. Während der Marsmission von Curiosity wurde ein Radiation Assessment Detector (RAD) zur Messung der Strahlenbelastung eingesetzt. Die ermittelte Strahlenbelastung von 1,8 Millisievert pro Tag ergab sich hauptsächlich durch die permanent vorhandene hochenergetische galaktische Teilchenstrahlung. Die von der Sonne ausgehende Strahlung war dagegen während des Fluges von Curiosity zum Mars für lediglich etwa drei bis fünf Prozent der gemessenen Strahlenwerte verantwortlich. Auf dem Weg zum Mars konnte das RAD-Instrument insgesamt fünf größere Strahlungsevents nachweisen, welche durch Sonneneruptionen verursacht wurden. Zum Schutz der Astronauten soll zukünftig als Energieschild eine Blase aus Plasma das Raumschiff umgeben und mit ihrem Magnetfeld dafür sorgen, dass die Besatzung vor der kosmischen Strahlung geschützt wird. Damit ließe sich der mehrere Zentimeter dicke und entsprechend schwere Strahlenschutzschild herkömmlicher Bauart vermeiden. Im Projekt Space Radiation Superconducting Shield (SR2S, deutsch ‚Supraleitende Abschirmung vor kosmischer Strahlung‘), das im Dezember 2015 abgeschlossen wurde, fand man Magnesiumdiborid als brauchbares Material, um ein geeignetes magnetisches Kraftfeld zu erzeugen.

## Entwicklung messtechnischer Grundlagen des Strahlenschutzes

### Dosimeter
Dosimeter sind Messgeräte zur Messung der Strahlendosis – als Energiedosis oder Äquivalentdosis – und daher wichtiger Eckpfeiler bei der Gewährleistung des Strahlenschutzes.

#### Filmdosimeter

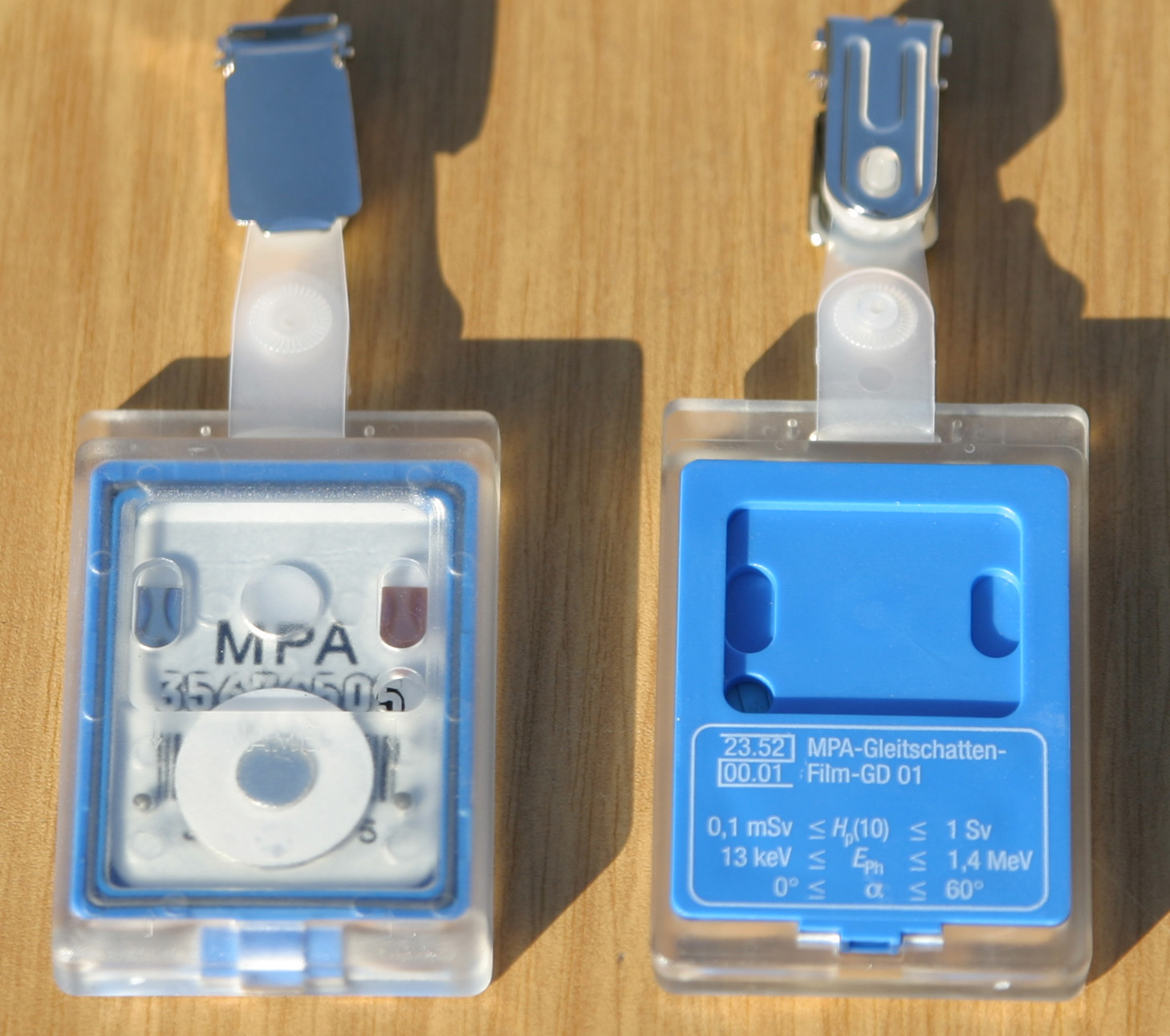
Filmdosimeter

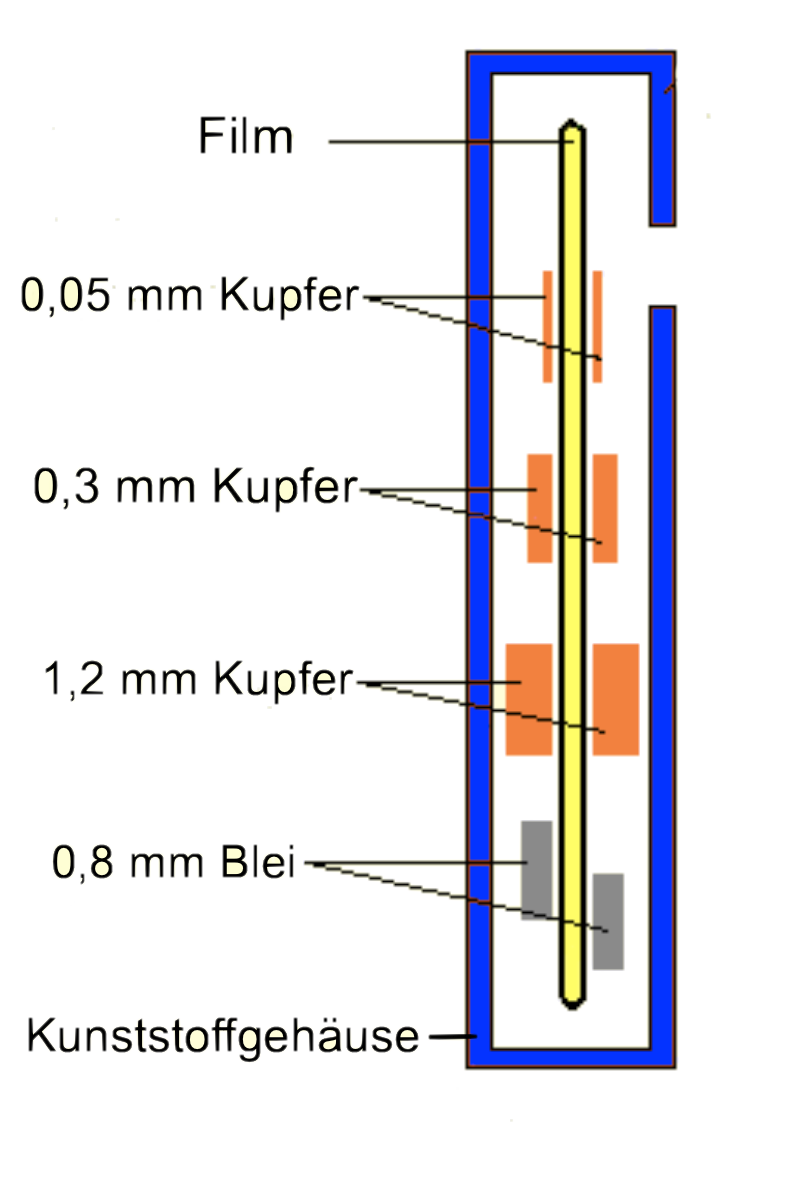
Schematischer Aufbau eines Filmdosimeters

Auf der Tagung der American Roentgen Ray Society im Oktober 1907 berichtete Rome Vernon Wagner, ein Röntgenröhrenhersteller, er habe begonnen, eine photographische Platte in seiner Tasche zu tragen und diese jeden Abend zu entwickeln. So könne er feststellen, wie viel Strahlung er ausgesetzt war. Dies war der Vorläufer des Filmdosimeters. Seine Bemühungen erfolgten zu spät, denn er hatte bereits Krebs entwickelt und starb ein halbes Jahr nach der Tagung.
In den 1920er Jahren wurde die Filmdosimetrie für die routinemäßige Personalüberwachung eingeführt, an der der Physikochemiker John Eggert (1891–1973) maßgeblich beteiligt war. Sie wurde seitdem sukzessive verbessert, insbesondere wurde die Auswertetechnik seit den 1960er Jahren automatisiert. Gleichzeitig wurden von Hermann Joseph Muller (1890–1967) Mutationen als genetische Folgen von Röntgenstrahlen entdeckt, wofür er 1946 mit dem Nobelpreis ausgezeichnet wurde. Im gleichen Zeitraum wurde das Röntgen (R) als Einheit für die quantitative Messung der Strahlenexposition eingeführt.
Ein Filmdosimeter ist in mehrere Segmente aufgeteilt. In jedem Segment wird der in seinem Inneren befindliche licht- beziehungsweise strahlenempfindliche Film von Kupfer- und Bleischichten unterschiedlicher Dicke umgeben. Je nach Durchdringungsgrad der Strahlung wird das jeweilige Segment gar nicht oder unterschiedlich stark geschwärzt. Die Wirkung der im Laufe der Messzeit aufgenommenen Strahlung addiert sich, aus der Schwärzung kann auf die Strahlendosis geschlossen werden. Für die Auswertung existieren Richtlinien. Diejenigen für Deutschland sind 1994 erlassen und am 8. Dezember 2003 zuletzt aktualisiert worden.

#### Teilchen- und Quantendetektoren

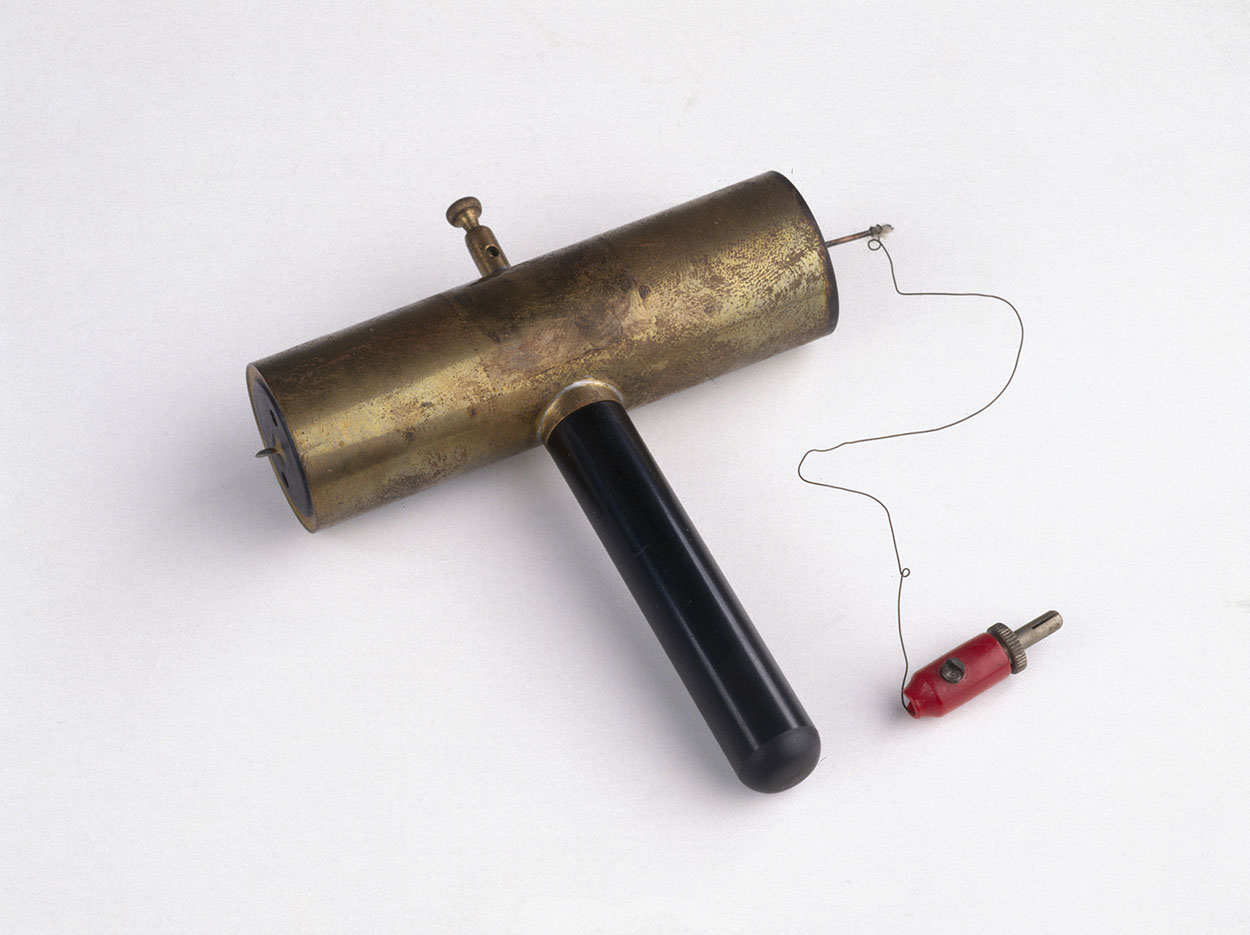
Geigerzähler, 1932. Science Museum, London.

Mit der Erfindung des Zählrohrs durch Geiger im Jahr 1913, aus dem 1928 das Geiger-Müller-Zählrohr hervorging – benannt nach den Physikern Hans Geiger (1882–1945) und Walther Müller (1905–1979) – ließen sich die einzelnen Teilchen oder Quanten ionisierender Strahlung nachweisen und messen. Auch später entwickelte Detektoren wie Proportionalzähler oder Szintillationszähler, die nicht nur zum „Zählen“, sondern auch zur Energiemessung und zur Unterscheidung von Strahlenarten dienen, wurden für den Strahlenschutz wichtig. Die Szintillationsmessung ist eine der ältesten Messmethoden zum Nachweis von ionisierender Strahlung oder Röntgenstrahlung; ursprünglich wurde ein Zinksulfidschirm in den Strahlengang gehalten und die Szintillationsereignisse entweder als Blitze gezählt oder im Fall der Röntgendiagnostik als Bild betrachtet. Ein als Spinthariskop bezeichneter Szintillationszähler wurde 1903 von William Crookes (1832–1919) entwickelt und von Ernest Rutherford (1871–1937) zur Untersuchung der Streuung von α-Teilchen an Atomkernen eingesetzt.

#### Thermolumineszenzdosimeter

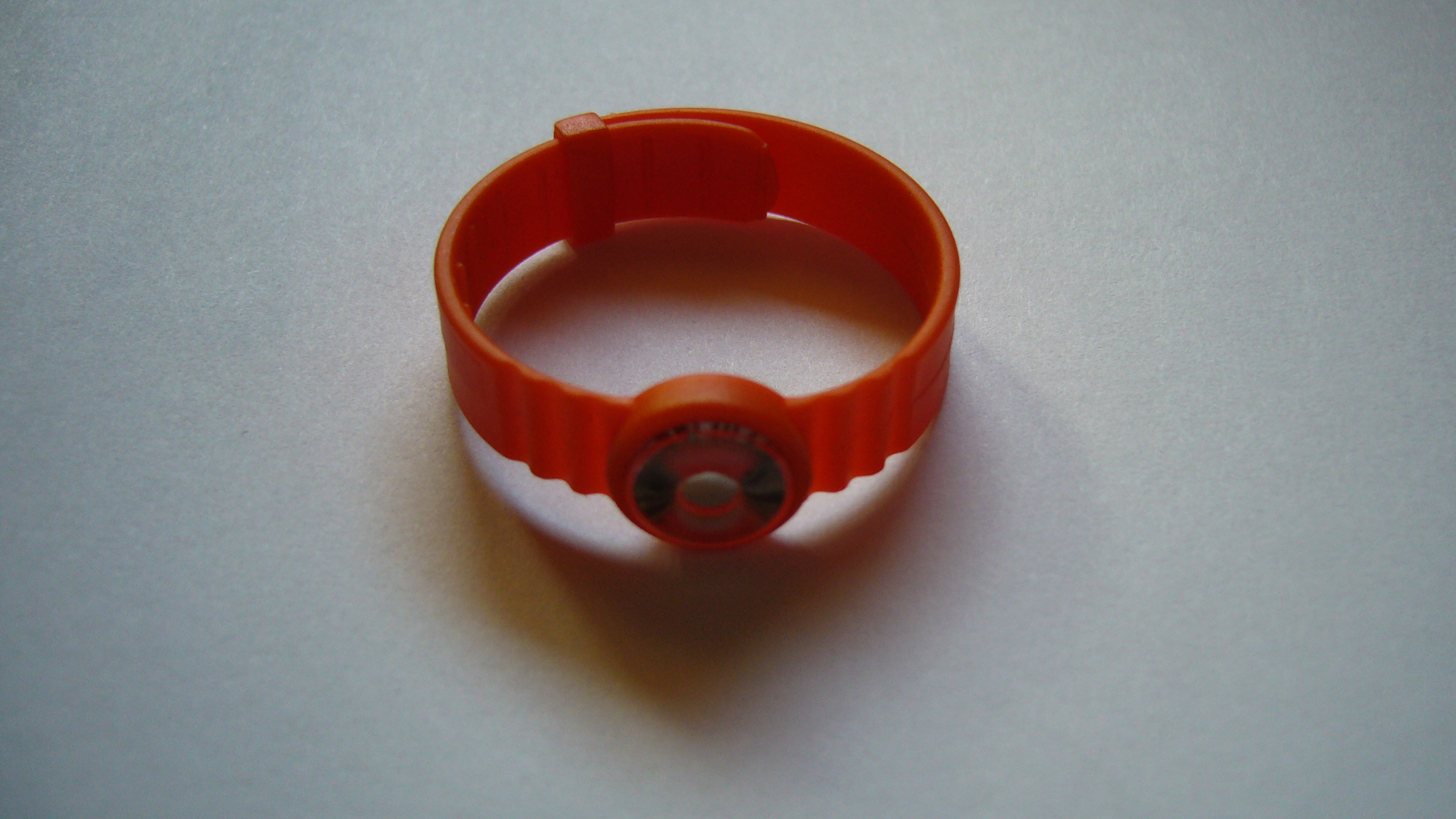
Thermolumineszenzdosimeter in Form eines Fingerrings zur Messung der Strahlenexposition an Fingern und Händen

Bereits 1950 war Lithiumfluorid in den USA von Farrington Daniels (1889–1972), Charles A. Boyd und Donald F. Saunders (1924–2013) für die Festkörperdosimetrie mittels Thermolumineszenzdosimeter vorgeschlagen worden. Die Intensität des Thermolumineszenzlichts ist proportional zu der Menge der zuvor absorbierten Strahlung. Diese Art der Dosimetrie wird seit 1953 unter anderem bei der Behandlung von Krebspatienten eingesetzt und überall dort verwendet, wo Personen beruflich strahlenexponiert sind. Dem Thermolumineszenzdosimeter folgte die OSL-Dosimetrie, die nicht auf Wärme, sondern auf einer optisch stimulierten Lumineszenz beruht und von Zenobia Jacobs und Richard Roberts an der University of Wollongong (Australien) entwickelt wurde. Der Detektor gibt die gespeicherte Energie in Form von Licht wieder ab. Die mit Photomultipliern gemessene Lichtleistung ist dann ein Maß für die Dosis.

### Ganzkörperzähler
Ganzkörperzähler dienen seit 2003 im Strahlenschutz zur Überwachung der Aufnahme (Inkorporation) von Radionukliden bei Menschen, die mit gammastrahlenden offenen radioaktiven Stoffen umgehen und eventuell durch die Nahrung, durch das Einatmen von Stäuben und Gasen oder über offene Wunden kontaminiert sind. (α- und β-Strahler sind damit nicht messbar).

### Prüfkörper

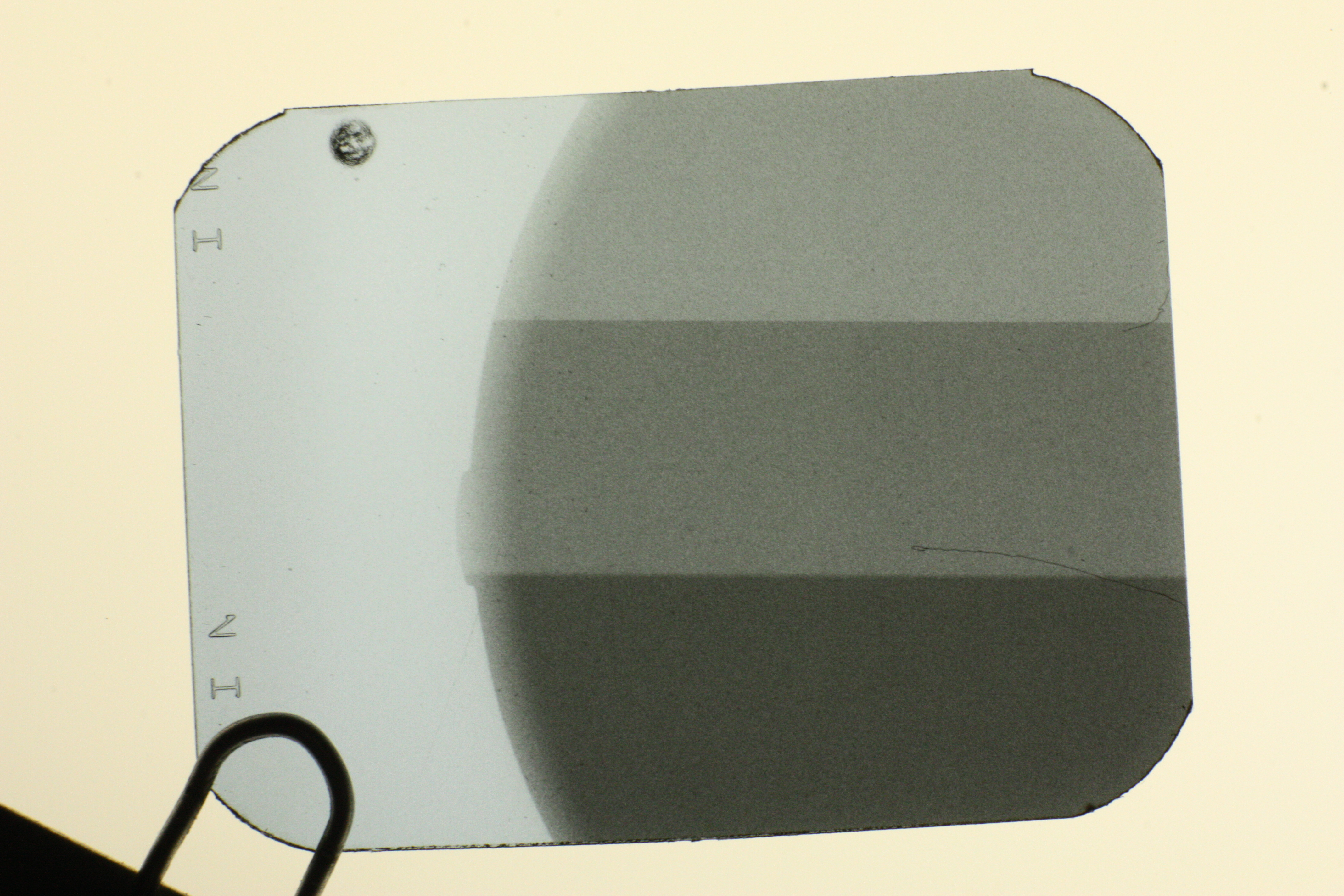
Konstanzprüfung einer zahnärztlichen Röntgenaufnahme mittels eines Prüfkörpers. Die Schwärzungsgrade werden in regelmäßigen Prüfabständen mit der Uraufnahme verglichen.

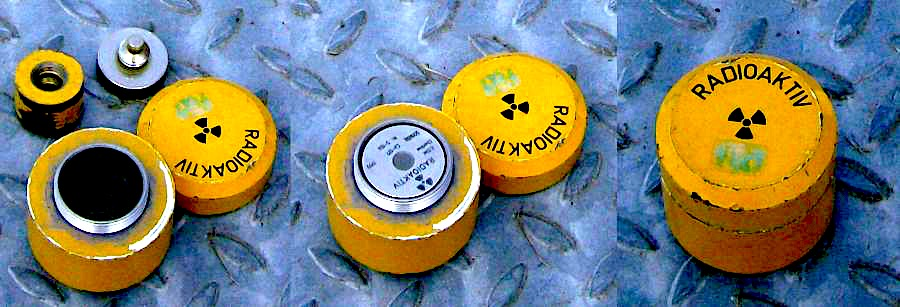
^{137}Cs-Prüfstrahler. Der radioaktive Stoff befindet sich in den beiden metallisch glänzenden Körpern, den umschlossenen Strahlern. Die gelben Hüllen sind Transportbehälter aus Blei.

Bei der Konstanzprüfung erfolgt eine Überprüfung von Bezugswerten im Rahmen der Qualitätssicherung in der Röntgendiagnostik, der nuklearmedizinischen Diagnostik und der Strahlentherapie. Es ist in den jeweiligen nationalen Bestimmungen festgelegt, welche Parameter zu prüfen sind, welche Grenzwerte einzuhalten sind, welche Prüfverfahren anzuwenden und welche Prüfkörper zu benutzen sind. In Deutschland fordern die Richtlinie Strahlenschutz in der Medizin und die einschlägige DIN-Norm 6855 in der Nuklearmedizin regelmäßige (zum Teil arbeitstägliche) Konstanzprüfungen. Zur Prüfung des Ansprechvermögens von Sonden-Messplätzen sowie von In-vivo- und In-vitro-Messplätzen werden Prüfstrahler eingesetzt. Vor Beginn der Untersuchungen sind arbeitstäglich die Untergrundzählrate und die Einstellung des Energiefensters, mindestens einmal wöchentlich die Einstellungen und die Ausbeute bei reproduzierbarer Geometrie mit einem geeigneten Prüfstrahler, beispielsweise 137Caesium, zu überprüfen (DIN 6855-1). Die Bezugswerte der Konstanzprüfung werden bei der Abnahmeprüfung festgelegt.
Für medizinische Röntgenbilder sind kompakte Prüfkörper erst 1982 entstanden. Zuvor diente oftmals der Patient selbst als Objekt zur Anfertigung von Röntgentestaufnahmen. Prototypen eines solchen Röntgenphantoms mit integrierten Strukturen sind von Thomas Bronder an der Physikalisch-Technischen Bundesanstalt entwickelt worden.
Ein Wasserphantom ist ein mit destilliertem Wasser gefüllter Plexiglasbehälter, der stellvertretend für lebendes Gewebe zur Überprüfung von in der Strahlentherapie verwendeten Elektronen-Linearbeschleunigern verwendet wird. Überprüfungen mittels Wasserphantom müssen nach den gesetzlichen Vorschriften etwa im Abstand von drei Monaten durchgeführt werden, damit sichergestellt ist, dass die am Therapiegerät gemäß der Bestrahlungsplanung vorgesehene Strahlungsleistung auch tatsächlich in dieser Stärke auftritt.
Als Röntgenphantom hat sich das von Samuel W. Alderson (1914–2005) erfundene Alderson-Rando-Phantom zum Standard entwickelt. Es folgte das Alderson-Radio-Therapy-Phantom (ART), das er 1967 zum Patent angemeldet hat. Das ART-Phantom ist horizontal in 2,5 cm dicke Scheiben geschnitten. Jede Scheibe weist Löcher auf, die mit knochenäquivalenten, weichgewebeäquivalenten oder lungengewebeäquivalenten Stiften verschlossen sind, die durch Thermolumineszenzdosimeter ersetzt werden können. Alderson ist auch als Erfinder des Crashtest-Dummys in die Historie eingegangen.

### Dosisrekonstruktion mit ESR-Spektroskopie von Milchzähnen
Nach Unfällen oder unsachgemäßer Anwendung und Entsorgung von Strahlenquellen ist eine nicht unerhebliche Anzahl von Personen radioaktiver Strahlung in unterschiedlichem Ausmaß ausgesetzt. Radioaktivitäts- und Ortsdosismessungen reichen nicht aus, um Strahlenfolgen vollumfänglich einschätzen zu können. Zur retrospektiven Ermittlung der individuellen Strahlendosis werden Messungen an Zähnen, demnach an biologischen, körpereigenen Materialien, durchgeführt. Der Zahnschmelz ist zum Nachweis von ionisierender Strahlung wegen seines hohen mineralischen Gehalts (Hydroxylapatit) besonders geeignet, was durch die Forschungen von John M. Brady, Norman O. Aarestad und Harold M. Swartz seit 1968 bekannt ist. Die Messungen erfolgen an Milchzähnen – bevorzugt Backenzähnen – mittels Elektronenspinresonanz-Spektroskopie (ESR, englisch Electron paramagnetic resonance, EPR). Dabei wird in der mineralischen Zahnkomponente die durch ionisierende Strahlung erzeugte Konzentration an Radikalen gemessen. Durch die hohe Stabilität der Radikale kann diese Methode zur Dosimetrie von lange zurückliegenden Expositionen verwendet werden.

### Dosisrekonstruktion mittels biologischer Dosimetrie
In Ergänzung zur physikalischen Dosimetrie ermöglicht seit etwa 1988 die biologische Dosimetrie eine individuelle, personenbezogene Dosisrekonstruktion ionisierender Strahlung. Es finden immer wieder Strahlenexpositionen statt, ohne dass eine physikalische Dosiskontrolle durchgeführt worden ist. Dieses gilt vor allem für unvorhergesehene, unfallartige Strahlenexpositionen. Dafür werden biologische Marker verwendet, insbesondere zytogenetische Marker in den Lymphozyten des Blutes. Techniken zur Erfassung von Strahlenschäden sind die Analyse von dizentrischen Chromosomen nach einer akuten Strahlenexposition. Dizentrische Chromosomen sind das Ergebnis einer fehlerhaften Reparatur von Chromosomenbrüchen in zwei Chromosomen. Sie haben zwei Centromere und nicht wie ungeschädigte Chromosomen nur eines. Symmetrische Translokationen (Fluoreszenz-in-situ-Hybridisierung, FISH) werden nach chronischer oder länger zurückliegender Bestrahlung angewandt. Zur Messung der akuten Exposition stehen daneben der Mikrokerntest und der PCC-Assay (englisch Premature Chromosome Condensation ‚Prämature Chromosomenkondensation‘) zur Verfügung.

## Messgrößen und Einheiten
Grundsätzlich ist eine Reduzierung der Belastung des menschlichen Organismus mit ionisierender Strahlung auf null nicht möglich und vielleicht auch gar nicht sinnvoll. An die natürliche Radioaktivität ist der menschliche Organismus seit Jahrtausenden gewöhnt und letztlich löst diese auch Mutationen (Veränderung des Erbgutes) aus, die Ursache für die Entwicklung des Lebens auf der Erde sind. Die mutationsauslösende Wirkung energiereicher Strahlung wurde erstmals 1927 von Hermann Joseph Muller (1890–1967) nachgewiesen.
Das United Nations Scientific Committee on the Effects of Atomic Radiation, verabschiedete drei Jahre nach ihrer Gründung 1958 – insbesondere auf Betreiben der Sowjetunion – die lineare Dosis-Wirkung-Beziehung ohne Schwellenwert – Linear No-Threshold (LNT-Modell). Die bei hohen Dosen gemessene Dosis-Wirkung-Beziehung wurde linear hin zu kleinen Dosen extrapoliert. Es gäbe keinen Schwellenwert, da schon kleinste Mengen ionisierender Strahlung irgendeinen biologischen Effekt auslösen würden. Das LNT-Modell ignoriert nicht nur die eventuelle Strahlenhormesis, sondern auch die wohlbekannte Fähigkeit der Zellen, Erbgutschäden zu reparieren, sowie die Fähigkeit des Organismus, beschädigte Zellen zu entfernen. John W. Gofman (1918–2007) und Arthur R. Tamplin von der University of California, Berkeley führten zwischen 1963 und 1969 eine Forschungsarbeit im Auftrag der United States Atomic Energy Commission (USAEC, 1946–1974) durch, in der sie Zusammenhänge zwischen Strahlendosen und Krebsfällen untersuchten. Ihre Ergebnisse lösten ab 1969 heftige Kontroversen in den USA aus. Ernest J. Sternglass, Radiologe an der University of Pittsburgh publizierte ab 1970 mehrere Untersuchungen, in denen er die Auswirkung radioaktiver Strahlung im Zusammenhang mit Atomversuchen und in der Umgebung von Atomkraftwerken auf die Kindersterblichkeit beschrieb. 1971 setzte die UASEC dann die erlaubte maximale Strahlendosis um das 100-fache herunter. Nachfolgend wurde in der Kerntechnik nach dem Prinzip „As Low As Reasonably Achievable“ (ALARA) (deutsch so niedrig wie vernünftigerweise erreichbar) gearbeitet. Ein in sich schlüssiges Prinzip, so lange man davon ausgeht, dass es keinen Schwellenwert gibt und alle Dosen additiv wirksam sind. Inzwischen diskutiert man immer mehr einen Übergang zu „As High As Reasonably Safe“ (AHARS) (deutsch so hoch, wie sicherheitstechnisch erforderlich). Für die Frage der Evakuierung nach Unfällen erscheint ein Übergang zu AHARS zwingend erforderlich. Sowohl im Falle Tschernobyl als auch im Falle Fukushima wurde durch überhastete, schlecht organisierte und schlecht kommunizierte Evakuierung psychischer und physischer Schaden bei Betroffenen ausgelöst – im Falle Fukushima inklusive dokumentierter Todesfälle. Diese Schäden sind nach einigen Schätzungen höher als bei nicht erfolgter Evakuierung zu erwarten gewesen wären. Stimmen wie Geraldine Thomas ziehen daher derartige Evakuierungen grundsätzlich in Zweifel und fordern – soweit möglich – zum Übergang zu shelter-in-place auf.

### Energiedosis und Äquivalentdosis
Der britische Physiker und Radiologe sowie Begründer der Strahlenbiologie Louis Harold Gray (1905–1965) hat in den 1930er Jahren die Einheit Rad (Akronym für englisch radiation absorbed dose ‚absorbierte Strahlendosis‘) für die Energiedosis eingeführt, die 1978 nach ihm als Einheit Gray (Gy) umbenannt wurde. Ein Gray ist eine massenspezifische Größe und entspricht der Energie von einem Joule, die von einem Kilogramm Körpergewicht aufgenommen wird. Eine akute Ganzkörperexposition von mehr als vier Gy ist für den Menschen in der Regel tödlich.
Die verschiedenen Strahlungsarten ionisieren unterschiedlich stark. Ionisation heißt jeder Vorgang, bei dem aus einem Atom oder Molekül ein oder mehrere Elektronen entfernt werden, so dass das Atom oder Molekül als positiv geladenes Ion (Kation) zurückbleibt. Jeder Strahlungsart wird daher ein dimensionsloser Wichtungsfaktor zugeordnet, der ihre biologische Wirksamkeit ausdrückt. Bei Röntgen-, Gamma- und Betastrahlung liegt der Faktor bei eins, Alphastrahlung erreicht einen Faktor von zwanzig, bei Neutronenstrahlung liegt er je nach Energie zwischen fünf und zwanzig.
Multipliziert man die Energiedosis in Gy mit dem Wichtungsfaktor, erhält man die Äquivalentdosis, angegeben in Sievert (Sv). Sie ist nach dem schwedischen Mediziner und Physiker Rolf Maximilian Sievert (1896–1966) benannt. Sievert war der Begründer der Strahlenschutz-Forschung und entwickelte 1929 die Sievert-Kammer, um die Intensität von Röntgenstrahlen zu messen. Er gründete die International Commission on Radiation Units and Measurements (ICRU; deutsch Internationale Kommission für Strahlungseinheiten und Messung) und wurde später Vorsitzender der Internationalen Strahlenschutzkommission (englisch International Commission on Radiological Protection, ICRP). ICRU und ICRP geben unterschiedlich definierte Wichtungsfaktoren an, die für umgebungsbezogene Messwerte (Qualitätsfaktor) bzw. für körperbezogene Angaben der Äquivalentdosis (Strahlungs-Wichtungsfaktor) gelten.
Auf den Körper bezogen ist der maßgebende Dosisbegriff die Organ-Äquivalentdosis (früher „Organdosis“). Das ist die über ein Organ gemittelte Äquivalentdosis. Mit organspezifischen Gewebe-Wichtungsfaktoren multipliziert und über alle Organe aufsummiert ergibt sich die effektive Dosis, die eine Dosisbilanz darstellt. Auf Umgebungsmessungen bezogen ist die Umgebungs-Äquivalentdosis oder Ortsdosis maßgebend. Deren Zunahme mit der Zeit wird als Ortsdosisleistung bezeichnet.
Schon bei sehr kleinen effektiven Dosen geht man heute von stochastischen Wirkungen aus (genetisches und Krebs-Risiko). Bei effektiven Dosen über 0,1 Sv kommt es auch zu deterministischen Wirkungen (Gewebeschädigungen bis zur Strahlenkrankheit bei sehr hohen Dosen). Entsprechend hohe Strahlendosen werden nur mehr in der Einheit Gy angegeben. Die natürliche Strahlenbelastung in Deutschland liegt deutlich unterhalb dieses Bereichs mit einer jährlichen mittleren effektiven Dosis von ca. 0,002 Sv.

### Toleranzdosis
Im Jahr 1931 hat das 1929 gegründete U.S. Advisory Committee on X-Ray and Radium Protection (ACXRP, heute: National Council on Radiation Protection and Measurements, NCRP) die Ergebnisse einer Studie über die sogenannte Toleranzdosis veröffentlicht, worauf ein wissenschaftlich begründeter Strahlenschutzleitfaden basierte. Sukzessive wurden die Expositionsgrenzwerte reduziert. 1936 betrug die Toleranzdosis 0,1 R/Tag. Die Einheit „R“ (das Röntgen), aus dem CGS-Einheitensystem, ist seit Ende 1985 veraltet. Seitdem ist die SI-Einheit der Ionendosis „Coulomb pro Kilogramm“.

### Relative biologische Wirksamkeit
Nach dem Zweiten Weltkrieg wurde der Begriff der Toleranzdosis durch den der maximal zulässigen Dosis ersetzt und das Konzept der relativen biologischen Wirksamkeit eingeführt. Der Grenzwert wurde 1956 durch die National Council on Radiation Protection & Measurements (NCRP) und die International Commission on Radiological Protection (ICRP, deutsch Internationale Strahlenschutzkommission) auf 5 rem (50 mSv) pro Jahr für Strahlenbeschäftigte und auf 0,5 rem pro Jahr für die allgemeine Bevölkerung festgesetzt. Die Einheit Rem als physikalische Maßeinheit der Strahlungsdosis (von englisch Roentgen equivalent in man ‚Röntgenäquivalent beim Menschen‘) wurde 1978 durch die Einheit Sv (Sievert) ersetzt. Hintergrund war der Aufstieg der Atomenergie und die damit verbundenen Gefahren. Vor 1991 wurde die Äquivalentdosis als Bezeichnung sowohl für die Dosismessgröße als auch für Körperdosen verwendet, die für den Verlauf und die Überlebenschancen bei der Strahlenkrankheit entscheidend ist. Mit der ICRP-Publikation 60 wurde für die Körperdosis der Strahlungswichtungsfaktor {\displaystyle w_{R}} eingeführt. Für Beispiele von Äquivalentdosen als Körperdosen siehe
- Größenordnung der Äquivalentdosis
- Größenordnung der Ortsdosisleistung.

### Bananenäquivalentdosis
Der Ursprung des Konzepts, eine Bananenäquivalentdosis (BÄD) als Vergleichsmaßstab zu verwenden, ist unbekannt. Gary Mansfield vom Lawrence Livermore National Laboratory fand im Jahr 1995 die Bananenäquivalentdosis (englisch Banana equivalent dose (BED)) sehr nützlich, um der Öffentlichkeit Strahlenrisiken zu erklären. Sie ist keine formal angewendete Dosisangabe.
Bei der Bananenäquivalentdosis betrachtet man die Dosis ionisierender Strahlung, der ein Mensch durch Verzehr einer Banane ausgesetzt wird. Bananen enthalten Kalium. Natürliches Kalium besteht zu 0,0117 % aus dem radioaktiven Isotop 40K (Kalium-40) und hat eine spezifische Aktivität von 30.346 Becquerel pro Kilogramm, also etwa gut 30 Becquerel pro Gramm. Die Strahlendosis durch Verzehr einer Banane beträgt circa 0,1 μSv. Der Wert dieser Referenzdosis wird mit „1“ angegeben und so zur „Maßeinheit“ Bananenäquivalentdosis. Folglich lassen sich andere Strahlenexpositionen mit dem Verzehr einer Banane vergleichen. Beispielsweise beträgt die durchschnittliche tägliche Gesamtstrahlenexposition eines Menschen 100 Bananenäquivalentdosen.
Mit 0,17 mSv pro Jahr wird fast 10 Prozent der natürlichen radioaktiven Belastung in Deutschland (durchschnittlich 2,1 mSv pro Jahr) durch körpereigenes (lebensnotwendiges) Kalium verursacht.
Die Bananenäquivalentdosis lässt außer Betracht, dass durch den Verzehr kaliumhaltiger Lebensmittel kein radioaktives Nuklid im Körper angesammelt wird (kumuliert). Der Gehalt des Körpers an Kalium befindet sich in Homöostase und wird konstant gehalten.

## Missachtung des Strahlenschutzes

### Unethische Strahlungsexperimente

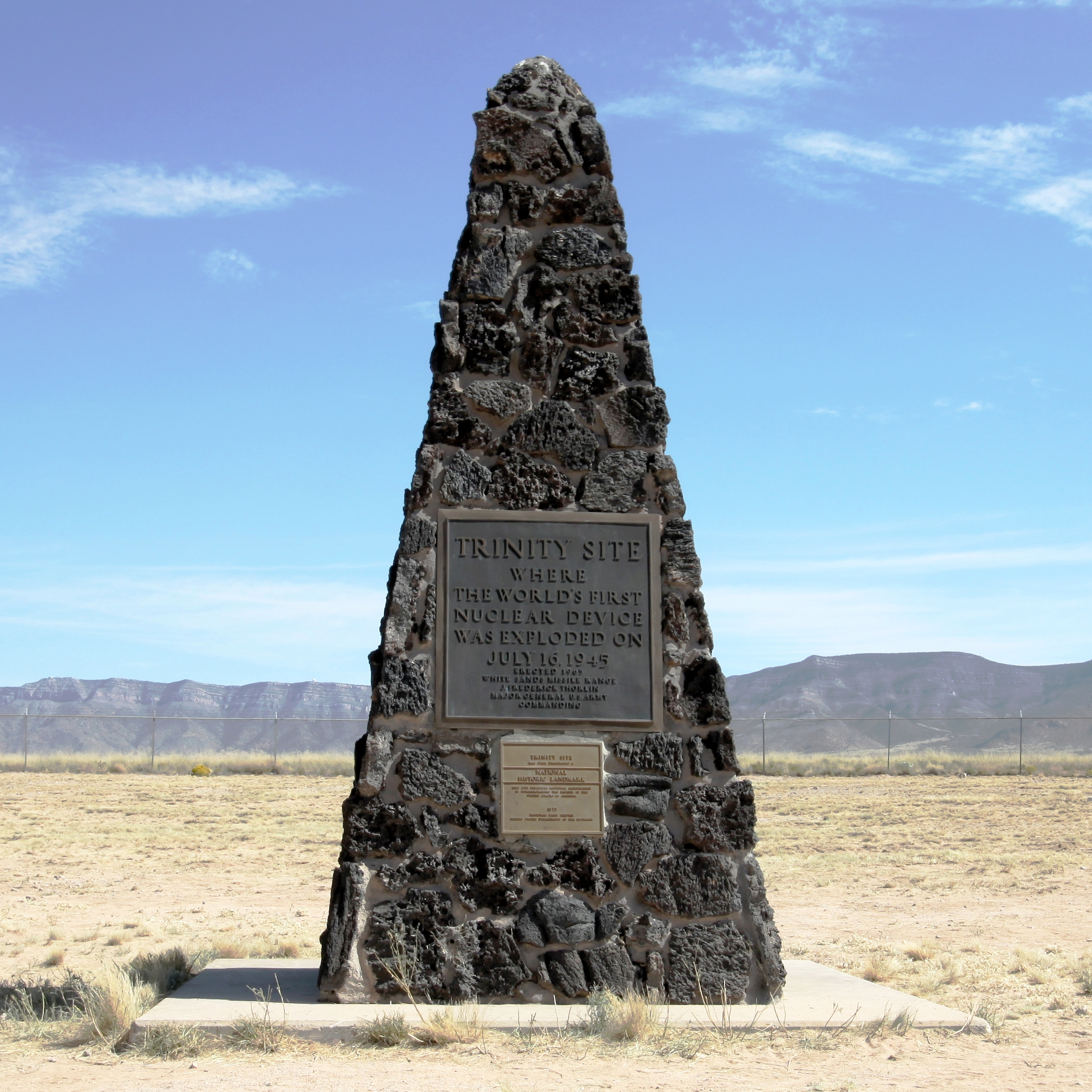
Trinity-Obelisk zur Erinnerung an die erste Kernwaffenexplosion am 16. Juli 1945

Der Trinity-Test war die erste durchgeführte Kernwaffenexplosion im Rahmen des Manhattan-Projekts der USA. Es gab weder Warnungen an Anwohner wegen des Fallouts noch Informationen über Schutzmöglichkeiten oder etwaige Evakuierungen.
1946 folgten Tests auf den Marshall-Inseln (Operation Crossroads), von denen der Chemiker Harold Carpenter Hodge (1904–1990), Toxikologe für das Manhattan-Projekt, in seinem Vortrag (1947) als Präsident der International Association for Dental Research erzählt. Hodges Ruf wurde durch die 1999 erfolgte Veröffentlichung der Historikerin Eileen Welsome The Plutonium Files – America’s Secret Medical Experiments in the Cold War (englisch Amerikas heimliche medizinische Experimente während des Kalten Krieges) massiv in Frage gestellt (für die sie den Pulitzer-Preis erhielt). Sie dokumentiert erschreckende menschliche Experimente, bei denen die Probanden nicht wussten, dass sie (auch von Hodge) als „Versuchskaninchen“ benutzt wurden, um die Sicherheitsgrenzen von Uran und Plutonium herauszufinden. Die an den nicht aufgeklärten Probanden durchgeführten Experimente wurden durch die United States Atomic Energy Commission (AEC, deutsch Atomenergiekommission) bis in die 1970er Jahre fortgesetzt.
Der Missbrauch von Strahlung zieht sich bis in die Gegenwart. In den USA wurden während des Kalten Kriegs ethisch verwerfliche Strahlungsexperimente an nicht aufgeklärten Probanden durchgeführt, um die detaillierte Wirkung der Strahlung auf die menschliche Gesundheit festzustellen. Zwischen 1945 und 1947 wurde 18 Menschen von Manhattan-Projektärzten Plutonium injiziert. In Nashville erhielten schwangere Frauen radioaktive Mischungen. In Cincinnati wurden etwa 200 Patienten über einen Zeitraum von 15 Jahren bestrahlt. In Chicago erhielten 102 Personen Injektionen von Strontium- und Caesiumlösungen. In Massachusetts erhielten 57 Kinder mit Entwicklungsstörungen Haferflocken mit radioaktiven Markern. Erst 1993 wurden diese Strahlenexperimente unter Präsident Bill Clinton eingestellt. Das begangene Unrecht wurde jedoch nicht gesühnt. Uranhexafluorid verursachte über Jahre Strahlenschäden in einer Anlage der DuPont-Company und unter den Anwohnern. Zeitweise wurde das in erhitztem Zustand gasförmige Uranhexafluorid von der Fabrik sogar gezielt in die Umgebung freigesetzt, um die Wirkungen des radioaktiven und chemisch aggressiven Gases zu untersuchen.

### Stasi-Grenzkontrollen
An 17 Grenzübergängen der Deutschen Demokratischen Republik zur Bundesrepublik Deutschland wurden zwischen 1978 und 1989 Fahrzeuge mittels 137Cs-Gammaquellen durchleuchtet. Gemäß Transitabkommen durften Kontrollen von Fahrzeugen nur bei begründetem Verdacht erfolgen. Deshalb installierte und betrieb das Ministerium für Staatssicherheit (Stasi) unter dem Decknamen „Technik V“ eine geheime radioaktive Kontrolltechnik, mit der in der Regel alle Transitreisenden durchleuchtet wurden, um „Republikflüchtlinge“ zu entdecken. Gewöhnliche DDR-Zöllner erfuhren nichts von der geheimen radioaktiven Kontrolltechnik und unterlagen einer strengen „Betreteordnung“, um sie vor der Strahlenexposition weitgehend zu „schützen“. Generalleutnant Heinz Fiedler (1929–1993) war, als der ranghöchste Grenzwächter des MfS, verantwortlich für alle Strahlenkontrollen. Am 17. Februar 1995 veröffentlichte die Strahlenschutzkommission eine diesbezügliche Stellungnahme, in der sie ausführt: „selbst unter der Annahme, dass es bei einzelnen Personen zum häufigeren Anhalten im Strahlenfeld kam und eine bis dreiminütige Durchleuchtung die jährliche Strahlenexposition auf ein bis wenige mSv ansteigen ließ, ergibt sich keine gesundheitlich bedenkliche Dosis“. Dem gegenüber hat der Konstrukteur dieser Art der Grenzkontrolle 15 nSv pro Durchfahrt ausgerechnet. Lorenz vom ehemaligen Staatlichen Amt für Strahlenschutz und Atomsicherheit der DDR kam auf eine Dosisabschätzung von 1000 nSv, korrigierte sich einige Wochen später auf 50 nSv.

### Radaranlagen

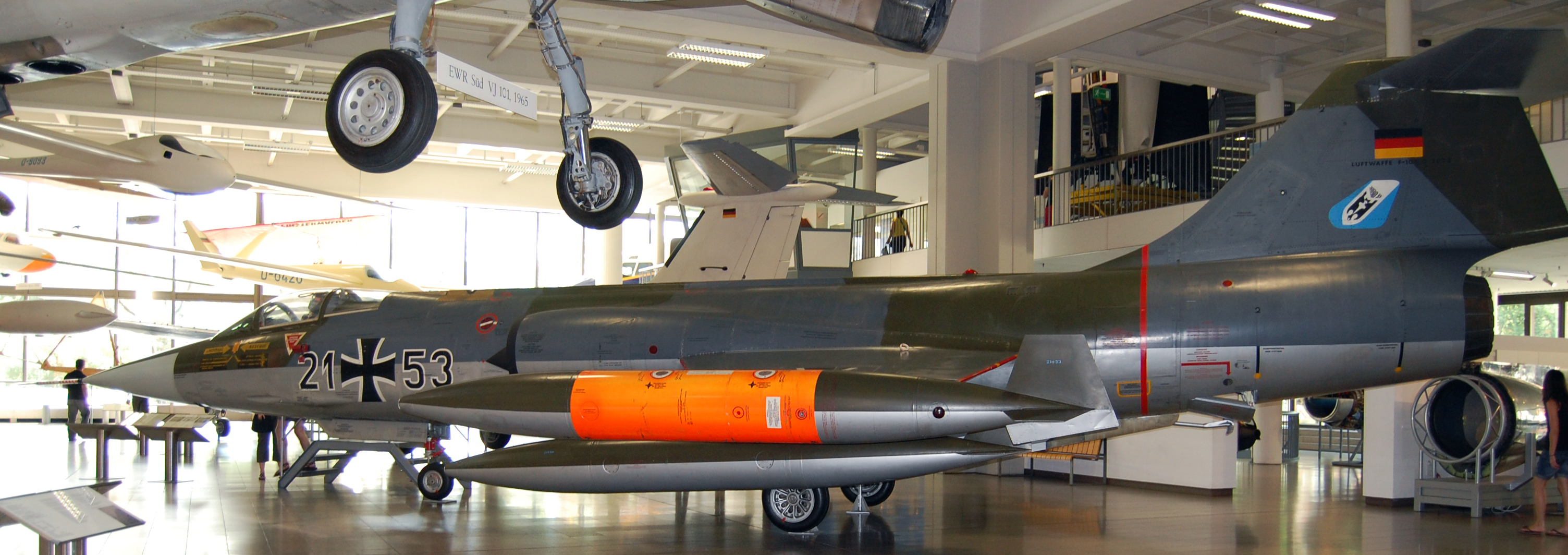
Das Bordradar der Lockheed F-104 (Starfighter) musste im laufenden Betrieb justiert werden, was zu hohen Strahlenbelastungen führte.

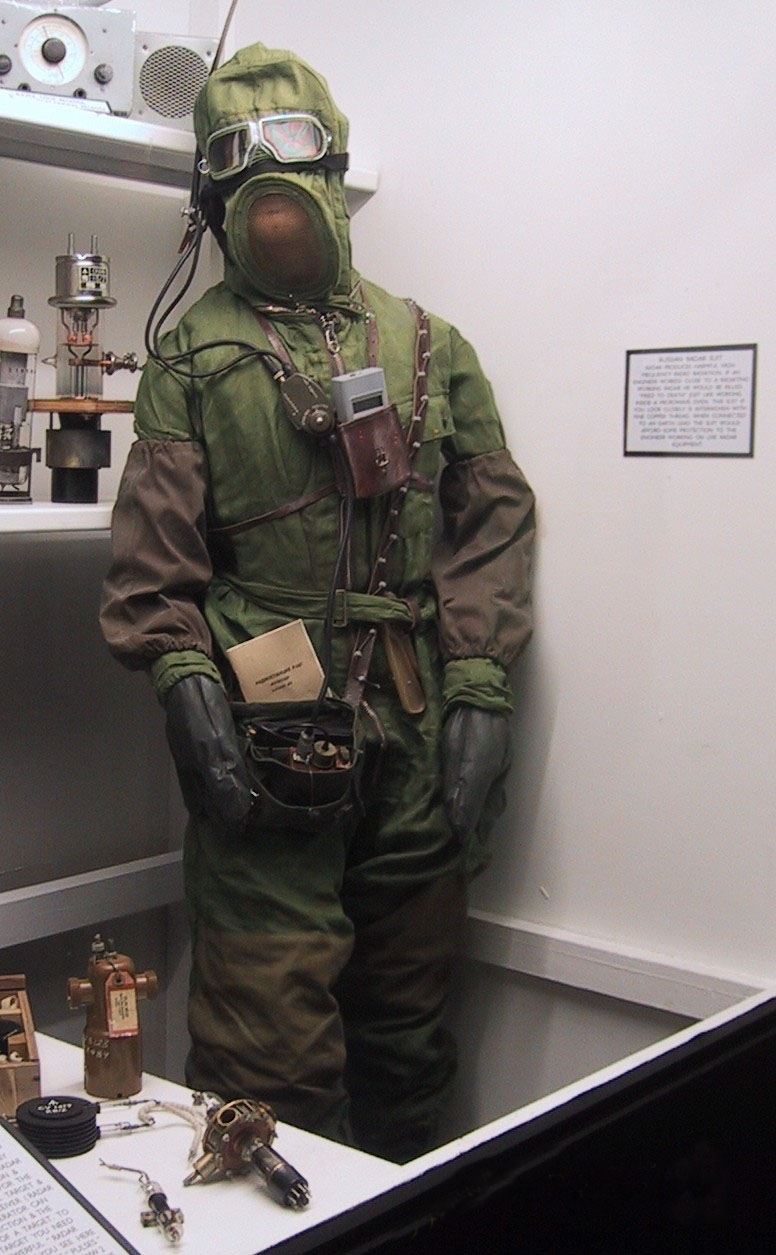
Russischer Schutzanzug für Arbeiten an Radaranlagen. Hack Green Nuclear Bunker Museum, Nantwich, England

Radargeräte werden unter anderem auf Flughäfen, in Flugzeugen, Raketenstellungen, bei Panzern und auf Schiffen eingesetzt. Bei der im 20. Jahrhundert üblichen Radartechnologie entstand in der Hochspannungselektronik der Geräte als technisch unvermeidbares Nebenprodukt Röntgenstrahlung. In den 1960er und 1970er Jahren waren die Bundeswehrsoldaten und -techniker weitgehend unwissend über die Gefahren, ebenso wie die der Nationalen Volksarmee der DDR. Seit den 1950er Jahren war das Problem international, der Bundeswehr spätestens ab etwa 1958 bekannt. Es wurden jedoch keine Maßnahmen zum Strahlenschutz ergriffen, wie beispielsweise das Tragen von Bleischürzen. Bis etwa Mitte der 1980er Jahre war die Abschirmung der Strahlung, insbesondere der Impuls-Schaltröhren, unzureichend. Besonders betroffen waren Wartungstechniker (Radarmechaniker), die den Röntgenstrahlung erzeugenden Teilen ohne jeden Schutz über Stunden ausgesetzt waren. Der zulässige Jahresgrenzwert konnte bereits nach 3 Minuten überschritten sein. Erst ab 1976 wurden bei der Bundesmarine, ab den frühen 1980er Jahren generell Warnhinweise angebracht und Schutzmaßnahmen ergriffen. Noch in den 1990er Jahren bestritt die Bundeswehr jeglichen Zusammenhang zwischen Radargeräten und Krebserkrankungen beziehungsweise genetischen Folgeschäden. Die Zahl der Geschädigten beträgt mehrere Tausend. Später wurde der Zusammenhang von der Bundeswehr anerkannt und in vielen Fällen eine Zusatzrente gezahlt. 2012 wurde eine Stiftung zur unbürokratischen Entschädigung der Opfer eingerichtet.

## Strahlenschutzverbrechen

### Nationalsozialismus
Zur Zeit des Nationalsozialismus wurden die schädlichen Wirkungen der Röntgenstrahlen erkannt. Die Funktion der Gonaden (Eierstöcke beziehungsweise Hoden) wird mittels ionisierender Strahlung zerstört, was zur Unfruchtbarkeit führt. Im Juli 1942 entschied Heinrich Himmler (1900–1945), Versuche zur Zwangssterilisierung im KZ Auschwitz-Birkenau durchführen zu lassen, die Horst Schumann (1906–1983), zuvor Arzt bei der Aktion T4, ausführte. Jedes Versuchsopfer musste sich zwischen zwei Röntgengeräte stellen, die so angeordnet waren, dass das Versuchsopfer gerade genug Platz dazwischen hatte. Gegenüber den Röntgengeräten befand sich eine Kabine mit Bleiwänden und einem kleinen Fenster nach vorne hin. Von der Kabine aus konnte Schumann Röntgenstrahlen auf die Sexualorgane seiner Versuchsopfer richten, ohne sich selbst zu gefährden. Ebenso wurden in Konzentrationslagern unter der Leitung von Viktor Brack (1904–1948) Menschenversuche zur Strahlenkastration durchgeführt. Im Rahmen des „Gesetzes zur Verhütung erbkranken Nachwuchses“ wurden vielfach auch Personen in Verhörsituationen ohne ihr Wissen einer Strahlenkastration unterzogen. Deutschlandweit beteiligten sich rund 150 Radiologen aus Krankenhäusern an der Zwangskastration von etwa 7200 Menschen durch Röntgen- oder Radiumstrahlung.

### Polonium-Mord
Am 23. November 2006 wurde Alexander Walterowitsch Litwinenko (1962–2006) unter nicht geklärten Umständen durch die Folgen der durch Polonium verursachten Strahlenkrankheit ermordet. Vorübergehend wurde das auch im Fall des 2004 verstorbenen Jassir Arafat (1929–2004) vermutet.

### Strahlungsstraftaten
Der Missbrauch ionisierender Strahlen gehört zu den Strahlungsstraftaten im deutschen Strafrecht. Sanktioniert wird der Gebrauch ionisierender Strahlung zur Schädigung von Personen oder Sachen. Seit 1998 sind die Regelungen in § 309 StGB zu finden (davor § 311a StGB a. F.); die Vorschriften gehen auf § 41 AtG a. F. zurück. Im österreichischen Strafgesetzbuch sind im siebenten Abschnitt Gemeingefährliche strafbare Handlungen und strafbare Handlungen gegen die Umwelt einschlägige Straftatbestände definiert. In der Schweiz werden eine Gefährdung durch Kernenergie, radioaktive Stoffe oder ionisierende Strahlen nach Art. 326ter StGB und die Missachtung von Sicherheitsbestimmungen nach dem 9. Kapitel des Kernenergiegesetzes vom 21. März 2003 bestraft.

## Strahlenschutz für weniger energiereiche Strahlungsarten

Spektrum der elektromagnetischen Wellen; unten der Bereich des sichtbaren Lichts.

Ursprünglich bezog sich der Begriff des Strahlenschutzes nur auf ionisierende Strahlung. Inzwischen werden auch nicht ionisierende Strahlen mit einbezogen und fallen in den Zuständigkeitsbereich des Bundesamts für Strahlenschutz, der Abteilung Strahlenschutz des Bundesamts für Gesundheit bzw. des Bundesministeriums für Klimaschutz, Umwelt, Energie, Mobilität, Innovation und Technologie. Im Rahmen eines Projektes wurde für alle europäischen Staaten (47 Länder plus Deutschland) sowie für wichtige außereuropäische Staaten (China, Indien, Australien, Japan, Kanada, Neuseeland und USA) Datenmaterial zur jeweiligen rechtlichen Situation in den Ländern zu elektrischen, magnetischen und elektromagnetischen Feldern (EMF) sowie zu optischer Strahlung (OS) gesammelt, ausgewertet und verglichen. Die Ergebnisse fielen sehr unterschiedlich aus und weichen teilweise von den Empfehlungen der International Commission on Non-Ionizing Radiation Protection (ICNIRP) (deutsch Internationale Kommission zum Schutz vor nichtionisierender Strahlung) ab.

### UV-Licht

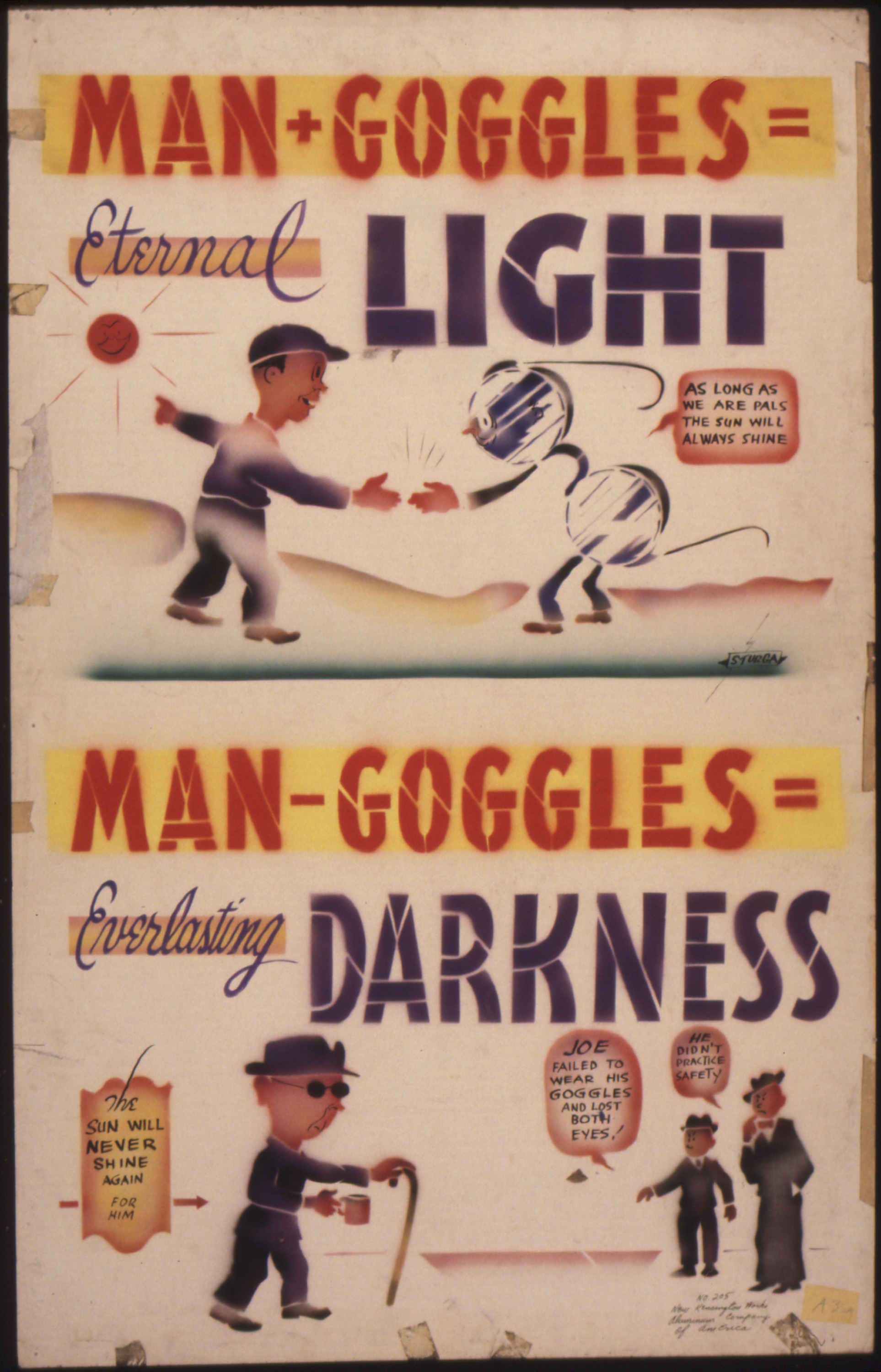
Plakat, das vor Augenschäden durch Sonnenlicht warnt, Office for Emergency Management. War Production Board, USA, etwa 1942

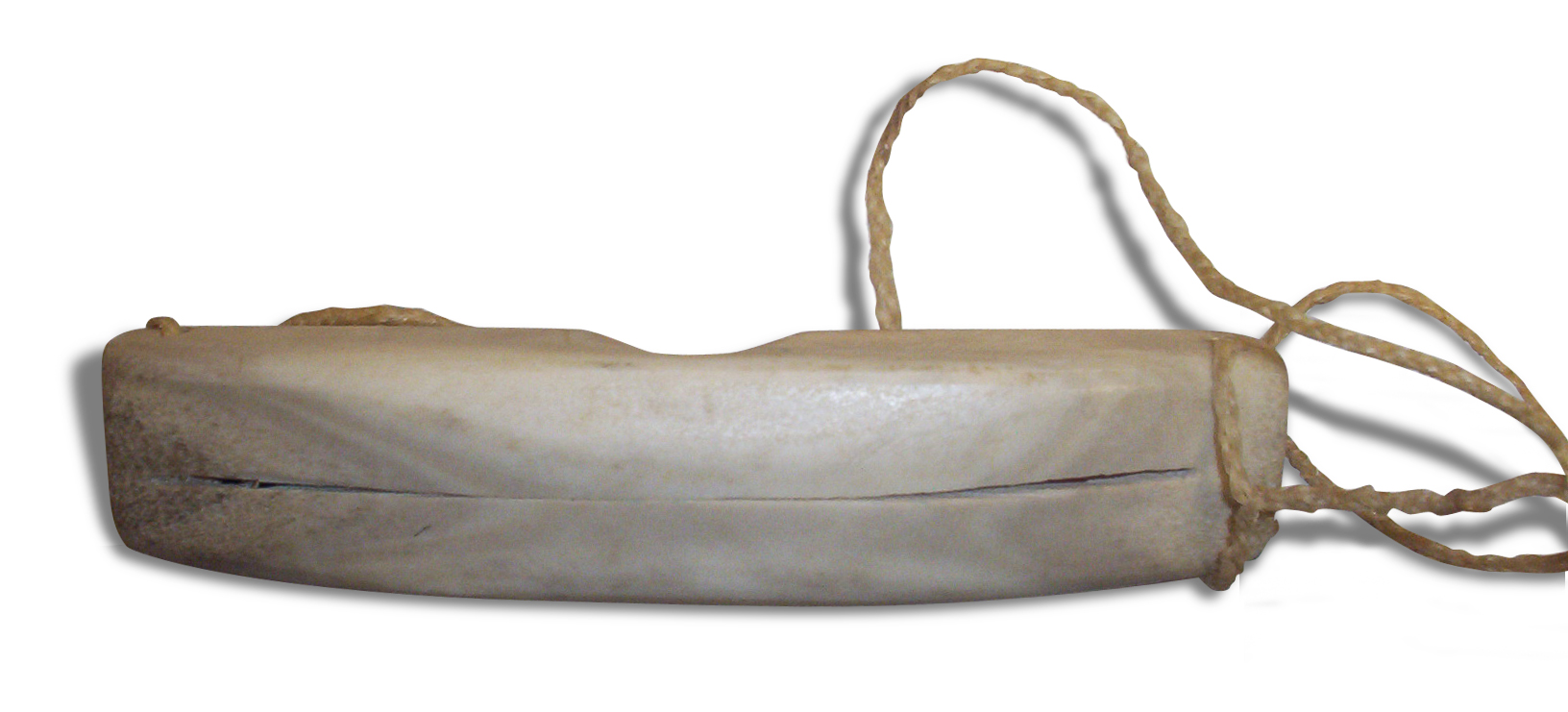
Schutzbrille der Inuit

Warnung vor optischer Strahlung nach DIN EN ISO 7010

Seit vielen Jahrhunderten verwendeten die Inuit (Eskimos) Schneebrillen mit schmalen Sehschlitzen, geschnitzt aus Seehundknochen oder Rentiergeweih, zum Schutz vor der Schneeblindheit (Photokeratitis).
In den 1960er Jahren startete Australien – insbesondere Queensland – im Sinne der primären Prävention die erste Aufklärungskampagne über die Gefahren von ultravioletter Strahlung (UV). In den 1980er Jahren initiierten dann viele Länder in Europa und Übersee ähnliche Kampagnen zum UV-Strahlenschutz. Die UV-Strahlung wirkt thermisch auf Haut und Augen und kann dadurch zu Hautkrebs (Malignes Melanom) und Entzündungen oder Katarakten am Auge führen. Um die Haut vor schädlicher UV-Strahlung zu schützen, beispielsweise einer Photodermatose, einer Acne aestivalis, einer Aktinischen Keratose oder einer Urticaria solaris, können normale Kleidung, spezielle UV-Schutzkleidung (Lichtschutzfaktor 40–50) und Sonnencreme mit hohem Lichtschutzfaktor verwendet werden. Um schützende Kleidungsstücke herzustellen, die beim Baden – insbesondere von Kindern – getragen werden, und um Beschattungstextilien (Sonnenschirme, Markisen) herzustellen, erfolgt beim australisch-neuseeländischen Standard (AS/NZS 4399) aus dem Jahr 1996 die Messung an neuwertigem textilem Material in ungedehntem und trockenem Zustand. Mit dem UV-Standard 801 wird von einer maximalen Strahlungsintensität mit dem Sonnenspektrum in Melbourne (Australien), am 1. Januar eines Jahres (auf dem Höhepunkt des australischen Sommers), dem empfindlichsten Hauttyp beim Träger und unter Tragebedingungen ausgegangen. Da sich das Sonnenspektrum auf der Nordhalbkugel von demjenigen in Australien unterscheidet, wird bei der Messmethode nach der europäischen Norm EN 13758-1 das Sonnenspektrum von Albuquerque (New Mexico, USA) zu Grunde gelegt, das in etwa demjenigen in Südeuropa entspricht.
Zum Schutz der Augen werden Sonnenbrillen mit UV-Schutz beziehungsweise spezielle Schutzbrillen, die auch seitlich abschirmen, verwendet, um einer Schneeblindheit vorzubeugen. Eine Abwehrreaktion der Haut ist die Ausbildung einer Lichtschwiele, eines hauteigenen Sonnenschutzes, der etwa einem Schutzfaktor 5 entspricht. Gleichzeitig wird die Produktion der braunen Hautpigmente (Melanin) in den entsprechenden Zellen (Melanozyten) angeregt.
Eine Sonnenschutzfolie ist meist eine aus Polyethylenterephthalat (PET) bestehende Folie, die auf Fenster aufgebracht wird, um das Licht und die Wärme der Sonnenstrahlen zu reduzieren. Die Folie filtert UV-A- und UV-B-Strahlung. Polyethylenterephthalat geht auf eine Erfindung der beiden Engländer John Rex Whinfield (1902–1966) und James Tennant Dickson im Jahre 1941 zurück.

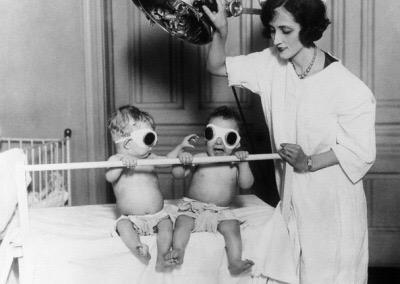
UV-Bestrahlung von Kindern zur Anregung der Bildung von Vitamin D bei Rachitis, 1925

Die Tatsache, dass UV-B-Strahlung (Dorno-Strahlung, nach Carl Dorno (1865–1942)) ein nachgewiesenes Kanzerogen ist, gleichzeitig aber auch für die körpereigene Vitamin-D3-Synthese (Cholecalciferol) benötigt wird, führt zu international widersprüchlichen Empfehlungen hinsichtlich einer gesundheitsförderlichen UV-Exposition. Auf Basis der wissenschaftlichen Erkenntnisse der letzten Jahrzehnte wurde 2014 eine von 20 wissenschaftlichen Behörden, Fachgesellschaften und Fachverbände des Strahlenschutzes, der Gesundheit, der Risikobewertung, der Medizin und der Ernährungswissenschaften konsentierte Empfehlung „UV-Exposition zur Bildung des körpereigenen Vitamin D“ veröffentlicht. Sie war damit die weltweit erste interdisziplinäre Empfehlung zu diesem Thema. Die erstmalige Nutzung eines Solariums in jungen Jahren (<35 Jahre) verdoppelt annähernd das Risiko, an schwarzem Hautkrebs zu erkranken. In Deutschland ist für Minderjährige die Nutzung eines Solariums seit März 2010 gesetzlich verboten. Ab dem 1. August 2012 dürfen Solariengeräte eine maximale Bestrahlungsstärke von 0,3 Watt pro Quadratmeter Haut nicht mehr überschreiten. Die Geräte müssen entsprechend gekennzeichnet sein. Das neue Limit der Bestrahlungsstärke entspricht der höchsten UV-Dosis, die auf der Erde gemessen werden kann, nämlich um 12 Uhr mittags bei wolkenlosem Himmel am Äquator.
Bei medizinischen Anwendungen wird die Minimale Erythemdosis (MED) bestimmt. Die MED ist definiert als die geringste Strahlendosis, die ein gerade noch sichtbares Erythem erzeugt. Sie wird 24 Stunden nach der Testbestrahlung bestimmt. Sie wird mit dem zur Therapie vorgesehenen Lampentyp durch Anlegen von sogenannten Lichttreppen an normalerweise nicht lichtexponierter Haut (beispielsweise am Gesäß) durchgeführt.

### Höhensonne

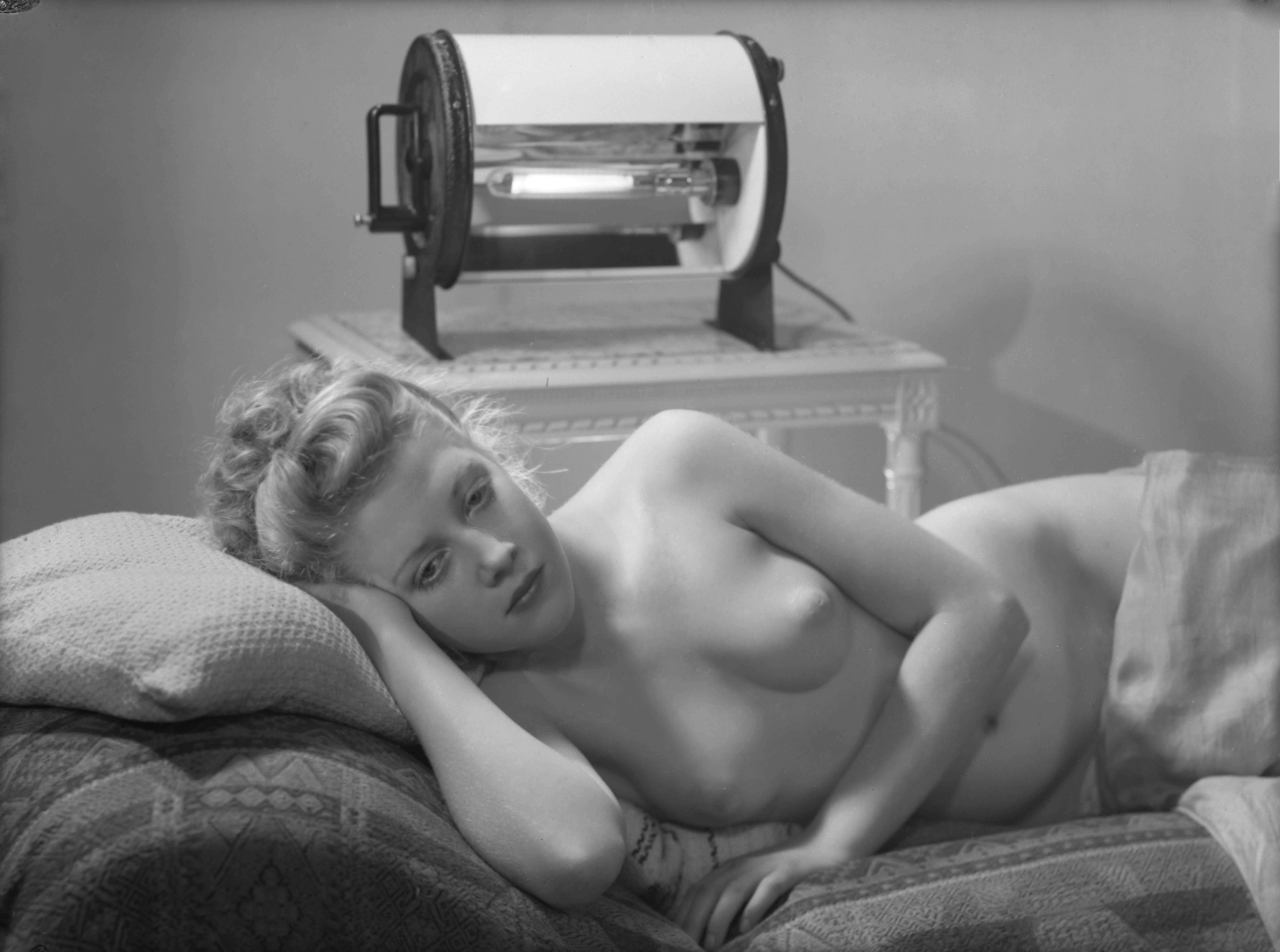
Werbung der Firma Philips für eine Höhensonne, 1946

Richard Küch (1860–1915) war 1890 erstmals in der Lage, Quarzglas zu schmelzen – die Grundlage für UV-Strahlenquellen –, und gründete die Heraeus Quarzschmelze. Er entwickelte die erste Quarzlampe (Höhensonne) zur Erzeugung von UV-Strahlung im Jahr 1904 und legte damit die Grundlage für diese Form der Lichttherapie.
Trotz der Dosierungsprobleme verwendeten Mediziner Anfang des 20. Jahrhunderts zunehmend Quarzlampen. Die Vertreter der inneren Medizin und die Dermatologen gehörten zu den fleissigsten Testern. Nach Erfolgen bei der Hauttuberkulose wurden in der inneren Medizin die tuberkulöse Pleuritis (Rippenfellentzündung), Drüsentuberkulose oder Tuberkulose des Darms behandelt. Daneben testeten Mediziner die Wirkung der Quarzlampen bei weiteren Infektionskrankheiten wie Syphilis, bei Stoffwechselkrankheiten, Herz-Kreislauf-Erkrankungen, bei Nervenschmerzen wie Ischias oder bei Nervenkrankheiten wie Neurasthenie und Hysterie. In der Dermatologie wurden daneben Pilzerkrankungen, eitrige Geschwüre und Wunden, Schuppenflechte sowie Akne, Sommersprossen und Haarausfall mit Quarzlampen behandelt, in der Gynäkologie Unterleibskrankheiten. Verjüngungsspezialisten setzten die künstliche Höhensonne zur Anregung der Tätigkeit der Geschlechtsdrüsen ein und behandelten Unfruchtbarkeit, Impotentia generandi (Zeugungsunfähigkeit) und Mangel an sexueller Lust mit Bestrahlungen der Geschlechtsteile. Philipp Keller (1891–1973) entwickelte hierzu ein Erythemdosimeter, mit dem er die Strahlungsmenge nicht in Finsen-Einheiten (UV-Strahlung mit der Wellenlänge λ von 296,7 nm und der Bestrahlungsstärke E von 10−5 W/m²), sondern in Höhensonneneinheiten (HSE) angab. Es war um 1930 das diesbezüglich einzige Messgerät, das jedoch wenig Akzeptanz in ärztlichen Kreisen fand.
Die Therapie der Akne mit Ultraviolettstrahlung ist bis heute umstritten. Zwar vermag UV-Strahlung antibakteriell zu wirken, gleichzeitig kann jedoch eine Proliferationshyperkeratose induziert werden. In der Folge droht die Neubildung von Komedonen („Mitesser“). Außerdem kann es zu phototoxischen Effekten kommen. Hinzu kommen die Kanzerogenität und die Förderung der Hautalterung. Zunehmend wird die UV-Therapie zu Gunsten der photodynamischen Therapie verlassen.

### Laser

Warnzeichen vor Laserstrahlen nach DIN EN ISO 7010

Mit einem leistungsstarken Laserpointer lassen sich innerhalb Zehntelsekunden Streichhölzer entzünden.

Der Rubinlaser wurde 1960 von Theodore Maiman (1927–2007) auf Grundlage des Rubinmasers als erster Laser überhaupt entwickelt. Bald darauf wurden die Gefahren entdeckt, die von einem Laser ausgehen können, insbesondere für die Augen und die Haut, denn der Laser hat nur eine geringe Eindringtiefe. Laser haben zahlreiche Anwendungsmöglichkeiten in Technik und Forschung sowie im täglichen Leben, vom einfachen Laserpointer (Lichtzeiger) über Entfernungsmessgeräte, Schneid- und Schweißwerkzeuge, die Wiedergabe von optischen Speichermedien wie CDs, DVDs und Blu-ray Discs, Nachrichtenübertragung bis hin zum Laserskalpell und anderen Laserlicht verwendenden Geräten im medizinischen Alltag. Die Strahlenschutzkommission fordert, dass Laseranwendungen an der menschlichen Haut nur durch einen speziell geschulten Arzt ausgeführt werden dürfen. Hinzu kommt die Anwendung in Showeffekten in Diskotheken und bei Veranstaltungen.
Laser können aufgrund der Eigenschaften ihrer Strahlung und aufgrund ihrer teilweise extrem konzentrierten elektromagnetischen Leistung biologische Schäden verursachen. Daher sind Laser je nach Laser-Klasse mit genormten Warnhinweisen zu versehen. Maßgebend für die Klasseneinteilung ist die DIN-Norm EN 60825-1. Dabei werden Bereiche der Wellenlängen und Einwirkzeiten unterschieden, die zu charakteristischen Verletzungen und Verletzungs-Schwellenwerten der Leistungs- oder Energiedichte führen.
Der CO2-Laser wurde 1964 vom indischen Elektroingenieur und Physiker Chandra Kumar Naranbhai Patel (* 1938) entwickelt, zeitgleich der Nd:YAG-Laser (Neodym-dotierter Yttrium-Aluminium-Granat-Laser) in den Bell Laboratories von LeGrand Van Uitert (1922–1999) und Joseph E. Geusic (1931–2014) und der Er:YAG-Laser (Erbium-dotierter Yttrium-Aluminium-Granat-Laser) und wurden seit den frühen 1970er Jahren (auch) in der Zahnmedizin eingesetzt. Im Hardlaserbereich zeichnen sich vor allem zwei Systeme für den Einsatz in der Mundhöhle ab: der CO2-Laser für die Anwendung im Weichgewebe und der Er:YAG-Laser für die Anwendung in der Zahnhartsubstanz und im Weichgewebe. Bei der Softlaserbehandlung wird eine Biostimulation mit kleinen Energiedichten angestrebt.
Die Strahlenschutzkommission empfiehlt mit Nachdruck, den Besitz und Erwerb von Laserpointern der Klassen 3B und 4 gesetzlich zu regeln, so dass eine missbräuchliche Nutzung verhindert wird. Ursächlich ist die Zunahme von gefährlichen Blendattacken durch Laserpointer hoher Leistung. Zu den Betroffenen gehören neben Piloten zunehmend LKW- und Autofahrer, Lokomotivführer, Fußballspieler, Schiedsrichter, aber auch Besucher von Fußballspielen. Eine solche Blendattacke kann sowohl zu schweren Unfällen als auch bei Piloten oder LKW-Fahrern durch die verursachten Augenschäden zur Berufsunfähigkeit führen. Am 1. April 1988 erschien die erste Unfallverhütungsvorschrift als Berufsgenossenschaftliche Vorschrift BGV B2, am 1. Januar 1997 gefolgt von der DGUV Vorschrift 11, der Deutschen Gesetzlichen Unfallversicherung. Zwischen Januar und Mitte September 2010 registrierte das Luftfahrt-Bundesamt bundesweit 229 Blendattacken auf Hubschrauber und Flugzeuge deutscher Airlines. Am 18. Oktober 2017 wurde ein Täter nach einer Blendattacke auf einen Hubschrauber der Bundespolizei zu einem Jahr und sechs Monaten Haft ohne Bewährung verurteilt.

### Elektromagnetische Strahlenbelastung

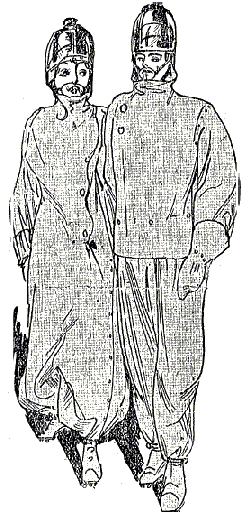
Schutzkleidung, die gegen die Wellen von Funktelegraphen schützen sollte (1911).

Unter Elektrosmog wird umgangssprachlich die Belastung des Menschen und der Umwelt durch elektrische, magnetische und elektromagnetische Felder verstanden, von denen teilweise angenommen wird, dass sie unerwünschte biologische Wirkungen haben könnten. Die elektromagnetischen Umweltverträglichkeit (EMVU) umfasst die Wirkung auf Lebewesen, von denen manche als elektrosensibel gelten. Ängste vor solchen Wirkungen bestehen seit den Anfängen der technischen Nutzung Mitte des 19. Jahrhunderts. 1890 war es beispielsweise Beamten der Königlichen Generaldirektion in Bayern verboten, an der Eröffnungsfeier des ersten deutschen Wechselspannungs-Kraftwerks, der Elektricitäts-Werke Reichenhall, teilzunehmen oder den Maschinenraum zu betreten. Mit der Einrichtung der ersten Funktelegrafie und deren Telegrafenstationen wurde im April 1911 in der US-Zeitschrift The Atlanta Constitution über die mögliche Gefahr der Wellen von Funktelegrafen berichtet, die neben „Zahnausfall“ im Laufe der Zeit auch zu Haarausfall führen und Personen „verrückt“ machen soll. Zur Prävention wurde eine Ganzkörper-Schutzkleidung empfohlen.
Im Laufe der zweiten Hälfte des 20. Jahrhunderts sind weitere Quellen elektromagnetischer Felder in den Mittelpunkt gesundheitlicher Bedenken gerückt, wie Stromversorgungsleitungen, Photovoltaikanlagen, Mikrowellenherde, Computer- und Fernsehbildschirme, Sicherheitseinrichtungen, Radargeräte und in jüngster Zeit auch Schnurlostelefone (DECT), Mobiltelefone, deren Basisstationen, Energiesparlampen und Bluetooth-Verbindungen. Elektrifizierte Bahntrassen sowie Oberleitungen der Straßenbahn und Stromschienen der U-Bahn sind ebenfalls starke Quellen von Elektrosmog. Die Weltgesundheitsorganisation (WHO) hat im Jahr 1996 das EMF-Projekt (englisch ElectroMagnetic Fields) gestartet, um aktuelles Wissen und verfügbare Ressourcen wichtiger internationaler und nationaler Organisationen und wissenschaftlicher Institutionen über elektromagnetische Felder zusammenzuführen. Das Bundesamt für Strahlenschutz (BfS) veröffentlichte 2006 folgende Empfehlung:

„Um möglichen gesundheitlichen Risiken vorzubeugen, empfiehlt das BfS, die persönliche Strahlenbelastung durch eigene Initiative zu minimieren.“

Ab 2016 gilt die EMF-Leitlinie 2016 der EUROPAEM (Europäische Akademie für Umweltmedizin, englisch European Academy For Environmental Medicine) zur Prävention, Diagnostik und Therapie EMF-bedingter Beschwerden und Krankheiten.

#### Mikrowellen
Ein Mikrowellenherd, den 1950 der US-Forscher Percy Spencer (1894–1970) erfunden hat, wird zum schnellen Erwärmen von Speisen mittels Mikrowellenstrahlung mit einer Frequenz von 2,45 Gigahertz verwendet. Bei einem intakten Mikrowellenherd ist die Leckstrahlung aufgrund der Abschirmung des Garraums verhältnismäßig gering. Dabei ist ein „Emissionsgrenzwert von fünf Milliwatt pro Quadratzentimeter (entspricht 50 Watt pro Quadratmeter) in einem Abstand von fünf Zentimeter von der Geräteoberfläche“ (Strahlungsdichte oder Leistungsflussdichte) festgelegt. Kinder sollen sich während der Zubereitung des Essens nicht unmittelbar vor oder neben dem Gerät aufhalten. Ferner nennt das Bundesamt für Strahlenschutz Schwangere als besonders gefährdete Personen.
Elektromagnetischen Wellen werden in der Mikrowellentherapie zur Wärmebehandlung erzeugt. Je nach Frequenz der Anwendung (Kurzwelle, Ultrakurzwellen, Mikrowellen) variieren die Eindringtiefe und die Energieverteilung. Um eine größere Eindringtiefe zu erzielen, werden Impulsmikrowellen eingesetzt, die jede für sich große Energie ins Gewebe bringt. Durch eine Impulspause wird sichergestellt, dass sich keine Verbrennungen ergeben. Kontraindikationen der Behandlung sind Metallimplantate und Herzschrittmacher.

#### Mobiltelefone

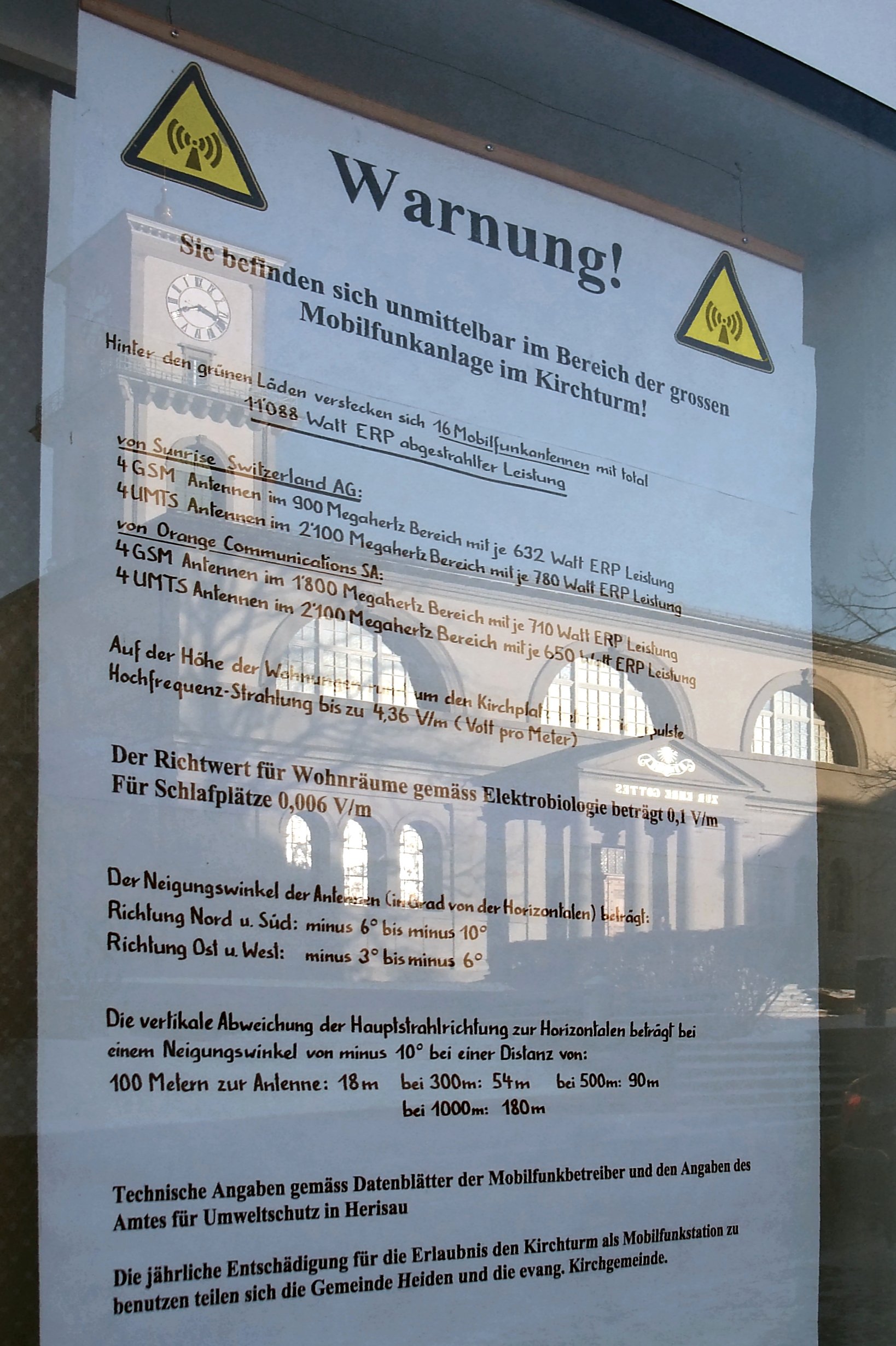
Warntafel vor Strahlung von Mobilfunkanlagen, ausgehend vom Kirchturm in Heiden im Kanton Appenzell Ausserrhoden in der Schweiz, der sich im Schaufenster spiegelt, 2010.

Bislang wird die Diskussion über eventuelle gesundheitliche Gefährdungen durch Handystrahlung kontrovers geführt, wobei nach derzeitigem Kenntnisstand keine validen Ergebnisse vorliegen. Nach Angaben des Bundesamts für Strahlenschutz

„bestehen nach wie vor Unsicherheiten in der Risikobewertung, die durch das Deutsche Mobilfunk-Forschungsprogramm nicht vollständig beseitigt werden konnten, insbesondere mögliche gesundheitliche Risiken einer langfristigen Belastung mit hochfrequenten elektromagnetischen Feldern durch Telefonate mit dem Handy bei Erwachsenen (intensive Handynutzung über mehr als 10 Jahre) und die Frage, ob sich die Nutzung von Mobiltelefonen durch Kinder gesundheitlich auswirken könnte. Aus diesen Gründen hält das BfS einen vorbeugenden Gesundheitsschutz (Vorsorge) weiterhin für erforderlich: Die Exposition durch elektromagnetische Felder sollte so gering wie möglich sein.“

Warnung vor nichtionisierender Strahlung nach DIN EN ISO 7010

Das Bundesamt für Strahlenschutz empfiehlt unter anderem Handys mit geringem SAR-Wert (Spezifische Absorptionsrate) und die Verwendung von Headsets oder der Freisprecheinrichtung, um einen Abstand zwischen Handy und Kopf einzuhalten. Die Möglichkeit wird diskutiert, dass Handystrahlung eine Erhöhung des Auftretens eines Akustikusneurinoms, eines gutartigen Tumors, der vom Hör- und Gleichgewichtsnerv (Nervus vestibulocochlearis) ausgeht, bewirkt. Daher soll diese reduziert werden. Im Alltag sendet ein Mobiltelefon nur in Ausnahmefällen mit maximaler Leistung. Sobald es sich nahe an einer Mobilfunkzelle befindet, wo die Maximalleistung nicht mehr nötig ist, wird es von dieser Zelle angewiesen, seine Leistung zu reduzieren. Elektrosmog- oder Handystrahlenfilter, die ins Handy eingebaut werden, sollen angeblich vor der Strahlung schützen. Die Wirkung ist aus Sicht der elektromagnetischen Umweltverträglichkeit zweifelhaft, da dadurch gleichzeitig die Strahlungsintensität durch das Handy überproportional erhöht wird, um die notwendige Leistung zu erhalten. Gleiches gilt für die Benutzung im Auto ohne externe Antenne, da sonst die notwendige Strahlung nur durch die Scheiben dringen kann, oder in Gegenden mit schlechter Netzabdeckung. Seit 2004 werden Funknetz-Repeater für Handynetze (GSM, UMTS, Tetrapol) entwickelt, die den Empfang einer Mobilfunkzelle in abgeschatteten Gebäuden verstärken können. Sie reduzieren damit den SAR-Wert des Handys beim Telefonieren.
Der SAR-Wert eines WLAN-Routers beträgt nur ein Zehntel der Handystrahlung, wobei diese in einem Meter Abstand bereits um weitere 80 % sinkt. Der Router kann so eingestellt werden, dass er sich bei Nichtverwendung, beispielsweise nachts, abschaltet.

#### Elektrische Felder

##### Hochspannungsleitungen
Bisher wird der Transport elektrischer Energie vom Kraftwerk zum Verbraucher fast ausschließlich mittels Hochspannungsleitungen bewerkstelligt, in denen Wechselstrom mit einer Frequenz von 50 Hertz fließt. Im Zuge der Energiewende sind in Deutschland auch Hochspannungs-Gleichstrom-Übertragungsanlagen (HGÜ) geplant. Seit der Novellierung der 26. Bundes-Immissionsschutzverordnung (BImSchV) im Jahr 2013 sind auch Immissionen von HGÜ-Anlagen gesetzlich geregelt. Die Begrenzung ist so gewählt, dass Störbeeinflussungen von elektronischen Implantaten durch statische Magnetfelder vermieden werden. Für statische elektrische Felder wurde kein Grenzwert
festgelegt.

##### Häusliche Elektroinstallation
Um elektrische Felder und (bei Stromfluss) auch magnetische Felder zu verringern, die von der häuslichen Elektroinstallation ausgehen, sind Netzfreischalter erhältlich. Bei Installationen unter Putz kann zwar nur ein geringer Teil des elektrischen Feldes aus der Wand austreten. Ein Netzfreischalter macht jedoch automatisch die betreffende Leitung spannungsfrei, solange kein Stromverbraucher eingeschaltet ist; sobald ein Verbraucher eingeschaltet wird, wird auch die Netzspannung wieder zugeschaltet. Die Netzfreischalter wurden 1973 eingeführt und im Laufe der Jahrzehnte kontinuierlich verbessert. So wurde 1990 auch die Abschaltung des PEN-Leiters (früher: Nullleiter) möglich. Die Netzfreischalter können in mehrere unterschiedliche Stromkreise eingebaut werden, bevorzugt in diejenigen, die Schlafräume versorgen. Sie schalten allerdings nur ab, wenn keine Dauerstromverbraucher wie Klimageräte, Lüfter, Luftbefeuchter, elektrische Wecker, Nachtlichter, Standby-Geräte, Alarmanlagen, Ladegeräte und Ähnliches eingeschaltet sind. Statt der Netzspannung wird eine Niedervoltspannung (2–12 Volt) angelegt, mit der das Einschalten eines Verbrauchers erkannt werden kann.
Räume lassen sich auch durch Kupfertapeten oder spezielle metallhaltige Wandfarben abschirmen, womit das Prinzip des Faradayschen Käfigs angewendet wird.

#### Körperscanner

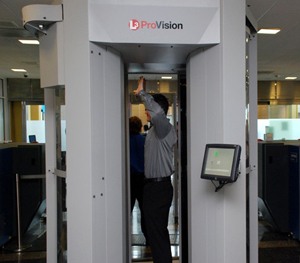
Körperscanner

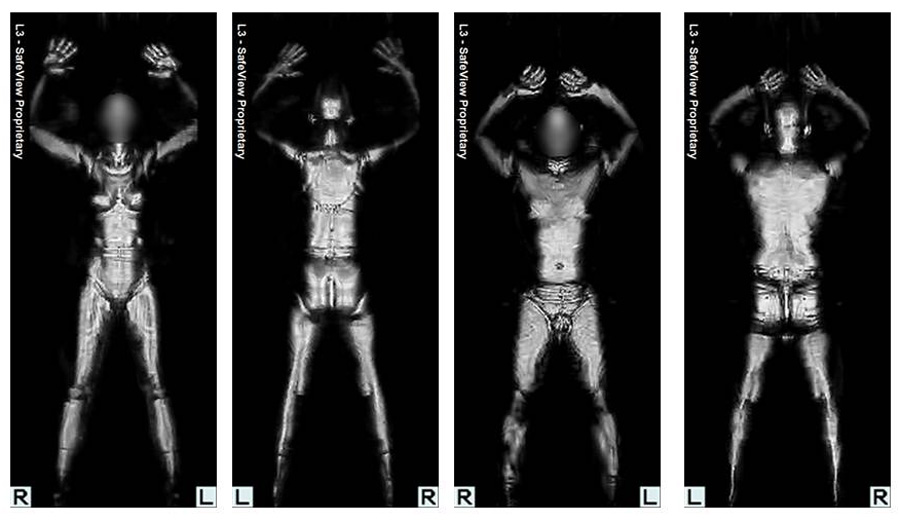
Aufnahmen eines Terahertzscanners

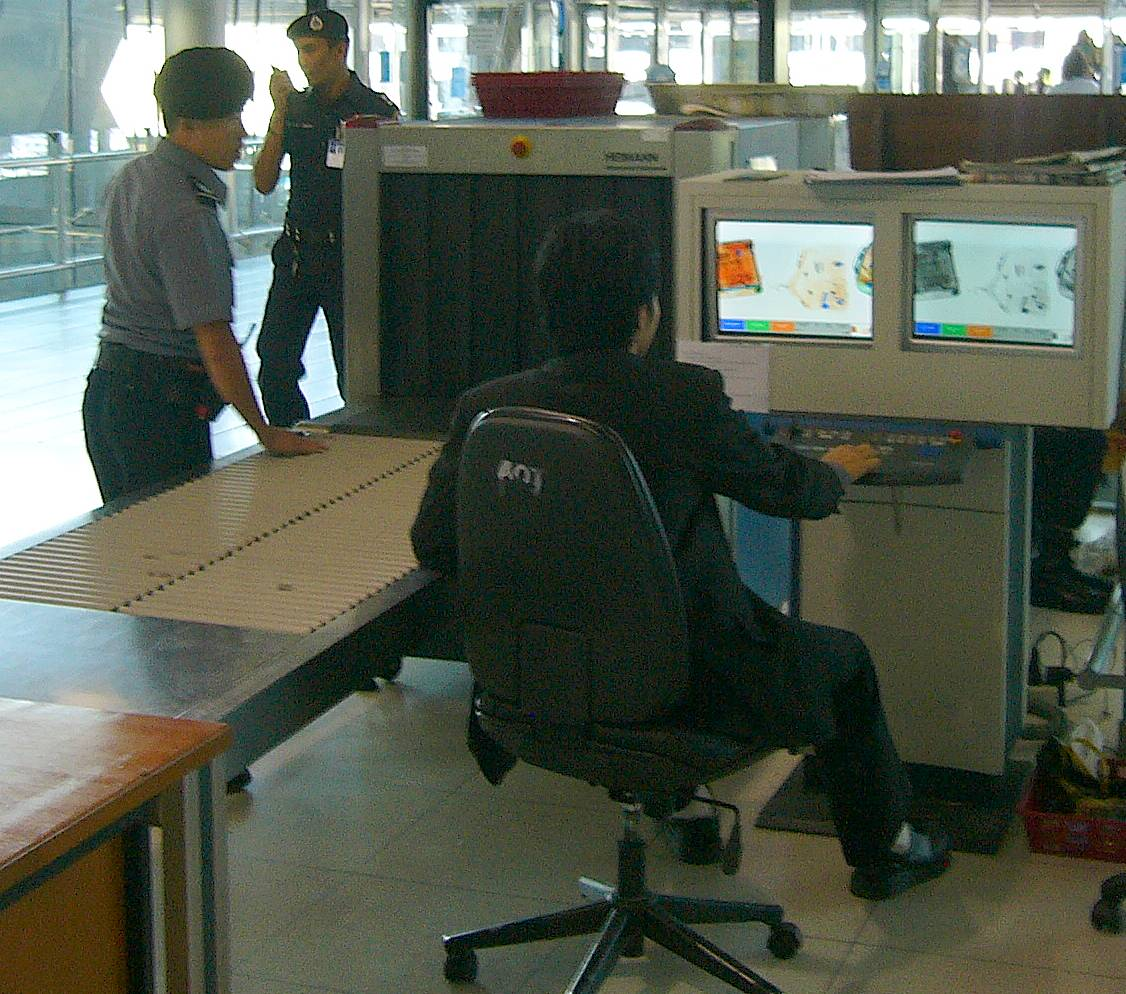
Scanner für das Handgepäck

Körperscanner werden seit etwa 2005 vorwiegend auf Flughäfen für Sicherheitskontrollen (Passagierkontrollen) verwendet. Passive Scanner detektieren vom Körper einer Person ausgesandte natürliche Strahlung und nutzen sie, um am Körper getragene oder versteckte Objekte zu lokalisieren. Bei aktiven Systemen wird zusätzlich eine künstliche Bestrahlung verwendet, um die Detektion durch Analyse der Rückstreuung zu verbessern. Bei Körperscannern wird unterschieden, ob sie mit ionisierender (meist Röntgenstrahlung) oder mit nichtionisierender Strahlung (Terahertzstrahlung) arbeiten.
Die im unteren Terahertzbereich arbeitenden integrierten Bausteine strahlen weniger als 1 mW (-3 dBm) ab, womit man davon ausgehen kann, dass keine gesundheitlichen Schäden zu erwarten sind. Es existieren widersprüchliche Studien aus dem Jahre 2009, ob als Folge von Terahertzbestrahlung genetische Schäden nachgewiesen werden können. In den USA machen Röntgen-Rückstreuungsscanner den Großteil der verwendeten Geräte aus. Bei den Röntgen-Rückstreuungsscannern befürchten Wissenschaftler, dass durch eine zukünftige Zunahme an Krebserkrankungen eine größere Gefährdung für Leib und Leben der Passagiere bestehen könnte, als durch den Terrorismus selbst. Ob die bei einer konkreten Kontrolle eingesetzten Körperscanner nur Terahertz- oder auch Röntgenstrahlung verwenden, ist für den Passagier nicht eindeutig festzustellen.
Nach Angaben des Bundesamts für Strahlenschutz lassen die wenigen vorliegenden Ergebnisse aus Untersuchungen im Frequenzbereich der aktiven Ganzkörperscanner, die mit Millimeterwellen- oder Terahertzstrahlung arbeiten, noch keine abschließende Bewertung aus Sicht des Strahlenschutzes zu (Stand: 24. Mai 2017).
Im Umfeld der Anlage, in dem sich Beschäftigte oder andere Dritte aufhalten können, wird auch bei dauerhaftem Aufenthalt der Grenzwert der zulässigen Jahresdosis für eine Einzelperson der Bevölkerung von einem Millisievert (1 mSv, Schwangere und Kinder eingeschlossen) nicht überschritten.
Bei Röntgenscannern für Handgepäck ist die Einrichtung eines Strahlenschutzbereichs gemäß § 19 RöV nicht erforderlich, da die Strahlenexposition während einer Handgepäckkontrolle für Passagiere selbst unter ungünstigen Annahmen nicht mehr als 0,2 Mikrosievert (μSv) beträgt. Deshalb gelten die mit Gepäckkontrollen Beschäftigten auch nicht als beruflich strahlenexponierte Personen nach § 31 RöV und müssen daher kein Dosimeter tragen.

#### Strahlenschutz bei elektromedizinischen Behandlungsverfahren

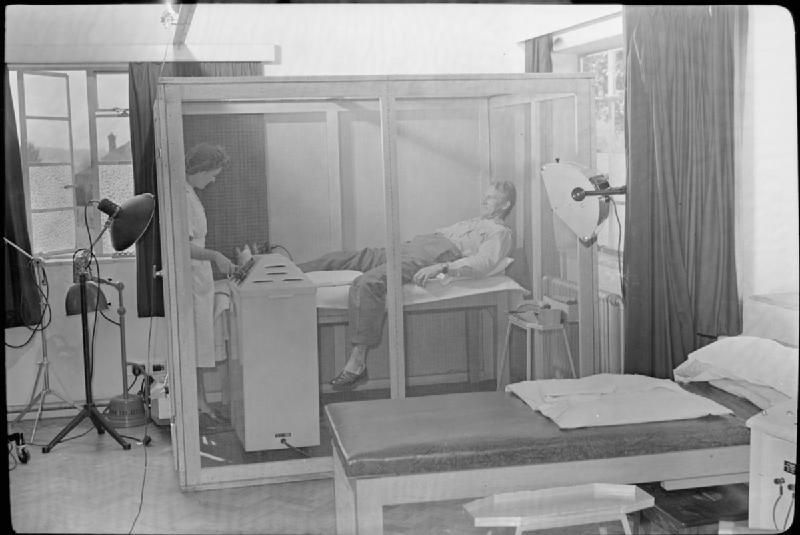
Kurzwellen-Diathermie (1944)

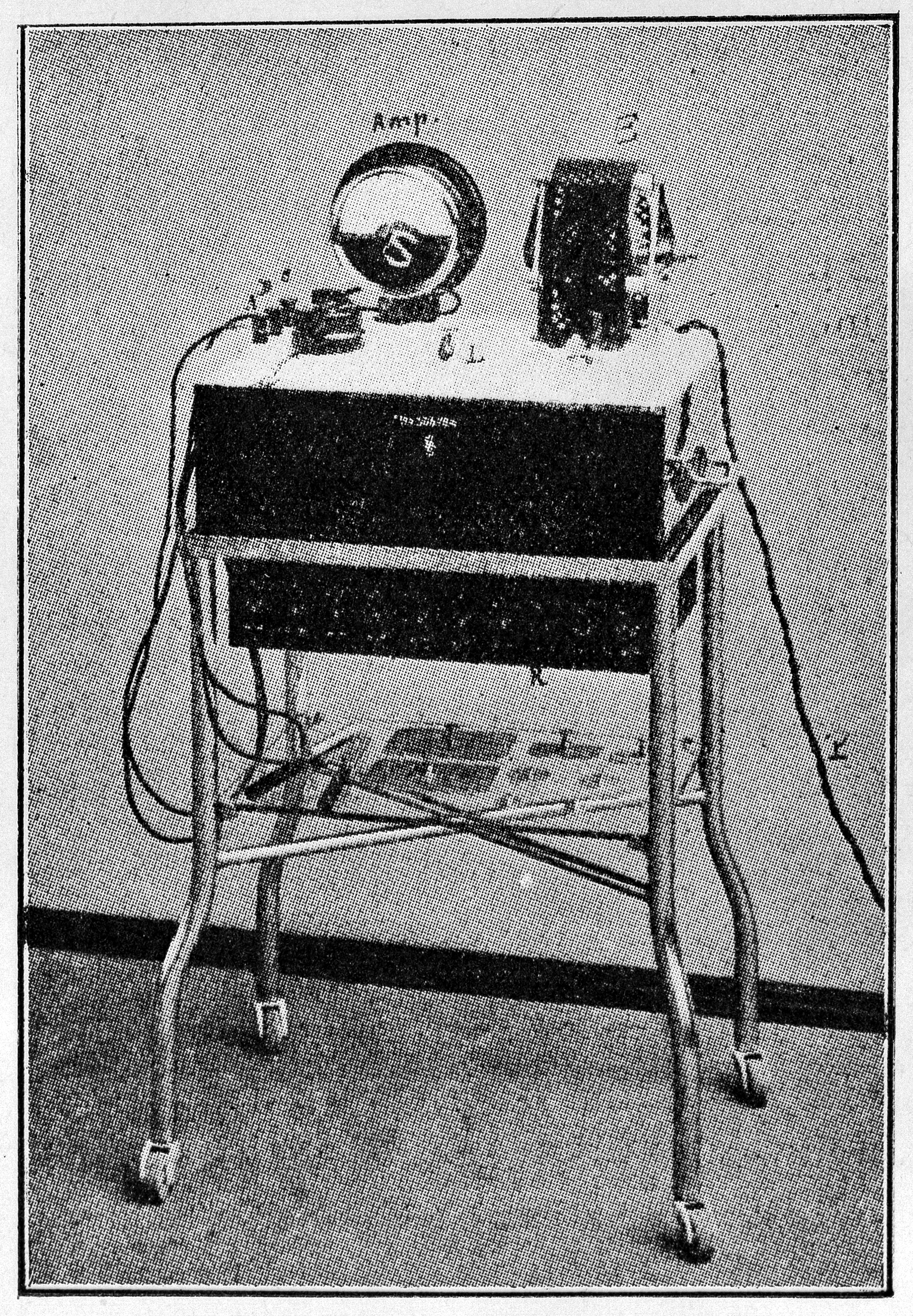
Langwellen-Diathermiegerät des Arztes und Begründers der Diathermie Karl Franz Nagelschmidt, 1908

Elektromagnetische Wechselfelder werden seit dem Jahr 1764 in der Medizin verwendet, hauptsächlich zur Erwärmung und Durchblutungssteigerung (Diathermie, Kurzwellentherapie) zur Verbesserung der Wund- und Knochenheilung. Den diesbezüglichen Strahlenschutz regelt das Medizinproduktegesetz zusammen mit der Medizinprodukte-Betreiberverordnung. Die Medizingeräteverordnung trat am 14. Januar 1985 in Deutschland in Kraft. In ihr wurden die zu diesem Zeitpunkt bekannten medizinisch-technischen Geräte entsprechend ihrem Gefährdungsgrad für den Patienten in Gruppen eingeteilt. Die Medizingeräteverordnung regelte bis zum 1. Januar 2002 den Umgang mit Medizinprodukten und wurde durch das Medizinproduktegesetz abgelöst. Beim Einsatz ionisierender Strahlung in der Medizin muss der Nutzen höher sein als das potenzielle Risiko der Gewebeschädigung (rechtfertigende Indikation). Aus diesem Grund wird dem Strahlenschutz besonders große Bedeutung beigemessen. Die Ausführung sollte mit dem ALARA-Prinzip (As Low As Reasonably Achievable, englisch: „so niedrig wie vernünftigerweise erreichbar“) optimiert werden, sobald eine Anwendung als geeignet beschrieben ist. Seit 1996 kümmert sich das von der Europäischen Kommission gegründete European ALARA Network (EAN) um die weitere Durchsetzung des Prinzips im Strahlenschutz.

### Infrarotstrahlung
Die um 1800 vom deutsch-britischen Astronomen, Techniker und Musiker Friedrich Wilhelm Herschel (1738–1822) entdeckte Infrarotstrahlung erzeugt vor allem Wärme. Wenn die Erhöhung der Körpertemperatur sowie die Einwirkdauer kritische Grenzen überschreitet, können Hitzeschäden bis hin zum Hitzschlag die Folge sein. Aufgrund der noch unbefriedigenden Datenlage und der teilweise widersprüchlichen Ergebnisse sind eindeutige Empfehlungen für den Strahlenschutz bezüglich Infrarotstrahlung bislang nicht möglich. Die Erkenntnisse hinsichtlich einer Beschleunigung der Hautalterung durch Infrarotstrahlung sind allerdings ausreichend, um den Einsatz von Infrarotstrahlung gegen Faltenbildung als kontraproduktiv zu bezeichnen.
Das Institut für Arbeitsschutz der Deutschen Gesetzlichen Unfallversicherung hat 2011 Expositionsgrenzwerte zum Schutz der Haut vor Verbrennungen durch Wärmestrahlung festgelegt. Das IFA empfiehlt, zusätzlich zu dem in der EU-Richtlinie 2006/25/EG festgelegten Grenzwert zum Schutz der Haut vor Verbrennungen für Expositionszeiten bis zu 10 sec einen Grenzwert für Expositionszeiten zwischen 10 und 1000 sec anzuwenden. Außerdem sollten zum Vergleich mit den Grenzwerten alle Strahlungsanteile im Wellenlängenbereich von 380 bis 20000 nm berücksichtigt werden.

## Strahlenschutzvorschriften

### Erste Strahlenschutzvorschriften
Mit einem 1913 erschienenen Merkblatt der Deutschen Röntgengesellschaft (DRG) wurde das Thema Strahlenschutz erstmals systematisch angegangen. Der Physiker und Mitbegründer der Gesellschaft Bernhard Walter (1861–1950) war einer der Pioniere des Strahlenschutzes.
Die International Commission on Radiological Protection (ICRP) (deutsch Internationale Strahlenschutzkommission) konstituierte sich 1928 auf dem zweiten International Congress of Radiology in Stockholm, ebenso die International Commission on Radiation Units and Measurements (ICRU). Im gleichen Jahr wurden die ersten internationalen Strahlenschutzempfehlungen verabschiedet und jedes vertretene Land aufgefordert, ein koordiniertes Programm zur Strahlenkontrolle zu entwickeln. Der Vertreter der Vereinigten Staaten, Lauriston Taylor vom US Bureau of Standards (NSB), bildete den beratenden Ausschuss für Röntgen- und Radiumschutz, der später zum National Committee on Radiation Protection and Measurements (NCRP) (deutsch Nationales Komitee für Strahlenschutz und Messungen) umbenannt wurde. Die NCRP erhielt 1964 eine Kongress-Charta und entwickelt bis heute Richtlinien, um Einzelpersonen und die Öffentlichkeit vor übermäßiger Strahlung zu schützen. In den Folgejahren wurden durch fast alle Präsidenten zahlreiche weitere Organisationen gegründet.

### Strahlenschutzüberwachung

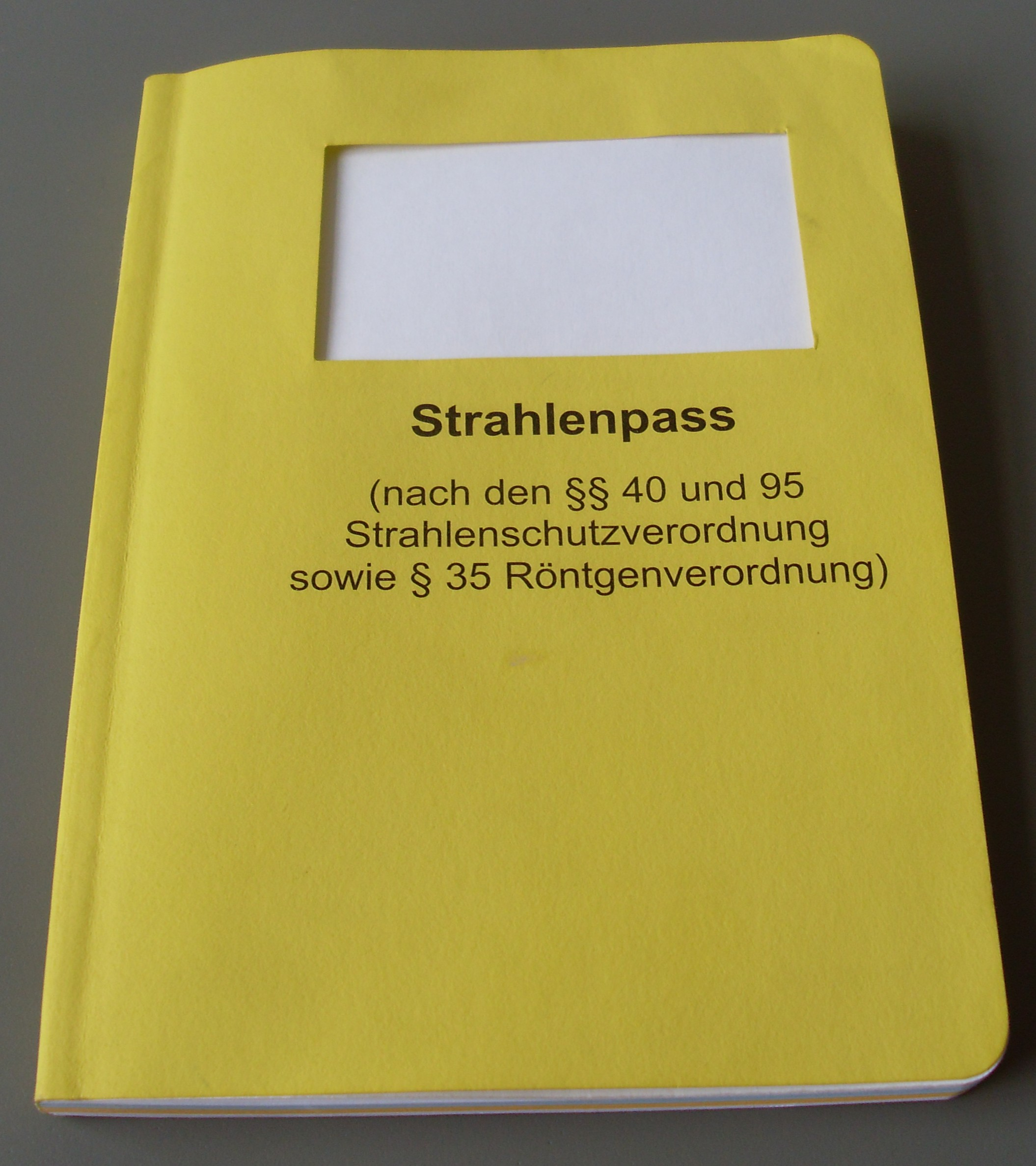
Deutscher Strahlenpass

Piloten, Nuklearmediziner und Mitarbeiter von Kernkraftwerken sind bei ihrer Berufsausübung ionisierender Strahlung ausgesetzt. Um diese Personen vor der schädlichen Wirkung der Strahlung zu schützen, unterliegen in Deutschland mehr als 400.000 Personen der beruflichen Strahlenschutzüberwachung. Rund 70.000 Personen, die in wechselnden Betrieben tätig sind, besitzen einen Strahlenpass (nicht zu verwechseln mit dem Röntgenpass – siehe unten). Strahlenschutzüberwacht werden alle diejenigen, die während ihrer beruflichen Tätigkeiten im Jahr eine effektive Dosis von mehr als 1 Millisievert erhalten können. (Die effektive Dosis durch natürliche Strahlung liegt in Deutschland jährlich bei 2,1 Millisievert). Hierzu messen Dosimeter die Strahlendosis. Der Grenzwert für die berufliche Strahlendosis liegt bei 20 Millisievert pro Jahr. Die Überwachung bezieht sich auch auf Gebäude, Anlagenteile oder (radioaktive) Stoffe. Diese werden mit einem speziellen Verwaltungsakt, der Freigabe im Strahlenschutz, aus dem Geltungsbereich der Strahlenschutzverordnung entlassen. Dazu muss sichergestellt sein, dass die entstehende Strahlenbelastung für eine Einzelperson der Bevölkerung 10 µSv im Kalenderjahr und die resultierende Kollektivdosis 1 Personen-Sievert pro Jahr nicht überschreiten.

### Strahlenschutzregister
Gemäß § 170 Strahlenschutzgesetz (StrlSchG) benötigen alle beruflich exponierten Personen und Inhaber von Strahlenpässen ab dem 31. Dezember 2018 eine Strahlenschutzregisternummer (SSR-Nummer od. SSRN), eine eindeutige persönliche Kennnummer. Die SSR-Nummer erleichtert und verbessert die Zuordnung und Bilanzierung der individuellen Dosiswerte aus der beruflichen Strahlenexposition im Strahlenschutzregister. Sie ersetzt die bisherige Strahlenpassnummer. Sie dient der Überwachung von Dosisgrenzwerten. Unternehmen sind verpflichtet, ihre Beschäftigten so einzusetzen, dass die Strahlendosis, der diese ausgesetzt sind, den Grenzwert von 20 Millisievert im Kalenderjahr nicht übersteigt. In Deutschland waren im Jahr 2016 etwa 440.000 Personen als beruflich strahlenexponiert eingestuft. Gemäß § 145 Abs. 1, Satz 1 Strahlenschutzgesetz „hat bei Sanierungs- und sonstigen Maßnahmen zur Verhinderung und Verminderung der Exposition bei radioaktiven Altlasten derjenige, der die Maßnahmen selbst beruflich durchführt oder durch unter seiner Aufsicht stehende Arbeitskräfte durchführen lässt, vor Beginn der Maßnahmen eine Abschätzung der Körperdosis der Arbeitskräfte durchzuführen.“ Die Beantragung der SSR-Nummern beim Bundesamt für Strahlenschutz (BfS) für alle aktuell in der Überwachung befindlichen Beschäftigten muss bis zum 31. März 2019 durchgeführt werden.
Die Beantragung der SSR-Nummer beim BfS und die Übermittlung der dafür nötigen Daten sind gemäß § 170 Absatz 4 Satz 4 StrlSchG sicherzustellen vom
- Strahlenschutzverantwortlichen oder vom
- Verpflichteten nach § 131 Absatz 1 oder § 145 Absatz 1 Satz 1 StrlSchG oder vom
- Verantwortlichen nach § 115 Absatz 2 oder § 153 Absatz 1 StrlSchG.

Die SSR-Nummern sind dann zur weiteren Verwendung im Rahmen der üblichen Kommunikation mit den Messstellen bzw. Strahlenpassbehörden vorzuhalten. Die SSR-Nummer wird durch eine nicht rückführbare Verschlüsselung aus der Sozialversicherungsnummer und aus den Personendaten abgeleitet. Die Übertragung erfolgt online. Etwa 420.00 Menschen in Deutschland werden strahlenschutzüberwacht (Stand 2019).
Notfalleinsatzkräfte (auch ehrenamtliche), die nicht zu den beruflich exponierten Personen im Sinne des Strahlenschutzgesetzes gehören, benötigen nachträglich, also nach einem Einsatz, bei dem sie einer Strahlenexposition über den in der Strahlenschutzverordnung angegebenen Schwellen ausgesetzt waren, ebenfalls eine SSR-Nummer, da alle relevanten Expositionen im Strahlenschutzregister zu erfassen sind.

### Strahlenschutzbereiche

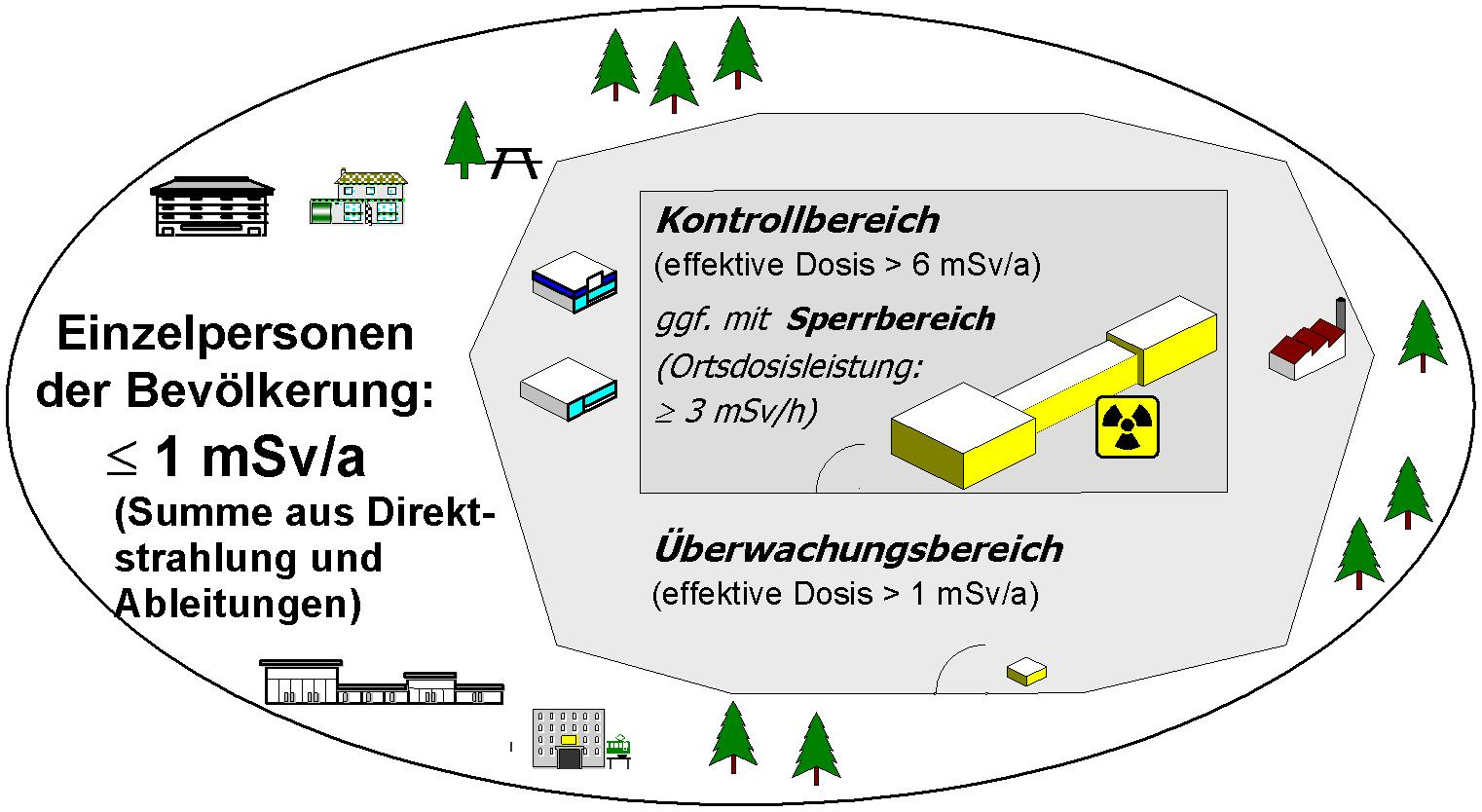
Strahlenschutzbereiche

Als Strahlenschutzbereiche werden räumliche Bereiche bezeichnet, in denen entweder Personen beim Aufenthalt bestimmte Körperdosen erhalten können oder in denen eine bestimmte Ortsdosisleistung überschritten wird. Diese werden im § 36 der Strahlenschutzverordnung beziehungsweise in den §§ 19 und 20 der Röntgenverordnung definiert. Laut der Strahlenschutzverordnung unterscheidet man Strahlenschutzbereiche je nach Gefährdung zwischen Sperrbereich (Ortsdosisleistung ≥ 3 mSv/Stunde), Kontrollbereich (effektive Dosis > 6 mSv/Jahr) und Überwachungsbereich (effektive Dosis > 1 mSv/Jahr).

## Radiologische Notfallschutzprojekte

### Frühwarnsysteme
Deutschland, Österreich und die Schweiz halten neben vielen anderen Ländern Frühwarnsysteme zum Schutz der Bevölkerung vor.
Das Ortsdosisleistungs-Messnetz (ODL-Messnetz) ist ein vom deutschen Bundesamt für Strahlenschutz betriebenes Messsystem für Radioaktivität, das die Ortsdosisleistung am Messort bestimmt.
Als Strahlenfrühwarnsystem wird in Österreich ein Mess- und Meldesystem, das in den späten 1970er Jahren errichtet wurde, bezeichnet, das helfen soll Erhöhungen ionisierender Strahlung auf dem Hoheitsgebiet bereits frühzeitig zu erkennen und zu ermöglichen, notwendige Maßnahmen einzuleiten. Die Messwerte werden automatisch an die Zentrale im Ministerium geliefert, wonach die damit befassten Dienststellen, wie die Bundeswarnzentrale oder die Landeswarnzentralen der Bundesländer, darauf zugreifen können.
Das NADAM (Netz für automatische Dosisalarmierung und -messung) ist das Messnetz für Gammastrahlung der Nationalen Alarmzentrale der Schweiz. Das Messnetz wird ergänzt durch die verdichteter aufgestellten MADUK-Stationen (Messnetz zur automatischen Dosisleistungsüberwachung in der Umgebung der Kernkraftwerke) des Eidgenössischen Nuklearsicherheitsinspektorats (ENSI).

### Projekt NERIS-TP
Das NERIS-TP-Projekt zielte in den Jahren 2011–2014 darauf ab, die durch das Europäische Projekt EURANOS gewonnenen Erkenntnisse im Zusammenhang mit nuklearen Notfallmaßnahmen mit allen relevanten Stakeholdern zu diskutieren.

### Projekt PREPARE
Im europäischen Projekt PREPARE sollen Lücken im kerntechnischen und radiologischen Notfallschutz geschlossen werden, die nach dem Unfall in Fukushima identifiziert wurden. Im Projekt sollen Notfallschutz-Konzepte bei lang anhaltenden Freisetzungen überprüft werden, Probleme bei Messverfahren und in der Lebensmittelsicherheit bei grenzüberschreitenden Kontaminationen bearbeitet und fehlende Funktionen in Decision Support-Systemen ergänzt werden (Quellterm-Rekonstruktion, verbesserte Ausbreitungsmodellierung, Berücksichtigung des aquatischen Ausbreitungspfads in europäischen Flusssystemen).

### Projekt IMIS
Bereits seit den 1950er Jahren wird in Deutschland die Umweltradioaktivität überwacht. Dieses erfolgte bis 1986 durch verschiedene Behörden, die sich nicht miteinander abstimmten. Anlässlich der Verwirrungen während der Reaktorkatastrophe von Tschernobyl im April 1986 wurde eine Bündelung der Messaktivitäten im Projekt IMIS (Integriertes Mess- und Informationssystem) durchgeführt, einem Umweltinformationssystem zur Überwachung der Radioaktivität in Deutschland. Früher waren die Messeinrichtungen den Warnämtern unter dem Namen WADIS („Warndienst-Informationssystem“) angegliedert.

### Projekt CONCERT
Das Ziel des Projekts CONCERT (englisch European Joint Programme for the Integration of Radiation Protection Research ‚Gemeinschaftliches europäisches Programm zur Integration der Strahlenschutzforschung‘) ist, basierend auf den aktuellen strategischen Forschungsprogrammen der europäischen Forschungsplattformen MELODI (Strahlenwirkungen und Strahlenrisiken), ALLIANCE (Radioökologie), NERIS (Nuklearer und radiologischer Notfallschutz), EURADOS (Strahlendosimetrie) und EURAMED (Medizinischer Strahlenschutz), im Jahre 2018 ein gemeinsames Europäisches Programm für Strahlenschutzforschung in Europa zu etablieren.

### Projekt REWARD
Das Projekt REWARD (englisch Real time wide area radiation surveillance system, deutsch Echtzeit-Überwachungssystem für weiträumige Strahlung) wurde gegründet, um gegen Bedrohungen durch nuklearen Terrorismus, vermisste radioaktive Strahlenquellen, radioaktive Kontamination und nukleare Unfälle vorzugehen. Das Konsortium entwickelte ein mobiles System für die Weitbereichsstrahlungsüberwachung in Echtzeit auf der Grundlage der Integration neuer miniaturisierter Festkörpersensoren. Hierfür werden zwei Sensoren verwendet: ein Cadmiumzinktellurid-Detektor (CdZnTe) für die Gammastrahlung und ein hocheffizienter Neutronendetektor auf Basis neuartiger Siliziumtechnologien. Die Gamma- und Neutronendetektoren werden in einer einzigen Überwachungsvorrichtung, Tag (deutsch Schild) genannt, integriert. Die Sensoreinheit enthält eine drahtlose Kommunikationsschnittstelle, um die Daten aus der Ferne an eine überwachende Basisstation zu senden, die auch ein GPS-System verwendet, um die Position des Tags zu berechnen.

### Einsatzgruppe für alle Arten von nuklearen Notfällen

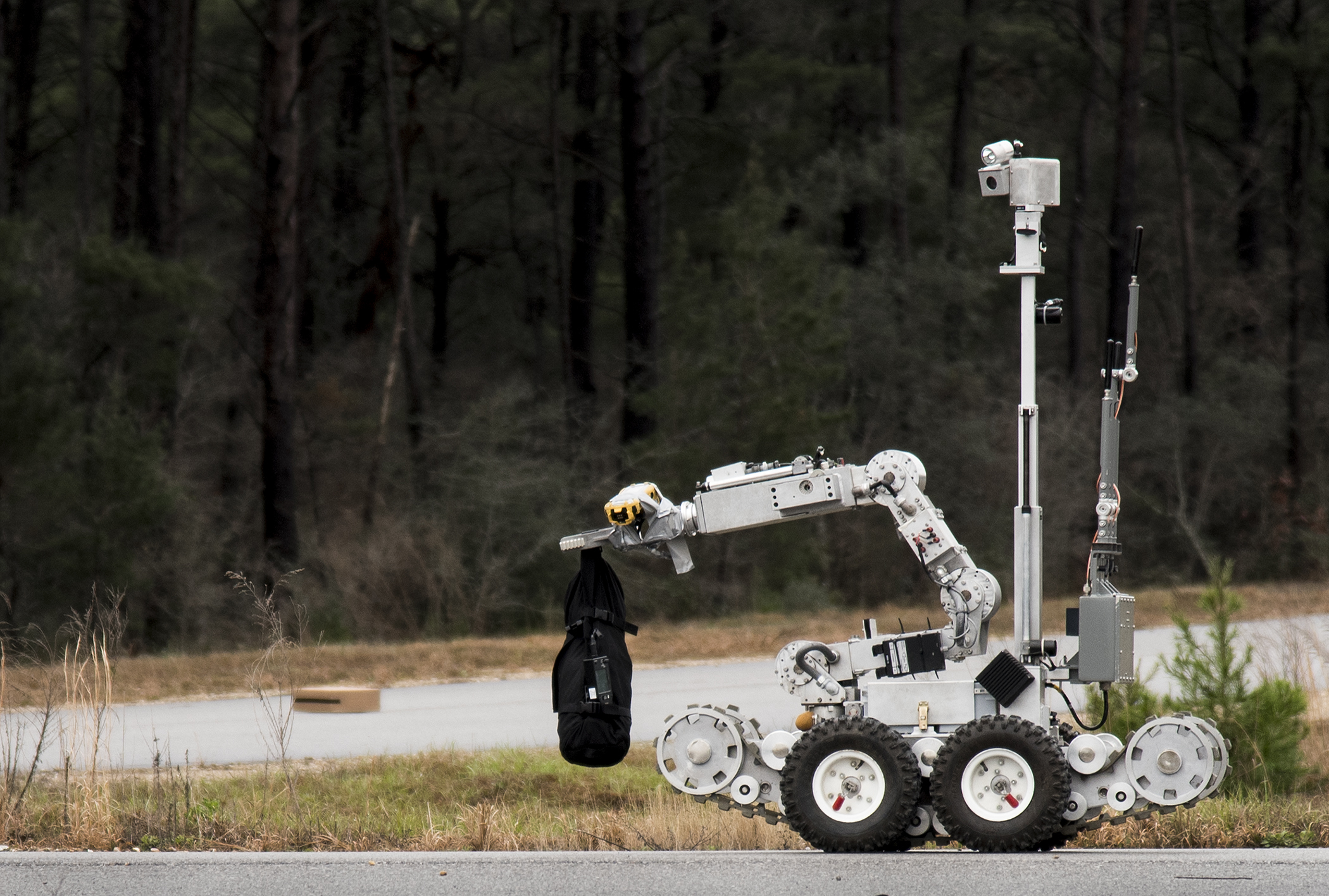
Ferngesteuerte Roboter mit Reinstgermanium-Detektor (hochreiner Einkristall) werden zur Identifikation von radioaktiven Stoffen eingesetzt.

Das Nuclear Emergency Support Team (NEST) ist ein US-amerikanisches Programm für alle Arten von nuklearen Notfällen der National Nuclear Security Administration (NNSA) des Energieministeriums der Vereinigten Staaten und ist gleichzeitig eine Anti-Terroreinheit, die bei Zwischenfällen mit radioaktiven Stoffen oder Atomwaffen aus US-amerikanischem Besitz im Ausland tätig wird. Es wurde 1974/75 unter US-Präsident Gerald Ford gegründet und 2002 in Nuclear Emergency Support Team umbenannt. 1988 wurde ein Geheimabkommen aus dem Jahr 1976 zwischen den USA und der Bundesrepublik Deutschland bekannt, das den Einsatz von NEST in der Bundesrepublik festlegt. In Deutschland besteht seit 2003 eine ähnliche Einheit mit dem Namen Zentrale Unterstützungsgruppe des Bundes für gravierende Fälle nuklearspezifischer Gefahrenabwehr (ZUB).

## Gesetzliche Grundlagen
Schon im Jahre 1905 forderte der Franzose Viktor Hennecart eine besondere Gesetzgebung, die den Umgang mit Röntgenstrahlen regelt. In England schlug 1915 Sidney Russ (1879–1963) der British Roentgen Society vor, von sich aus eine Reihe von Sicherheitsstandards aufzustellen, wozu es im Juli 1921 durch die Bildung des British X-Ray and Radium Protection Committee kam. In den USA entwarf 1922 die American X-Ray Society ihre eigenen Richtlinien. Im Deutschen Reich formulierte ein Sonderausschuss der Deutschen Röntgengesellschaft unter Franz Maximilian Groedel (1881–1951), Hans Liniger (1863–1933) und Heinz Lossen (1893–1967) nach dem Ersten Weltkrieg die ersten Richtlinien. Im Jahre 1953 erließen die Berufsgenossenschaften die Unfallverhütungsvorschrift „Anwendung von Röntgenstrahlen in medizinischen Betrieben“ aufgrund der gesetzlichen Grundlage im § 848a Reichsversicherungsordnung. In der DDR war von 1954 bis 1971 die Arbeitsschutzanordnung (ASAO) 950 gültig. Diese wurde am 1. April 1971 durch die ASAO 980 abgelöst.

### EURATOM
Die Europäische Atomgemeinschaft (EURATOM) wurde am 25. März 1957 durch die Römischen Verträge von Frankreich, Italien, den Beneluxstaaten und der Bundesrepublik Deutschland gegründet und besteht bis heute fast unverändert. Kapitel 3 des Euratomvertrags regelt die Maßnahmen zur Sicherung der Gesundheit der Bevölkerung. In Artikel 35 werden Einrichtungen zur ständigen Überwachung des Bodens, der Luft und des Wassers auf ihre Radioaktivität vorgeschrieben. In allen Mitgliedsstaaten wurden daraufhin entsprechende Messnetze installiert, die ihre erhobenen Daten an die zentrale Datenbank der EU (EURDEP, englisch European Radiological Data Exchange Platform) senden. Die Plattform ist Bestandteil des ECURIE Systems der EU für den Informationsaustausch in radiologischen Notsituationen und wurde 1995 in Betrieb genommen. Auch die Schweiz nimmt an dem Informationssystem teil.

### Gesetzliche Grundlagen in Deutschland
In Deutschland wurde erstmals im Jahre 1941 eine Röntgenverordnung (RGBl. I S. 88) erlassen und galt ursprünglich für nichtmedizinische Betriebe. Die ersten medizinischen Vorschriften wurden von dem Hauptverband der Gewerblichen Berufsgenossenschaften als Unfallverhütungsvorschriften zur Reichsversicherungsordnung im Oktober 1953 erlassen. Grundnormen für den Strahlenschutz wurden durch Richtlinien der Europäischen Atomgemeinschaft (EURATOM) am 2. Februar 1959 eingeführt. Das Atomgesetz vom 23. Dezember 1959 ist die nationale gesetzliche Grundlage für das gesamte Strahlenschutzrecht in Deutschland (West) mit der Strahlenschutzverordnung vom 24. Juni 1960 (nur für radioaktive Stoffe), der Strahlenschutzverordnung vom 18. Juli 1964 (für den Medizinbereich) und der Röntgenverordnung vom 1. März 1973. Der Strahlenschutz wurde im § 1 formuliert, wonach Leben, Gesundheit und Sachgüter vor den Gefahren der Kernenergie und der schädlichen Wirkung ionisierender Strahlen zu schützen und durch Kernenergie oder ionisierende Strahlen verursachte Schäden auszugleichen sind. In der Strahlenschutzverordnung sind Dosisgrenzwerte für die allgemeine Bevölkerung und für beruflich strahlenexponierte Personen festgelegt. Generell muss jede Anwendung ionisierender Strahlung gerechtfertigt sein und die Strahlenbelastung muss auch unterhalb der Grenzwerte so gering wie möglich gehalten werden. Hierzu müssen beispielsweise Ärzte, Zahnärzte und Tierärzte alle fünf Jahre – gemäß § 18a Abs. 2 RöV in der Fassung vom 30. April 2003 – einen Nachweis der Aktualisierung der Fachkunde im Strahlenschutz erbringen und hierzu einen Ganztageskurs mit Abschlussprüfung absolvieren. Die Fachkunde im Strahlenschutz ist nach der Fachkunde-Richtlinie Technik nach RöV – R3 für Personen vorgeschrieben, die beim Einsatz von Gepäckdurchleuchtungseinrichtungen, industriellen Messeinrichtungen und Störstrahlern tätig sind. Seit 2019 sind die Regelungsgebiete der bisherigen Röntgen- und Strahlenschutzverordnungen in der novellierten Strahlenschutzverordnung zusammengeführt.
Die Strahlenschutzkommission (SSK) wurde 1974 als Beratungsgremium des Bundesministeriums des Innern gegründet. Sie entstand aus der Fachkommission IV „Strahlenschutz“ der am 26. Januar 1956 konstituierten Deutschen Atomkommission. Nach der Nuklearkatastrophe von Tschernobyl 1986 wurde in der Bundesrepublik Deutschland das Bundesministerium für Umwelt, Naturschutz, Bau und Reaktorsicherheit gegründet. Die Gründung dieses Ministeriums war vor allem eine Reaktion auf den als unzureichend koordiniert empfundenen Umgang der Politik mit der Katastrophe von Tschernobyl und ihren Folgen. Am 11. Dezember 1986 verabschiedete der Deutsche Bundestag das Strahlenschutzvorsorgegesetz (StrVG), zum Schutz der Bevölkerung, die Radioaktivität in der Umwelt zu überwachen und die Strahlenexposition der Menschen und die radioaktive Kontamination der Umwelt im Falle radioaktiver Unfälle oder Zwischenfälle so gering wie möglich zu halten. Die letzte Neufassung der Röntgenverordnung wurde am 8. Januar 1987 ausgefertigt. Im Zuge einer umfassenden Modernisierung des deutschen Strahlenschutzrechts, die maßgeblich auf der Richtlinie 2013/59/Euratom beruhte, wurden die Regelungen der Röntgenverordnung in die neu gefasste Strahlenschutzverordnung übernommen.
Neben zahlreichen anderen Maßnahmen wurden kontaminierte Lebensmittel in großem Umfang aus dem Verkehr gezogen. Eltern wurde dringend geraten ihre Kinder nicht in Sandkästen spielen zu lassen. Teilweise wurde der kontaminierte Sand ausgetauscht. 1989 wurde das Umweltministerium um das Bundesamt für Strahlenschutz (BfS) erweitert. Es folgte eine Neubekanntmachung des Strahlenschutzvorsorgegesetzes am 30. April 2003 zur Umsetzung zweier EU-Richtlinien über den Gesundheitsschutz von Personen gegen die Gefahren ionisierender Strahlung bei medizinischer Exposition. Der Schutz von Arbeitnehmern vor optischer Strahlung, (Infrarotstrahlung (IR), Sichtbares Licht (VIS) und Ultraviolettstrahlung (UV)), die zum Bereich der nicht ionisierenden Strahlung gehört, wird durch die Arbeitsschutzverordnung zu künstlicher optischer Strahlung vom 19. Juli 2010 geregelt. Es basiert auf der EU-Richtlinie 2006/25/EG vom 27. April 2006. Am 1. März 2010 trat das „Gesetz zum Schutz vor nichtionisierender Strahlung bei der Anwendung am Menschen“ (NiSG) in Kraft beschlossen, BGBl. I S. 2433, wonach seit dem 4. August 2009 Minderjährigen die Benutzung von Solarien nach Maßgabe des § 4 NiSG untersagt ist. Am 1. Oktober 2017 trat ein neues Strahlenschutzgesetz in Deutschland in Kraft.
In Deutschland leitet und beaufsichtigt ein Strahlenschutzbeauftragter Tätigkeiten zur Gewährleistung des Strahlenschutzes beim Umgang mit radioaktiven Stoffen oder ionisierender Strahlung. Seine Aufgaben sind unter anderem in den §§ 31 bis 33 der Strahlenschutzverordnung und in den §§ 13 bis 15 der Röntgenverordnung beschrieben. Er wird vom Strahlenschutzverantwortlichen bestellt, der dafür verantwortlich ist, dass alle Vorschriften zum Strahlenschutz eingehalten werden.

### Ehemals gesetzliche Grundlagen in Deutschland, der Röntgenpass
Ein Röntgenpass ist ein Dokument, in das seit 2002 der untersuchende Arzt oder Zahnarzt Informationen zu den Röntgenuntersuchungen des Patienten eintragen musste, die an ihm durchgeführt werden. Dadurch sollten insbesondere unnötige Wiederholungsuntersuchungen vermieden werden. Gemäß der neuen Strahlenschutzverordnung (StrlSchV) sind Praxen und Kliniken seit 1. Januar 2019 nicht mehr dazu verpflichtet, ihren Patienten Röntgenpässe anzubieten und Untersuchungen darin einzutragen. Die Strahlenschutzverordnung trat am 31. Dezember 2018 gemeinsam mit dem bereits im Jahre 2017 beschlossenen Strahlenschutzgesetz (StrlSchG) in Kraft und ersetzt die bisherige Strahlenschutzverordnung und Röntgenverordnung. Das Bundesamt für Strahlenschutz (BfS) rät Patienten trotzdem dazu, über strahlendiagnostische Untersuchungen in Eigenregie Buch zu führen. Auf seiner Internetseite stellt das Bundesamt ein Dokument zum Download zur Verfügung, das für eine persönliche Dokumentation genutzt werden kann.

### Gesetzliche Grundlagen in der Schweiz
In der Schweiz begann der institutionalisierte Strahlenschutz 1955 mit dem Erlass von Richtlinien für den Schutz gegen ionisierende Strahlungen in der Medizin, in Laboratorien, Gewerbe- und Fabrikationsbetrieben, die jedoch nur Empfehlungscharakter hatten. Die gesetzlichen Grundlagen schuf ein neuer Verfassungsartikel (Art. 24), wonach der Bund Vorschriften über den Schutz vor den gefahren ionisierender Strahlen erlässt. Darauf aufbauend trat zum 1. Juli 1960 ein entsprechendes Bundesgesetz in Kraft. Am 1. Mai 1963 wurde die erste schweizerische Verordnung über den Strahlenschutz in Kraft gesetzt. Als Ergänzungen zur Verordnung wurden am 7. Oktober 1963 im Wesentlichen folgende Verfügungen des Eidgenössischen Departements des Innern (EDI) erlassen:
- über den Strahlenschutz bei medizinischen Röntgenanlagen
- über den Strahlenschutz bei Schuhdurchleuchtungsapparaten (von denen 1963 etwa 850 in Betrieb waren; der letzte wurde erst 1990 stillgelegt)
- über die Radioaktivität von Leuchtzifferblättern.

Es folgten weitere 40 Verordnungen. Die Überwachungen entsprechender Einrichtungen zog sich – mangels Personals – über viele Jahre hin. Seit 1963 sollten Dosimeter zum Personenschutz eingesetzt werden, was jedoch auf vielerlei Widerstand stieß. Der Erlass eines aktualisierten Strahlenschutzgesetzes dauerte bis 1989. Damit einher ging die Strahlenschutzausbildung der betroffenen Personen.
Der Bundesrat hat im April 2017 neue Verordnungen im Strahlenschutz verabschiedet. Sie traten am 1. Januar 2018 in Kraft. Das Revisionspaket umfasst die Strahlenschutzverordnung und neun weitere Verordnungen. Sie gehen neu von drei Expositionssituationen aus: geplante Exposition, bestehende Exposition und Notfall-Exposition.

#### Bestehende Exposition
In diese Kategorie fallen beispielsweise radioaktive Altlasten oder natürliche Strahlung – Stichwort Radon. Hier werden Referenzwerte, und nicht Dosisgrenzwerte angewendet. Für bestehende Expositionssituationen beträgt der Referenzwert 1 mSv pro Jahr. Der Wert kann im Einzelfall auf 20 mSv pro Jahr erhöht werden. Für Radon gilt neu – statt eines Grenzwertes von 1000 Bq/m³ – ein Referenzwert von 300 Bq/m³ in Wohn- und Aufenthaltsräumen.

#### Notfall-Exposition
Notfallsituationen erfordern Sofortmaßnahmen. Da Dosisgrenzwerte in Notfällen allenfalls nicht durchgesetzt werden können oder nicht sinnvoll sind, werden auch hier neu Referenzwerte zum Schutz der Bevölkerung und von beruflich exponierten Personen eingeführt. Die Referenzwerte liegen oberhalb der Dosisgrenzwerte. Im ersten Jahr nach einem Notfall gilt ein maximaler Referenzwert von 100 mSv für die Bevölkerung.

#### Geplante Exposition
Die meisten Expositionssituationen können der geplanten Exposition zugeordnet werden. Es handelt sich dabei um berufliche Expositionen, wenn am Arbeitsplatz mit radioaktiven Materialien oder mit Anlagen umgegangen wird, die ionisierende Strahlung erzeugen. Aufgrund neuer Erkenntnisse wird der Grenzwert am Arbeitsplatz für die Augenlinse stark gesenkt. Der beruflichen Expositionen werden neu natürliche Strahlenquellen zugerechnet. Davon betroffen sind Arbeitsplätze mit starker Radonexposition, wie sie in Bergwerken, Höhlen oder Wasserkraftwerken auftreten können. Neu als beruflich strahlenexponiert gilt das Flugpersonal. In diese Kategorie fällt auch die gewollte Exposition von Patientinnen und Patienten in der Medizin. Damit sollen nicht gerechtfertigte Untersuchungen und Behandlungen vermieden werden.

### Gesetzliche Grundlagen in Österreich
Die gesetzliche Basis für den Strahlenschutz in Österreich ist das Strahlenschutzgesetz (BGBl. 277/69 i.d.g.F.) vom 11. Juni 1969. Die Aufgaben im Strahlenschutz erstrecken sich in die Bereiche Medizin, Gewerbe und Industrie, Forschung, Schulen, Arbeitnehmerschutz und Lebensmittel. Die Allgemeine Strahlenschutzverordnung, BGBl. II Nr. 191/2006, ist seit 1. Juni 2006 in Kraft. Sie regelt auf Basis des Strahlenschutzgesetzes den Umgang mit Strahlenquellen und die Maßnahmen zum Schutz vor ionisierenden Strahlen. Die Verordnung optische Strahlung (VOPST) ist eine Detailverordnung zum ArbeitnehmerInnenschutzgesetz (ASchG).
Am 1. August 2020 ist ein neues Strahlenschutzrecht in Kraft getretenen, in dem die Strahlenschutzregelungen betreffend künstliche radioaktive Stoffe und terrestrische natürliche radioaktive Stoffe weitgehend vereinheitlicht worden sind. Sie sind nunmehr in der Allgemeine Strahlenschutzverordnung 2020 verankert. Unternehmen, die Tätigkeiten mit natürlich vorkommenden radioaktiven Materialien ausüben, unterliegen seither der Bewilligungs- oder Meldepflicht gemäß §§ 15 bis 17 Strahlenschutzgesetz 2020, sofern keine Ausnahmebestimmung gemäß §§ 7 oder 8 Allgemeine Strahlenschutzverordnung 2020 zutrifft. In den Geltungsbereich wurden die Zementherstellung einschließlich der Wartung von Klinkeröfen, die Produktion von Primäreisen sowie die Zinn-, Blei- und Kupferschmelze aufgenommen. Fällt ein Unternehmen in den Geltungsbereich der Allgemeine Strahlenschutzverordnung 2020, muss dessen Inhaberin/Inhaber eine behördlich ermächtige Überwachungsstelle beauftragen. Die Beauftragung umfasst eine Dosisabschätzung für jene Arbeitskräfte, die einer erhöhten Strahlenbelastung ausgesetzt sein könnten, sowie gegebenenfalls die Ermittlung der Aktivitätskonzentration von Rückständen und von mit der Luft oder dem Abwasser abgeleiteten radioaktiven Stoffen.